# Llista d'òperes més importants

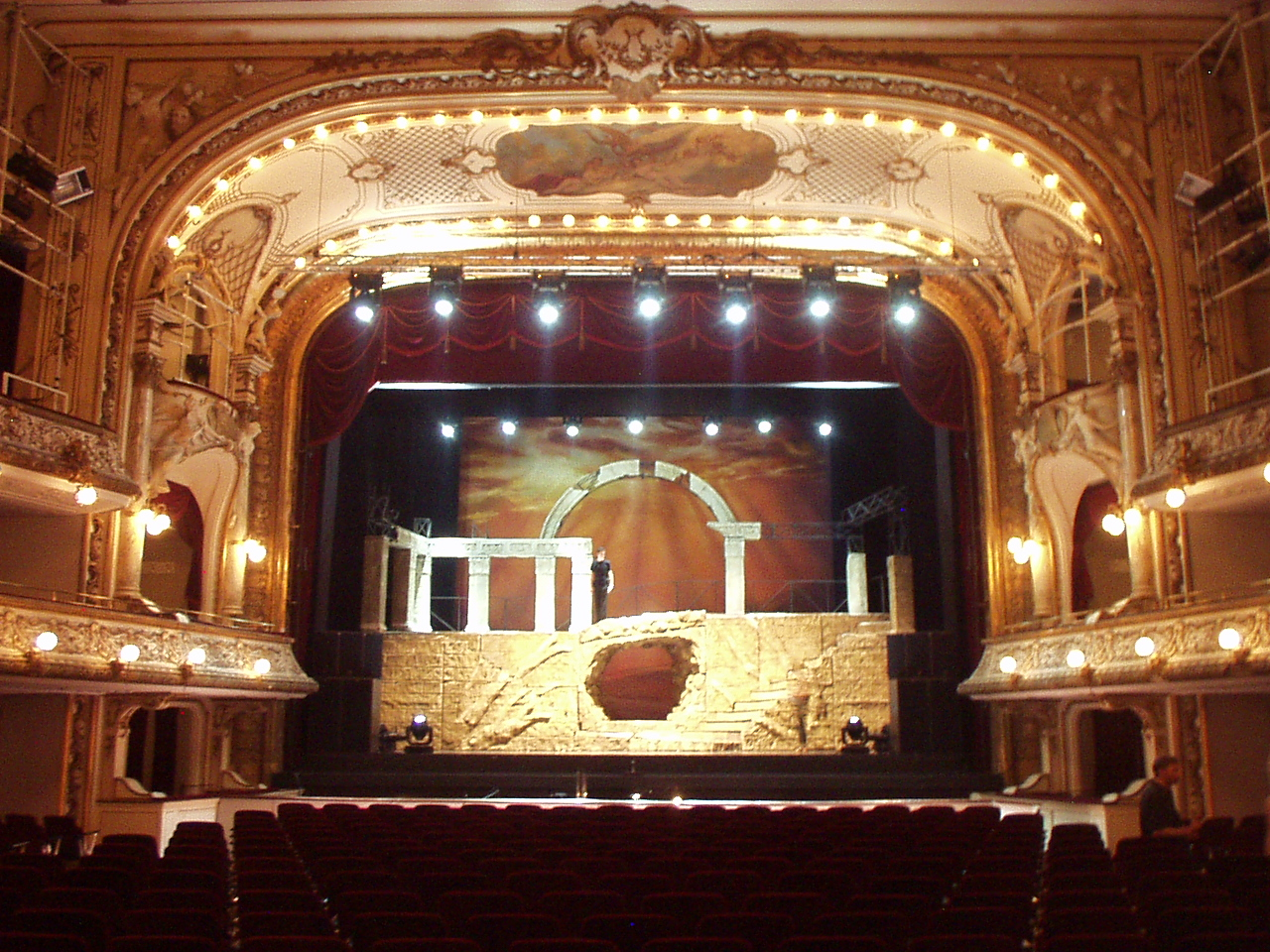
Un teatre d'òpera

El renaixement de la presència de l'òpera en el món de la música, sovint gràcies a les gravacions, ha suposat un considerable increment del repertori. Abans els teatres oferien sempre els mateixos títols; les obres que s'oferien regularment es limitaven a cinquanta o a tot estirar cent. Tanmateix, actualment no para de créixer el nombre d'òperes redescobertes que s'han incorporat als circuits operístics.
La següent llista d'òperes més importants ha seguit el criteri dels experts que es mostren a l'apartat de bibliografia consultada i pretén mostrar totes aquelles òperes que s'interpreten amb freqüència, han tingut un èxit considerable en la seva estrena, o bé han passat a la història per algun motiu que les ha fet notables.

## 1600 – 1699

Claudio Monteverdi aguantant la màscara de la tragèdia el 1640.

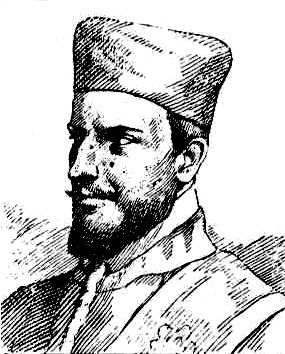
Francesco Cavalli

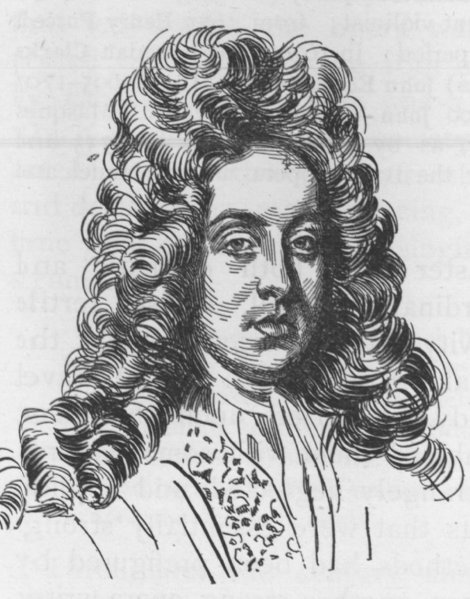
Henry Purcell

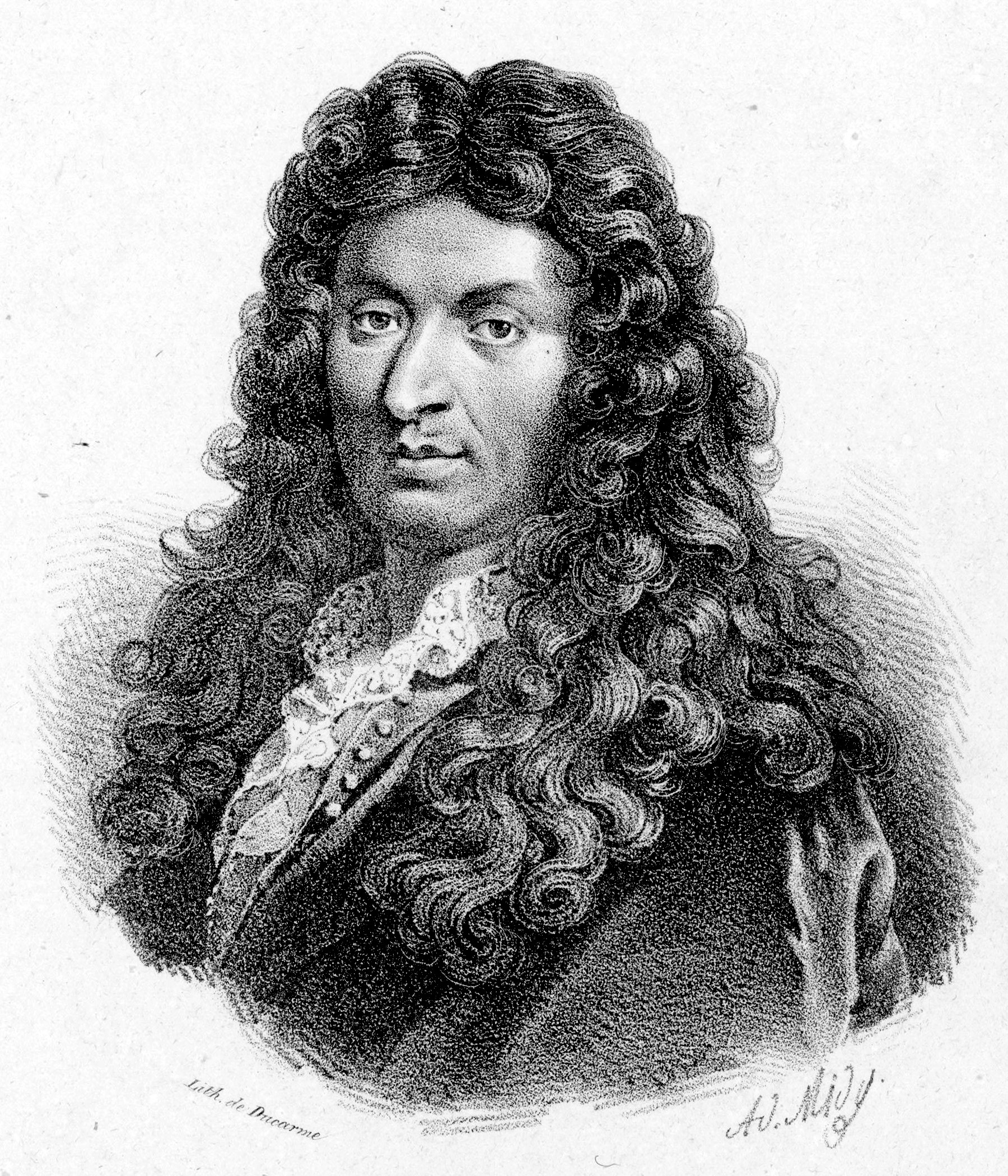
Jean-Baptiste Lully

| Data | Títol                         | Autor                    | Comentari |
| ---- | ----------------------------- | ------------------------ | --- |
| 1600 | Eurídice                      | Jacopo Peri              | És la primera òpera conservada dins de les escrites en l'anomenat stile rappresentativo, en el qual, contra la praxis de l'època, es cantava en una sola veu i amb un succint acompanyament orquestral. |
| 1607 | L'Orfeo                       | Claudio Monteverdi       | Considerada per molts la primera veritable òpera. Monteverdi tenia la consciència que es trobava davant d'un nou gènere musical i que, per tant, no podia regir-se per les normes d'anteriors espectacles, inclosos els de Peri. Aquesta òpera fou oblidada durant molts anys i la va treure de l'oblit el director d'orquestra italià Guido Carlo Visconti di Modrone, a les primeries del segle xx. |
| 1639 | Le nozze di Teti e di Peleo   | Francesco Cavalli        | És la primera òpera de Cavalli i es considera la primera òpera veneciana de la qual s'ha conservat la música. |
| 1640 | Il ritorno d'Ulisse in patria | Claudio Monteverdi       | La primera òpera de Monteverdi per a Venècia, basada en L'Odissea d'Homer, exhibeix el domini del compositor en el retrat d'individus genuïns per oposició a estereotips. És la penúltima òpera del compositor i, encara que hi ha notables diferències respecte a les anteriors, no sembla fonamentat plantejar-se dubtes sobre l'autoria.                                                           |
| 1642 | L'incoronazione di Poppea     | Claudio Monteverdi       | L'última òpera de Monteverdi, composta per a una audiència veneciana, s'interpreta sovint avui. El context venecià ajuda a explicar l'absència completa del to moralitzant sovint associat amb l'òpera d'aquesta època. |
| 1644 | L'Ormindo                     | Francesco Cavalli        | Una de les primeres òperes de Cavalli a ser reposades al segle xx. L'ambigüitat d'alguns personatges, afavorida per l'aparició dels castrati, només s'entén si es té en compte que es tracta d'una època previctoriana. |
| 1649 | Il Giasone                    | Francesco Cavalli        | Com totes les òperes venecianes d'aquest període, les escenes al·lusives al drama clàssic s'acompanyen d'escenes còmiques amb llargs recitatius a càrrec de dides, criats i altres personatges de tipus humorístic. |
| 1649 | L'Orontea                     | Antonio Cesti            | El que la fa especialment notable és el Pròleg, en el qual discuteixen l'Amor i la Filosofia de manera aguda i divertida. Fou la primera òpera italiana representada a la cort austríaca. |
| 1651 | La Calisto                    | Francesco Cavalli        | La novena de les onze òperes que Cavalli va escriure amb Faustini, és notable per la seva sàtira de les divinitats de la mitologia clàssica. |
| 1662 | Ercole amante                 | Francesco Cavalli        | Escollida per a la boda de Lluís XIV a fi de divulgar l'òpera italiana a París. |
| 1674 | Alceste                       | Jean-Baptiste Lully      | Amb aquest títol s'obre una àmplia tradició operística francesa considerablement distant de la italiana per la seva inferioritat vocal. |
| 1676 | Acis et Galatée               | Jean-Baptiste Lully      | L'òpera està plena de plats forts: des de solos i fragments vocals corals fins a una meravellosa música orquestral. De manera inusual en Lully, els amants moren tràgicament. |
| 1683 | Dido i Enees                  | Henry Purcell            | Sovint considerada la primera òpera en llengua anglesa. Es va estrenar a la cort de Carles II el 1683. |
| 1691 | King Arthur                   | Henry Purcell            | Va ser una de les obres de Purcell de més èxit, ja que es va representar continuadament durant tot el segle xviii i fins a mitjan segle xix. |
| 1692 | La reina de les fades         | Henry Purcell            | Més aviat era una semiopera més que una òpera genuïna. Es considera sovint com la millor obra dramàtica de Purcell. |
| 1693 | Médée                         | Marc-Antoine Charpentier | Charpentier va escandalitzar els conservadors introduint un número per a un solista i cor concebut a la manera italiana i cantat en aquesta llengua. |

## 1700 – 1749

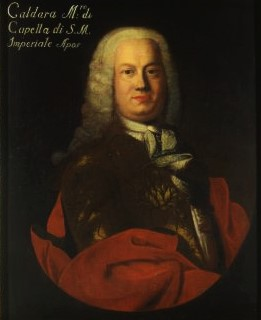
Antonio Caldara

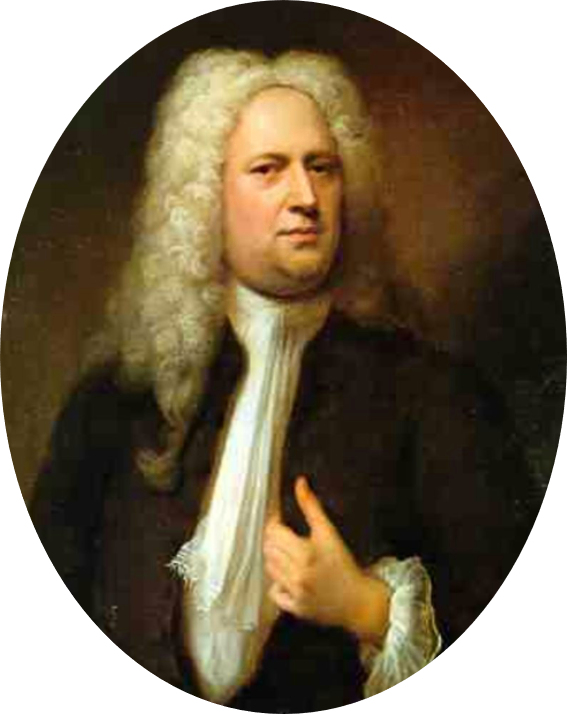
Georg Friedrich Händel el 1733.

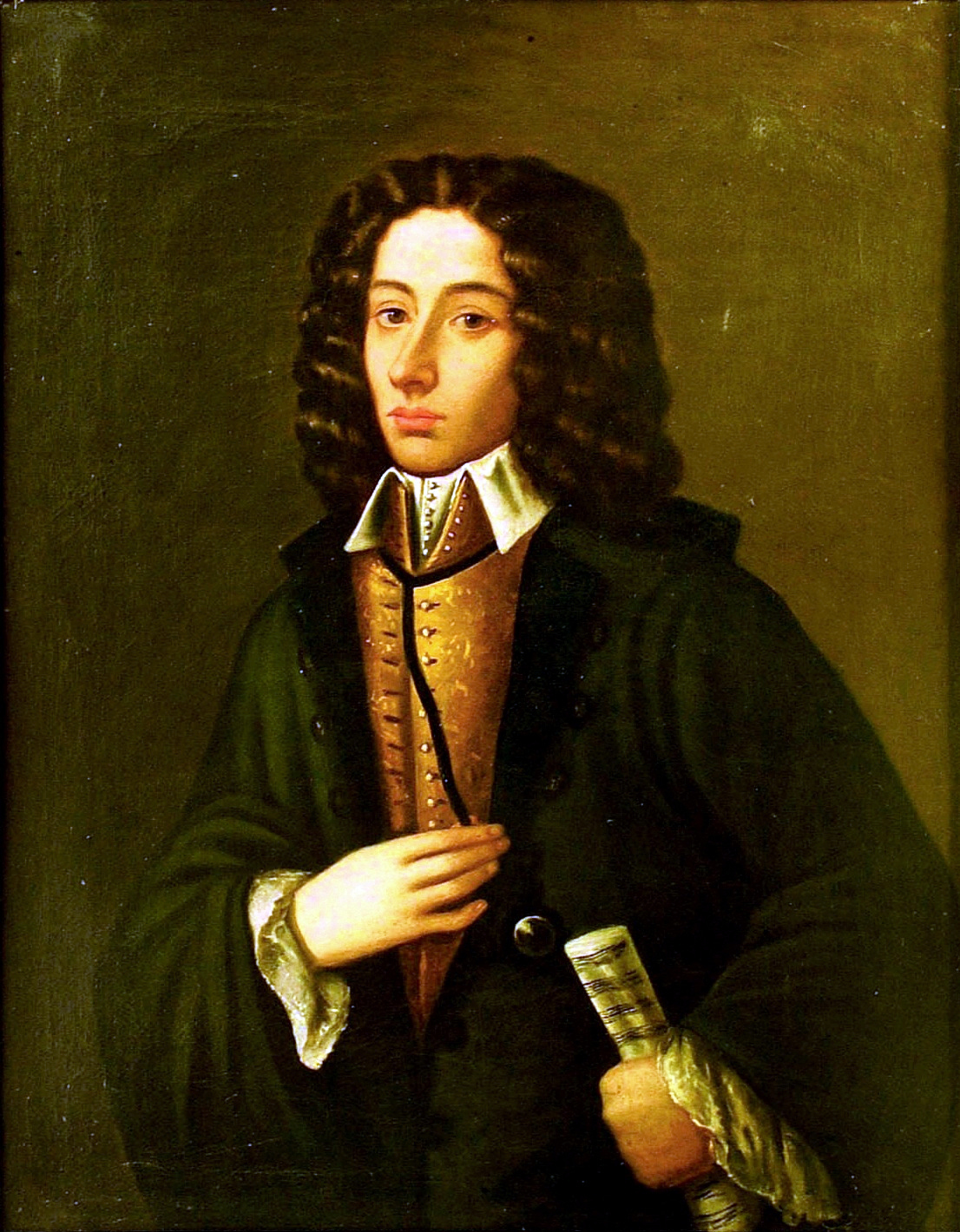
Giovanni Battista Pergolesi

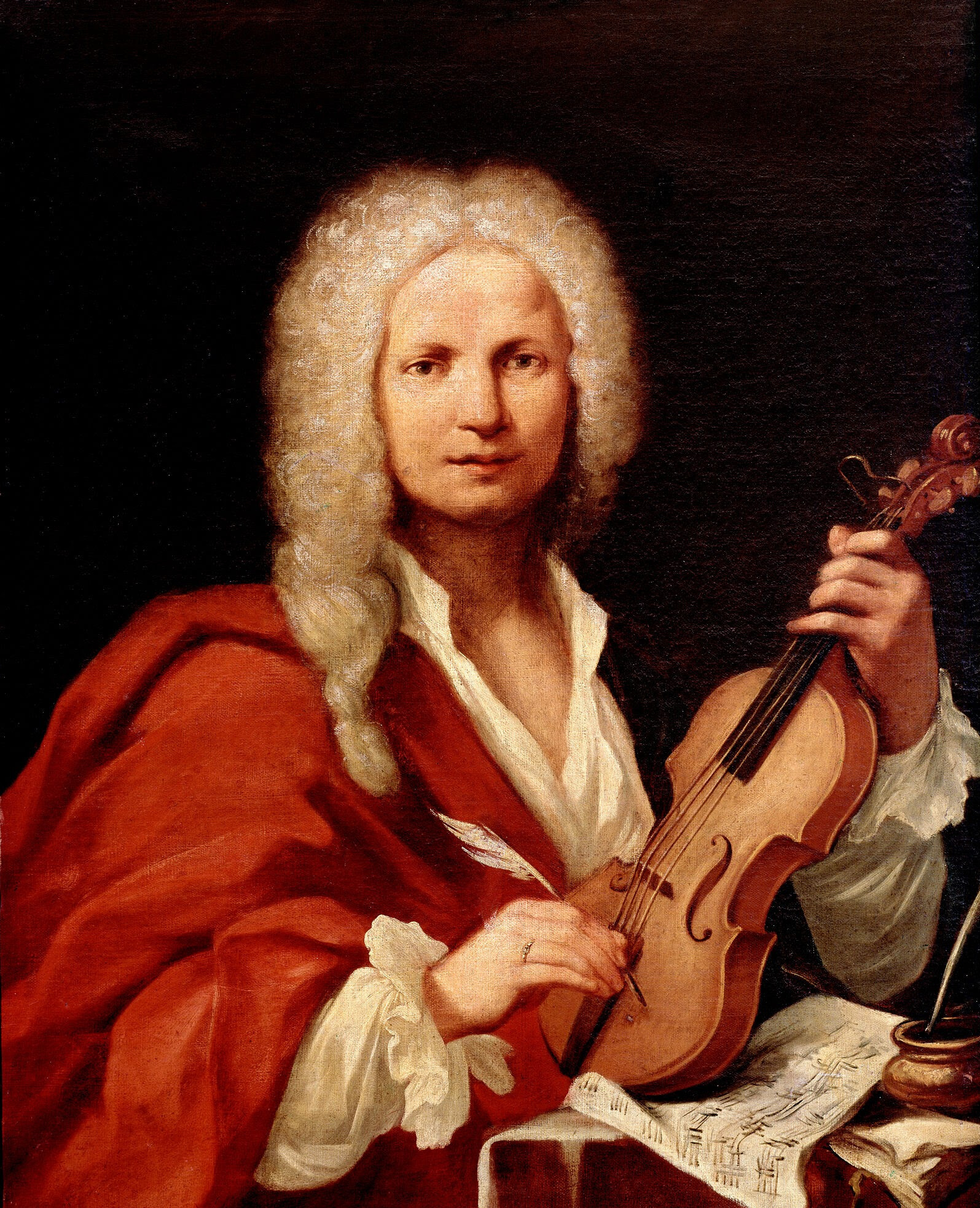
Antonio Vivaldi

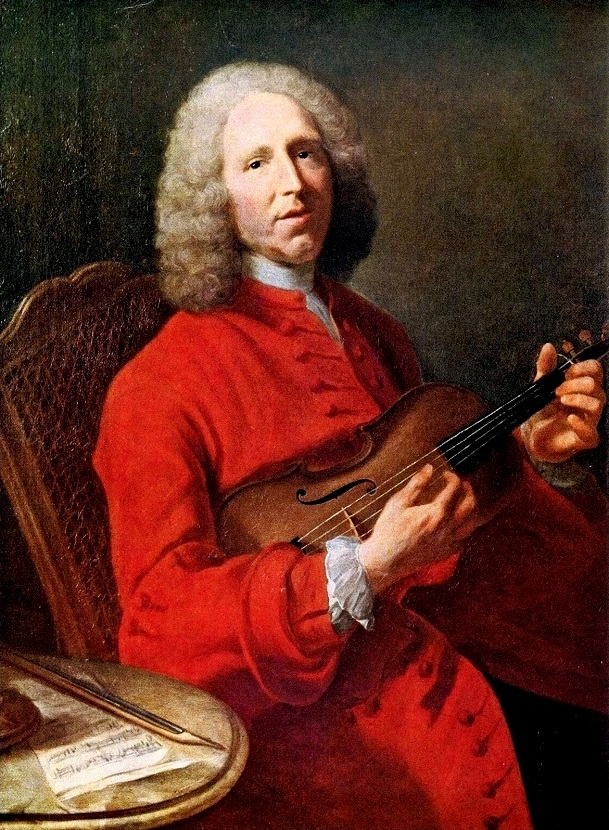
Jean-Philippe Rameau

| Data | Títol                 | Autor                       | Comentari |
| ---- | --------------------- | --------------------------- | --- |
| 1708 | Il più bel nome       | Antonio Caldara             | Fou la primera representació operística a Catalunya i la primera d'una òpera italiana a la península Ibèrica. |
| 1710 | Agrippina             | Georg Friedrich Händel      | És la darrera òpera que Händel va compondre a Itàlia, i va ser un gran èxit, i li va donar una gran reputació. |
| 1711 | Rinaldo               | Georg Friedrich Händel      | La primera òpera de Händel per a l'escenari de Londres era també la primera òpera completament en italià interpretada en aquella ciutat. Papers masculins que han de ser interpretats per veus femenines o contratenors, amb supressions i canvis posteriors a l'estrena, són les dificultats per representar aquestes òperes actualment. Molt notable l'ària Lascia ch'io pianga. |
| 1718 | Il trionfo dell'onore | Alessandro Scarlatti        | Primera òpera bufa napolitana de l'època del naixement del gènere que ens ha arribat completa. |
| 1720 | Radamisto             | Georg Friedrich Händel      | L'ària del segon acte Ombra cara di mia sposa es va convertir en un gran èxit operístic. Va ser molt valorada pel mateix compositor. |
| 1724 | Giulio Cesare         | Georg Friedrich Händel      | Es considera una de les millors òperes de Händel i de tot el repertori clàssic, que destaca per les seves parts vocals, de gran profunditat. Ha estat la més difosa de l'autor al segle xx. |
| 1724 | Tamerlano             | Georg Friedrich Händel      | Una brillant escena de la mort de Bajazeto, que té la particularitat d'haver estat escrita per a tenor -paper gens freqüent en les seves òperes-, ha estat considerada un dels millors moments de l'obra de Händel. |
| 1725 | Rodelinda             | Georg Friedrich Händel      | Va ser molt reeixida en el seu temps i conté el paper de tenor més complex de la seva producció. |
| 1725 | Pimpinone             | Georg Philipp Telemann      | Es va cantar usualment amb els diàlegs en alemany i les àries i duets en italià. Va desaparèixer fins als anys 60, en què va començar realment a circular per Europa. |
| 1727 | Orlando Furioso       | Antonio Vivaldi             | La versió original durava sis hores. Actualment s'interpreta amb una dràstica reducció. |
| 1732 | Lo frate 'nnamorato   | Giovanni Battista Pergolesi | Excel·lent mostra del tipus d'òpera bufa (comèdies enfarfegades amb multitud de personatges) que va néixer a Nàpols a principis del segle xviii. |
| 1733 | La serva padrona      | Giovanni Battista Pergolesi | Va esdevenir un model per a moltes de les òperes bufes que la seguiren, incloent-hi les de Mozart. |
| 1733 | Hippolyte et Aricie   | Jean-Philippe Rameau        | La primera òpera de Rameau va provocar gran controvèrsia en el moment de la seva estrena. |
| 1735 | Orlando               | Georg Friedrich Händel      | Tot i que requereix una representació plena d'efectes especials, amb només cinc personatges, és més aviat una òpera de cambra. |
| 1735 | Ariodante             | Georg Friedrich Händel      | Juntament amb Alcina gaudeix d'una bona reputació entre els crítics. Tanmateix, en el seu temps no va acabar d'agradar, tot i l'important esforç en l'orquestració i que oferia formes de dansa conegudes per agradar al públic londinenc. |
| 1735 | Alcina                | Georg Friedrich Händel      | Amb Ariodante, formà part de la primera temporada del Covent Garden. És una de les òperes amb més riquesa melòdica del barroc. |
| 1735 | Les Indes galantes    | Jean-Philippe Rameau        | En aquest treball Rameau afegia profunditat emocional i potència a la forma tradicionalment més lleugera de l'òpera-ballet iniciada per Jean-Baptiste Lully. |
| 1737 | Castor et Pollux      | Jean-Philippe Rameau        | Inicialment només un èxit moderat, quan va ser reactivada el 1754 fou considerada com la millor consecució de Rameau. |
| 1738 | Serse                 | Georg Friedrich Händel      | És una desviació del model habitual d'òpera seriosa, tot i contenir alguns elements d'opera buffa, molt estrany en Händel. Inclou l'ària Ombra mai fu, potser la més coneguda de l'autor. |
| 1743 | La Mérope             | Domènec Terradelles         | L'òpera més coneguda de Terradelles sobretot després de la recuperació que en va fer el 1936 Robert Gerhard. La música és brillant, variada i d'una extrema elegància en l'escriptura vocal, orientada ja cap a l'estil galant. |
| 1744 | Semele                | Georg Friedrich Händel      | Originalment realitzat com una masque, nom donat a les òperes autòctones creades a Anglaterra, les qualitats dramàtiques de Semele l'han portat sovint als escenaris d'òpera en temps moderns. |
| 1745 | Platée                | Jean-Philippe Rameau        | L'òpera còmica més famosa de Rameau. Originalment una diversió de cort, una reestrena del 1754 va ser extremadament popular entre les audiències franceses. |

## 1750 – 1799

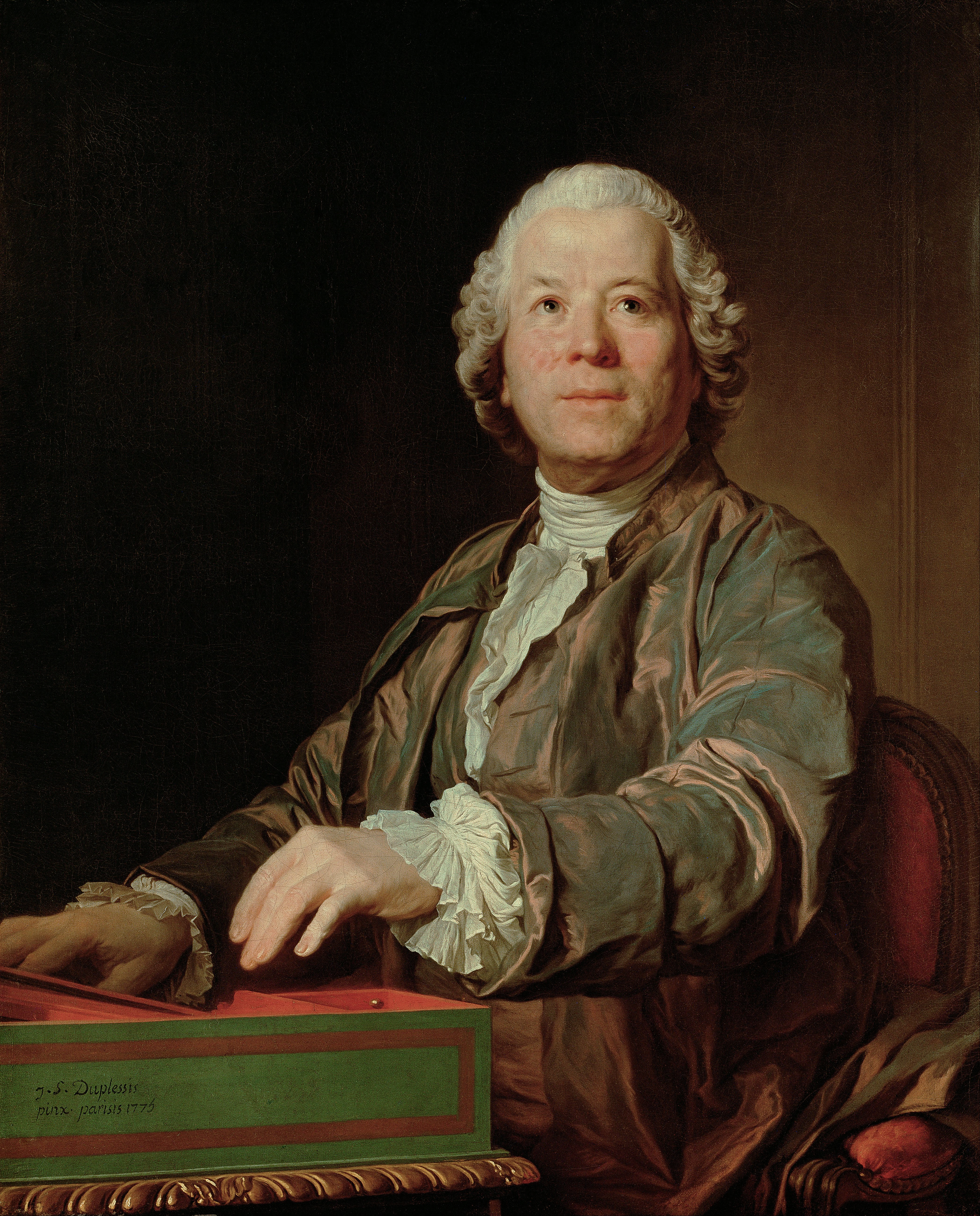
Christoph Willibald Gluck el 1775

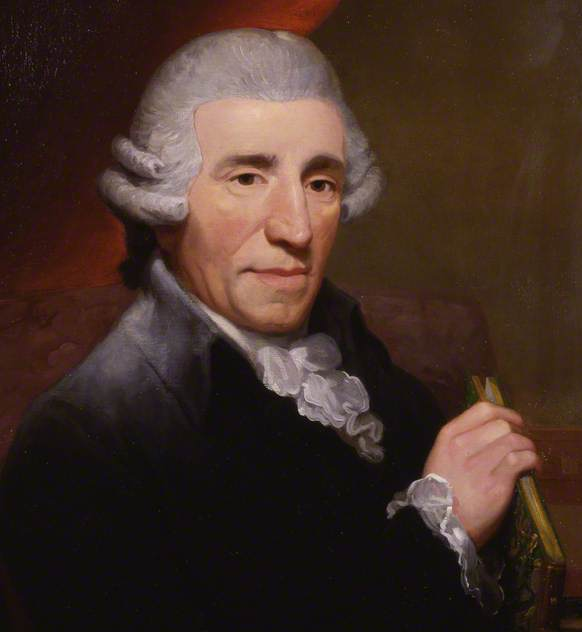
Joseph Haydn

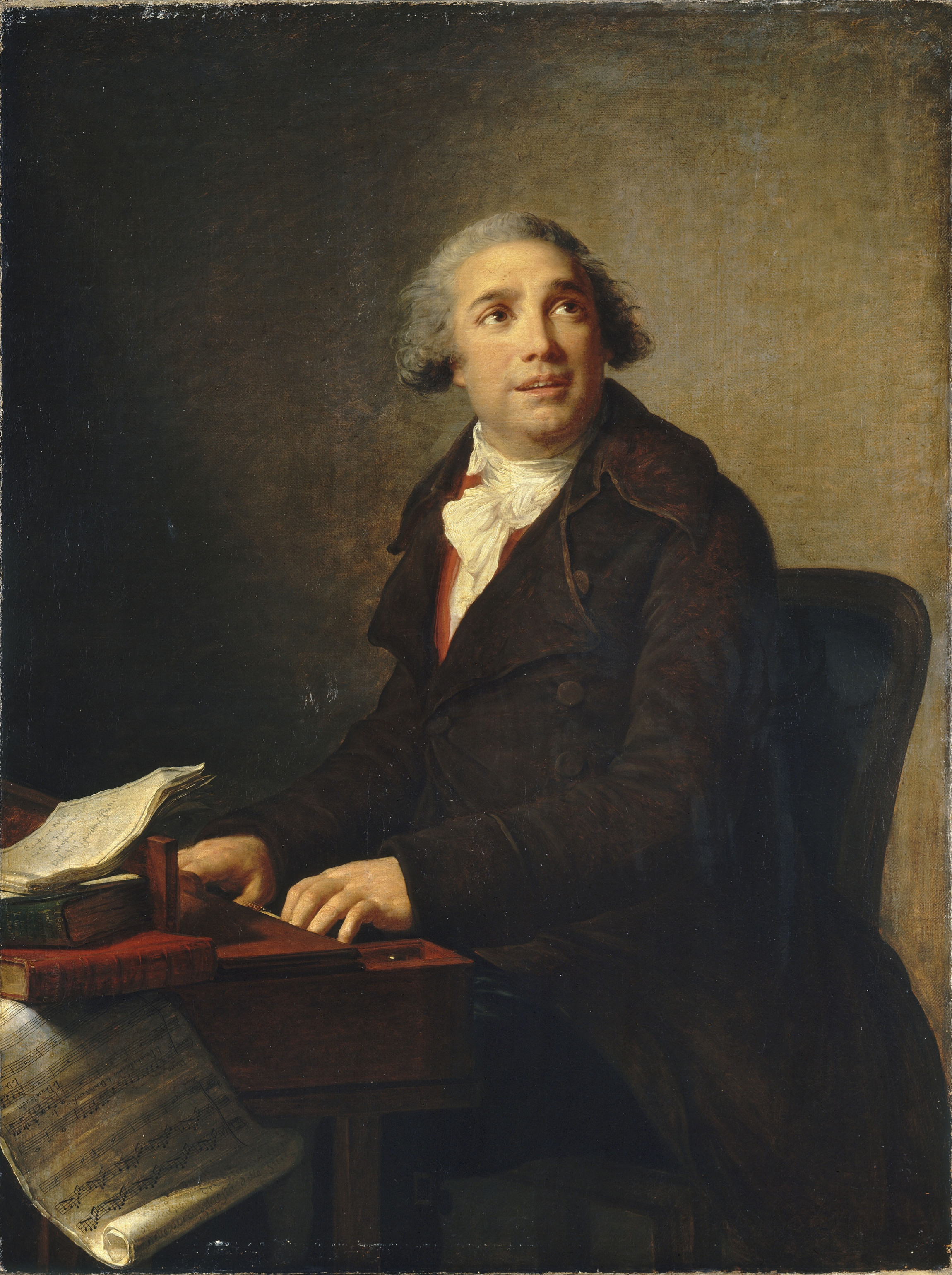
Giovanni Paisiello el 1791

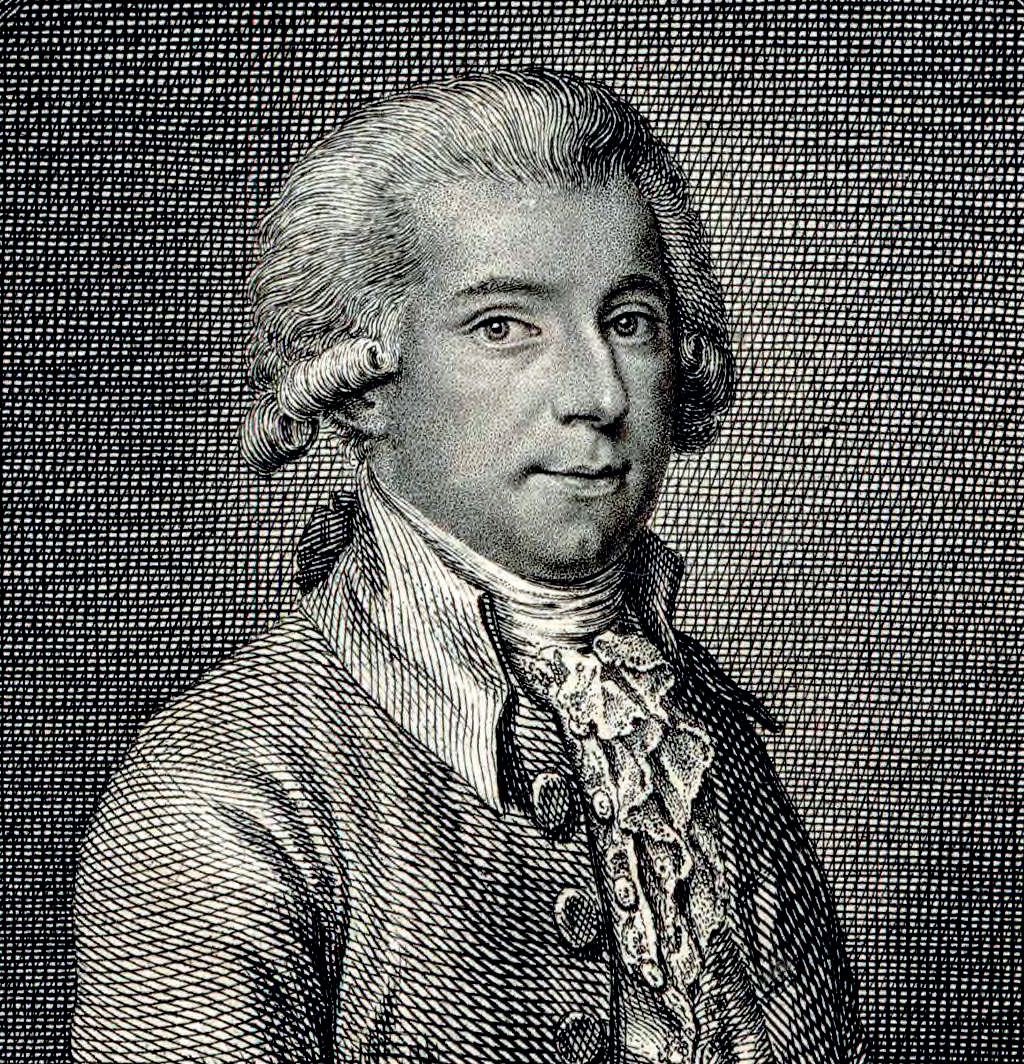
Vicent Martín i Soler

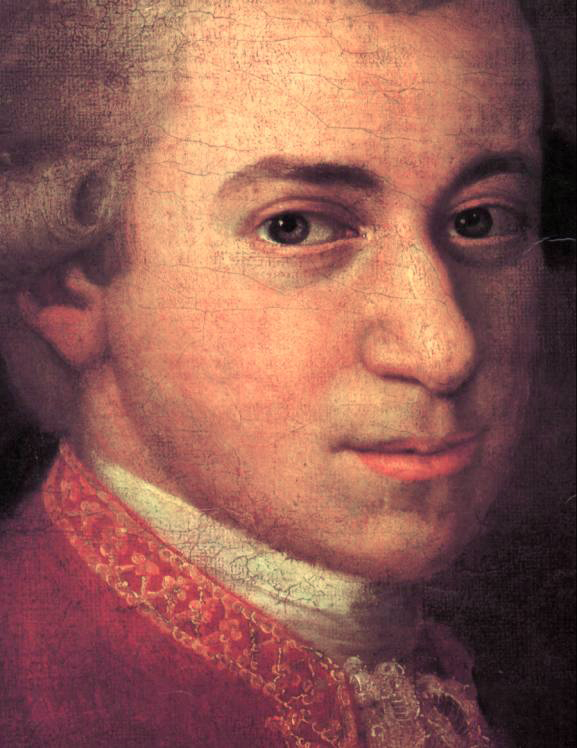
Wolfgang Amadeus Mozart

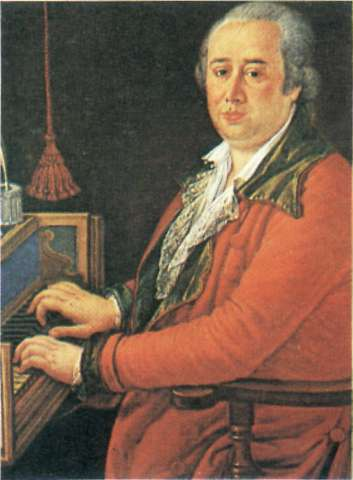
Domenico Cimarosa

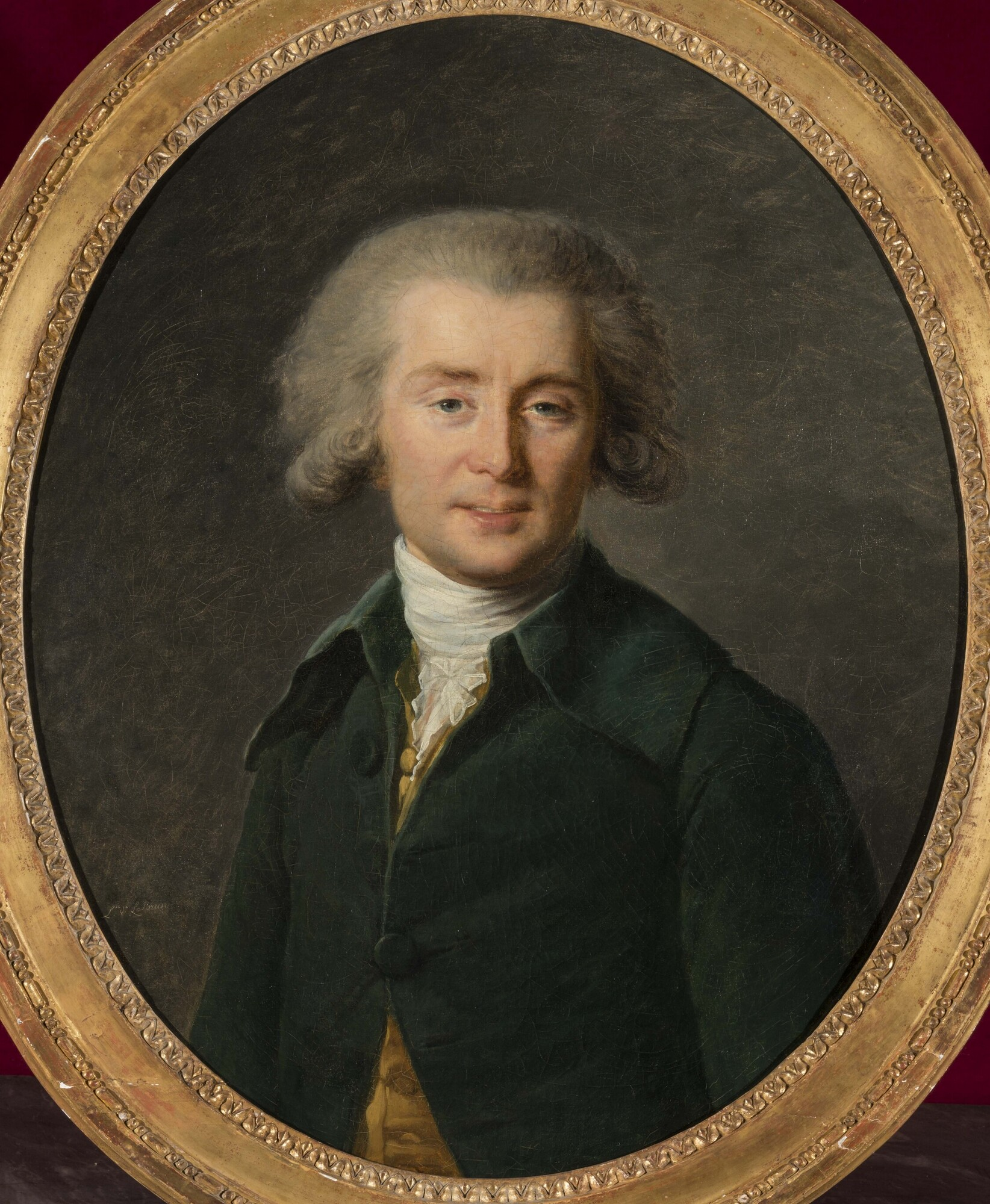
André Ernest Modeste Grétry

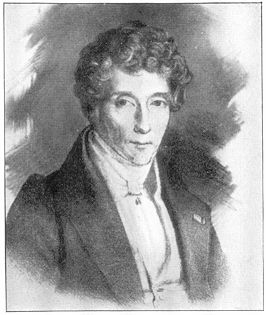
Luigi Cherubini

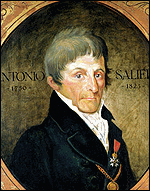
Antonio Salieri

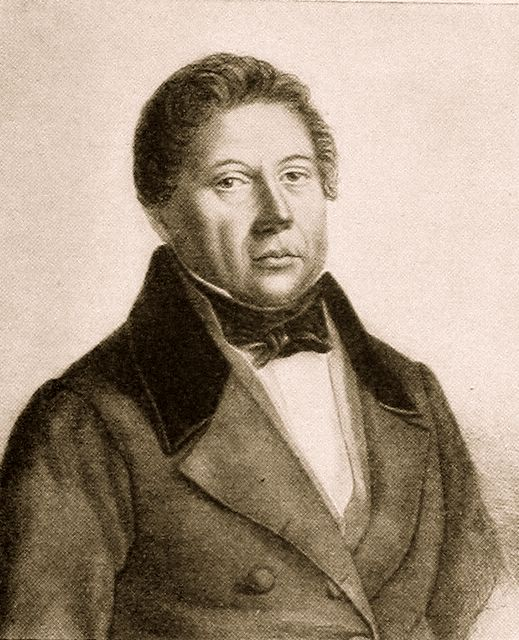
Valentino Fioravanti

| Data | Títol                   | Autor                        | Comentari |
| ---- | ----------------------- | ---------------------------- | --- |
| 1752 | Le Devin du village     | Jean-Jacques Rousseau        | Representada a Fontainebleau, va obtenir un èxit immens i es va representar amb freqüència durant més de seixanta anys. |
| 1754 | Il filosofo di campagna | Baldassare Galuppi           | Òpera amb llibret goldonià que va tenir molt d'èxit en el seu temps. |
| 1760 | La buona figliuola      | Niccolò Piccinni             | L'obra de Piccinni fou inicialment immensament popular per tot Europa. El 1790 se n'havien fet més de 70 produccions, a totes les ciutats europees importants. |
| 1761 | Il café di campagna     | Baldassare Galuppi           | Òpera d'ambient rural que presenta la imatge pintoresca de la gent del camp ambiciosa de prosperar econòmicament. |
| 1762 | Orfeo ed Euridice       | Christoph Willibald Gluck    | L'òpera més popular de Gluck. El primer treball en el qual el compositor intentava reformar els excessos de l'òpera seriosa italiana. És l'òpera més antiga representada assíduament. A part de la seva música exquisida, també hi han contribuït els pocs mitjans que calen per a la seva representació.                                                                                               |
| 1762 | Artaxerxes              | Thomas Arne                  | En anglès i basada en un text de Metastasio, és l'obra mestra d'Arne. L'orquestració és més que notable i crea l'ambient adequat en les escenes més importants. |
| 1767 | Il Bellerofonte         | Josef Mysliveček             | Fou un gran èxit quan s'estrenà a Nàpols. Mysliveček fou el primer compositor txec a esdevenir un compositor d'òpera de fama internacional. |
| 1767 | Alceste                 | Christoph Willibald Gluck    | La segona òpera de "reforma" de Gluck, actualment es representa en la revisió francesa de 1776. |
| 1768 | Bastien und Bastienne   | Wolfgang Amadeus Mozart      | Singspiel en un acte basada en una paròdia de la novel·la de Rousseau Le Devin du village. Va ser la primera òpera estrenada de Mozart. |
| 1768 | Lo speziale             | Joseph Haydn                 | Gustav Mahler la va reestrenar el 1899 basada en una reconstrucció de Robert Hirschfeld, després d'un segle sencer sense cap òpera de Haydn en escena. |
| 1769 | La finta semplice       | Wolfgang Amadeus Mozart      | Amb una multitud d'idees musicals, és un exemple de la precocitat de Mozart, que si bé no hi desplega tota la seva capacitat orquestral, ja es presenta com a mestre de la representació dels sentiments. |
| 1770 | Mitridate, re di Ponto  | Wolfgang Amadeus Mozart      | Composta quan Mozart tenia 14 anys i escrita per a un càsting exigent de cantants en una producció de 6 hores. Un argument mancat d'interès, només serveix per delectar-se amb les complicades àries de gran elegància vocal. No obstant això, ofereix una gran riquesa melòdica, i grans dificultats en la seva execució. Podríem dir que és una gran òpera barroca d'un compositor plenament clàssic. |
| 1772 | Lucio Silla             | Wolfgang Amadeus Mozart      | Aquesta òpera dels anys adolescents de Mozart no es va reposar fins al 1929, després de la seva carrera inicial de 25 actuacions. |
| 1774 | Iphigénie en Aulide     | Christoph Willibald Gluck    | Primera part que va acabar l'any 1779, amb la qual arriba al cim de la seva obra reformadora. |
| 1775 | La finta giardiniera    | Wolfgang Amadeus Mozart      | Aquesta obra es reconeix generalment com la primera opera buffa important de Mozart. Fou el primer encàrrec que li va arribar de Múnic. L'òpera comença a reflectir la personalitat de Mozart com a creador d'un teatre musical especialment refinat. |
| 1775 | Il re pastore           | Wolfgang Amadeus Mozart      | L'última òpera de Mozart de la seva adolescència, amb un llibret de Pietro Metastasio. |
| 1777 | Il mondo della luna     | Joseph Haydn                 | Aquesta òpera era l'última de les tres que Haydn va musicar sobre llibrets de Carlo Goldoni. |
| 1777 | Armide                  | Christoph Willibald Gluck    | Gluck va utilitzar un llibret originalment lliurat a Lully per a aquesta obra francesa. |
| 1779 | Iphigénie en Tauride    | Christoph Willibald Gluck    | El darrer treball de Gluck i la seva obra mestra. És la més avançada de Gluck cap a la reforma, per ser la més austera, la que compta amb més àries curtes i la més vinculada al moviment neoclàssic. |
| 1781 | Idomeneo                | Wolfgang Amadeus Mozart      | Normalment coneguda com la primera òpera madura de Mozart, Idomeneo fou composta després d'una pausa llarga pel que fa a l'òpera. Mozart comença a donar importància al cor i a retallar els recitatius. |
| 1781 | La serva padrona        | Giovanni Paisiello           | Per manca de temps, va fer la seva versió de la peça de Pergolesi. L'obra va recórrer tots els teatres d'Europa amb molt d'èxit. |
| 1782 | El rapte del serrall    | Wolfgang Amadeus Mozart      | Es considera la primera de les obres mestres còmiques de Mozart. És freqüentment interpretada en l'actualitat. |
| 1782 | Il barbiere di Siviglia | Giovanni Paisiello           | L'òpera còmica més famosa de Paisiello, més tard eclipsada pel treball de Rossini del mateix nom. |
| 1784 | Armida                  | Joseph Haydn                 | Va ser una de les seves òperes més divulgades en el seu temps. Després ha desaparegut pràcticament. |
| 1784 | Richard Coeur de Lyon   | André Ernest Modeste Grétry  | Considerada la seva obra mestra. Comencen a notar-se les influències protoromàntiques, per la qual cosa es pot considerar una de les primeres òperes de rescat. |
| 1786 | Les noces de Fígaro     | Wolfgang Amadeus Mozart      | La primera de la sèrie famosa d'òperes de Mozart amb llibret de Lorenzo Da Ponte, és ara l'òpera més popular de Mozart. L'autor va convertir la història de Beaumarchais en una òpera bufa italiana sense cap relació musical amb Espanya. |
| 1786 | Una cosa rara           | Vicent Martín i Soler        | L'èxit de l'obra va representar una fita en la vida musical vienesa, fins al punt que el mateix Mozart n'inclogué una menció a Don Giovanni. |
| 1786 | Doktor und Apotheker    | Karl Ditters von Dittersdorf | Va tenir molt d'èxit en els països de parla alemanya, però que, no havent entrat en el circuit de la llengua italiana, s'anà apagant. |
| 1787 | Don Giovanni            | Giuseppe Gazzaniga           | Versió que Da Ponte va afusellar i ampliar per a Mozart. La versió de Gazzaniga insisteix molt més en els aspectes bufs de la comèdia. |
| 1787 | Don Giovanni            | Wolfgang Amadeus Mozart      | La segona amb Da Ponte, Don Giovanni ha proporcionat des d'aleshores un trencaclosques per a escriptors i filòsofs sobre la seva composició. Va ser l'única òpera de Mozart que es representà amb certa regularitat el segle xix. |
| 1788 | La molinara             | Giovanni Paisiello           | És una òpera bufa simpàtica i amb grans moments musicals que li han proporcionat una certa permanència en el temps. |
| 1789 | Nina                    | Giovanni Paisiello           | La importància històrica d'aquesta òpera rau en el fet d'haver estat la primera a introduir una escena de bogeria que s'anà imposant en el Romanticisme. |
| 1790 | Così fan tutte          | Wolfgang Amadeus Mozart      | La tercera i darrera amb Da Ponte, fou rarament representada durant el segle xix, ja que es considerava que la trama era immoral. Amb menys pressupost, amb menys personatges i exigències escèniques, l'esperit mozartià està més concentrat. |
| 1791 | La clemenza di Tito     | Wolfgang Amadeus Mozart      | Va ser molt popular a Alemanya fins al 1810. Després va quedar en l'oblit i no va ser rescatada fins a mitjan segle xx. Malgrat el seu impossible argument, es considera una de les set grans de Mozart. |
| 1791 | La flauta màgica        | Wolfgang Amadeus Mozart      | S'ha descrit com "l'apoteosi del Singspiel". Fou denigrada durant el segle xix per la seva confusió i falta de definició. No esdevingué una òpera de culte fins a la segona meitat del segle xx. |
| 1791 | Lodoïska                | Luigi Cherubini              | Fou rebuda amb entusiasme al llarg de 200 representacions. Fou una de les primeres a buscar arguments de l'actualitat política o social. |
| 1791 | L'anima del filosofo    | Joseph Haydn                 | Haydn va rebre aquest encàrrec quan ja havia pres la decisió d'anar a Londres i amb prop de seixanta anys, i on tindria l'oportunitat d'agafar altres camins en la composició. L'estètica neoclàssica es veu en retirada i evidència un dels seus últims cants de cigne. La fe en la bellesa encarnada en el tema noble, adquireix una altra dimensió de la tragèdia.                                   |
| 1794 | Le astuzie femminili    | Domenico Cimarosa            | Va tenir un èxit immediat i va circular per tot Europa. Després s'interpretà intermitentment. Una curiositat és el ball rus de la darrera escena, degut a l'estada de Cimarosa en aquell país. |
| 1792 | Il matrimonio segreto   | Domenico Cimarosa            | Normalment considerada la millor òpera de Cimarosa. Leopold II va gaudir de l'estrena de tres hores i li va agradar tant que la va fer repetir després del sopar. |
| 1797 | Médée                   | Luigi Cherubini              | L'única òpera francesa del període de la Revolució que es representa amb regularitat actualment. Una vitrina per a sopranos famoses com Maria Callas. |
| 1798 | Le cantatrici villane   | Valentino Fioravanti         | Paròdia teatral que va ser el seu èxit més gran i que va circular per tot Europa fins a mitjans del segle següent. Es diu que era l'òpera favorita de Napoleó. |
| 1799 | Falstaff                | Antonio Salieri              | Òpera bufa a l'estil italià que s'inspira en l'obra de Shakespeare. |

## 1800 – 1824

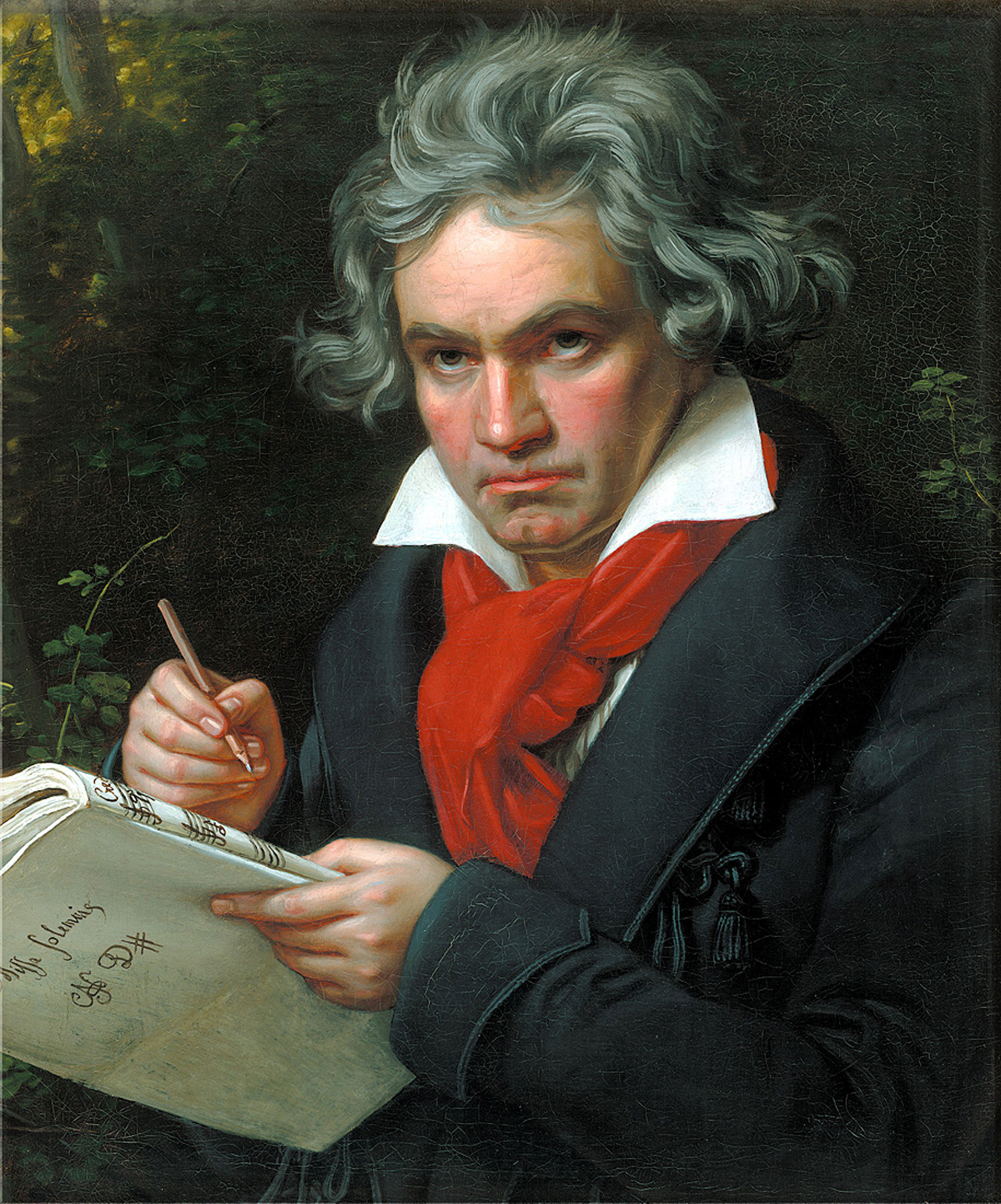
Ludwig van Beethoven

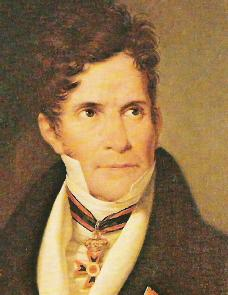
Gaspare Spontini

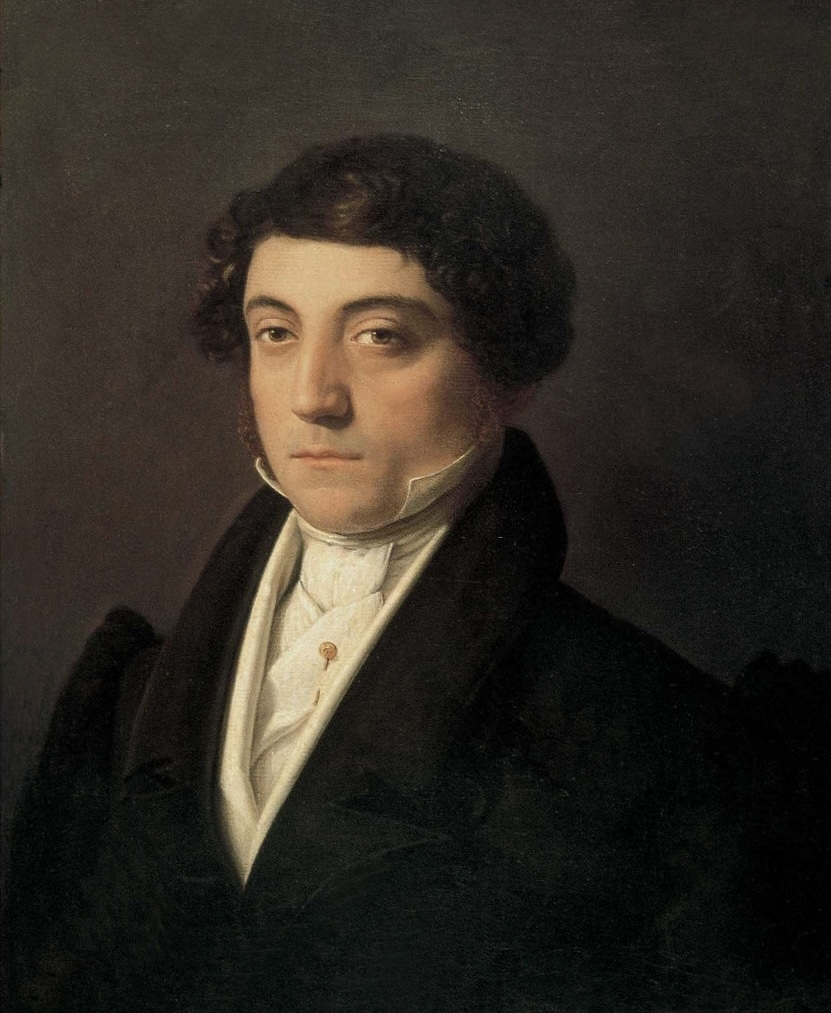
Gioachino Rossini

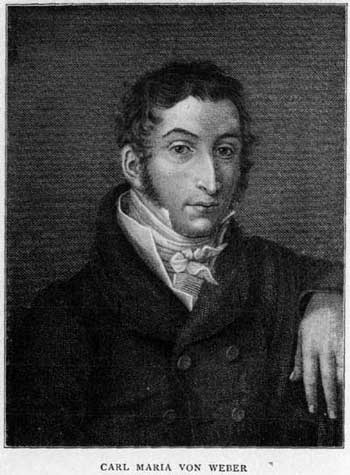
Carl Maria von Weber

| Data | Títol                            | Autor                | Comentari |
| ---- | -------------------------------- | -------------------- | --- |
| 1800 | Les Deux Journées                | Luigi Cherubini      | L'òpera ofereix multitud de sentiments humans que van proporcionar al compositor l'oportunitat de crear subtils figues musicals. Fou altament considerada per Beethoven i Von Weber. |
| 1805 | Fidelio                          | Ludwig van Beethoven | L'única òpera de Beethoven estava inspirada en les seves passions per la llibertat política. |
| 1807 | La vestale                       | Gaspare Spontini     | L'òpera de Spontini sobre una verge vestal va exercir una gran influència en Berlioz i és una precursora de la grand opéra francesa. |
| 1810 | La cambiale di matrimonio        | Gioachino Rossini    | Sorprèn la maduresa de Rossini amb només 18 anys en aquesta farsa en un acte d'una notable complexitat orquestral i que va ser la seva primera òpera representada. |
| 1812 | La scala di seta                 | Gioachino Rossini    | Farsa amb influències de Cimarosa. L'obertura ha estat de les més populars com a peça de concert. |
| 1813 | Il signor Bruschino              | Gioachino Rossini    | De totes les farses juvenils de Rossini, aquesta és la més enrevessada, trepidant i divertida. |
| 1813 | Tancredi                         | Gioachino Rossini    | La primera òpera seriosa de Rossini, malgrat canvis obligats, indisposicions i altres factors que l'afectaren en l'estrena. Tancredi va portar la fama de l'autor fins als núvols. |
| 1813 | L'italiana in Algeri             | Gioachino Rossini    | Fou la seva primera obra mestra en el gènere buf. |
| 1814 | Il turco in Italia               | Gioachino Rossini    | Aquesta òpera destaca de la producció de Rossini pels seus conjunts freqüents i l'absència d'àries. L'èxit modern li va arribar quan la Callas interpretà aquest paper buf el 1950, l'única vegada que ho feia a excepció del Barbiere. |
| 1815 | Elisabetta, regina d'Inghilterra | Gioachino Rossini    | Primera òpera a Nàpols del que ja era el compositor més famós del món. Va ser molt apreciada durant uns quants decennis i després va quedar oblidada fins al renaixement rossinià dels anys 50. Va ser notable per dues innovacions: la coloratura estava escrita completament, sense deixar-la al criteri i les possibilitats de la cantant, i hi havia un recitatiu strumentato totalment escrit en la partitura, en lloc del recitatiu secco.  |
| 1816 | Il barbiere di Siviglia          | Gioachino Rossini    | És l'opera bufa més popular de Rossini i la més representada, amb una successió magnífica d'àries, duets i cors. Nascuda en plena època belcantista, ha sobreviscut a tots els moviments posteriors. Rossini va escriure aquesta òpera en un temps rècord, ja que el contracte amb el teatre es va firmar menys de dos mesos abans de l'estrena.                                                                                                  |
| 1816 | Faust                            | Ludwig Spohr         | Spohr va ser el primer compositor europeu a agafar el tema de Faust com a base d'una òpera romàntica. Després de l'estrena anà retocant l'obra fins al 1852, forma en la qual ha estat sobretot difosa. |
| 1816 | Otello                           | Gioachino Rossini    | És l'única obra rossiniana basada en un drama de Shakespeare. |
| 1817 | La Cenerentola                   | Gioachino Rossini    | Malgrat que la completà en un període de tres setmanes, es considera que conté part de la seva escriptura més fina per a àries i conjunts. |
| 1817 | La gazza ladra                   | Gioachino Rossini    | L'òpera és coneguda sobretot per la seva obertura, que és notable per l'ús de tambors. |
| 1818 | Mosè in Egitto                   | Gioachino Rossini    | Aquesta obra fou concebuda originalment com un drama sagrat adequat per ser representat durant la Quaresma. |
| 1819 | La donna del lago                | Gioachino Rossini    | Òpera exòtica gràcies a la situació dels seus personatges entorn d'un llac de les muntanyes d'Escòcia, disposició escènica que havia d'agradar als romàntics. |
| 1820 | Maometto II                      | Gioachino Rossini    | Rossini hi va introduir alguns canvis i l'estrenà sis anys després amb el nom de La siège de Corinthe. |
| 1821 | Der Freischütz                   | Carl Maria von Weber | L'obra mestra de Weber i la primera gran òpera romàntica alemanya, especialment per la seva identificació nacional i la seva càrrega emocional. L'argument va ser pres d'una llegenda popular alemanya i moltes de les melodies estan extretes del folklore d'aquell país. Primera òpera alemanya representada a Catalunya (1849), el cèlebre "Cor de caçadors" del III acte inspirà directament la creació dels Cors de Clavé.                   |
| 1823 | Fierrabras                       | Franz Schubert       | Schubert utilitza tots els recursos expressius del gènere operístic: dels conjunts exquisits a l'ària melodramàtica, passant per la senzilla forma estròfica del lied. La causa de la mala recepció que tingué és deguda a un llibret fallit i a l'esperit anti-bèl·lic de l'obra, contrari al caràcter marcial que per tradició havien de tenir els herois.                                                                                      |
| 1823 | Semiramide                       | Gioachino Rossini    | Aquesta és l'última òpera que Rossini va compondre a Itàlia. |
| 1823 | Euryanthe                        | Carl Maria von Weber | «La música d'Euryanthe és encara molt poc coneguda i reconeguda. És sang per al cor (…) Una filera de joies brillants de principi a fi.» Aquest judici emès el 1847 per Robert Schumann, contemporani de Weber, no ha variat en absolut pel que fa a la incomprensió que encara avui dia rau sobre aquesta obra. La posteritat no ha sabut apreciar la seva originalitat i l'ha degradat a mer antecedent de l'òpera de Richard Wagner Lohengrin. |

## 1825 – 1849
| Data | Títol                          | Autor                    | Comentari |
| ---- | ------------------------------ | ------------------------ | --- |
| 1825 | La Dame blanche                |                          | L'opéra comique més reeixida de Boieldieu, fou un dels molts treballs del segle xix inspirats per les novel·les de Walter Scott. La Dame blanche incorpora elements del Romanticisme gòtic, incloent-hi ambients típics escocesos, una hereva desapareguda, un castell misteriós, una fortuna amagada i un fantasma, en aquest cas bondadós. Va ser una de les primeres òperes d'èxit sobre tema escocès i un dels primers intents d'introducció de l'element fantàstic en l'òpera. |
| 1825 | Il viaggio a Reims             |                          | Una estrena de circumstàncies que passà a l'oblit per despertar en les darreres dècades del segle xx, com la majoria de les obres de Rossini. Rossini segueix la tradició belcantista que el públic aplaudia, però la transforma amb un ritme trepidant que es converteix en hilarant. Més tard va reutilitzar una bona part de la música per a Le Comte Ory. És una òpera exigent, amb 14 solistes (tres sopranos, un contralt, dos tenors, quatre barítons, i quatre baixos), i és per això que no es representa freqüentment. |
| 1826 | Oberon                         |                          | Basada en la comèdia El somni d'una nit d'estiu de William Shakespeare. Weber, malalt d'una greu infecció, va acceptar aquest encàrrec del Covent Garden per tal d'assegurar la subsistència de la seva família. El compositor va morir dos mesos després de l'estrena. És una de les fites de l'òpera romàntica alemanya i precursora dels drames wagnerians. Es representa molt poc a causa de la seva dificultat escènica. |
| 1827 | Il pirata                      |                          | La seva segona producció professional i l'òpera més llarga de Bellini. Fou la primera que li assegurà un lloc definitiu en la vida operística italiana en aconseguir una independència estilística respecte a Rossini com cap altre compositor no havia aconseguit. |
| 1828 | Le Comte Ory                   |                          | Deliciosa òpera bufa italiana amb rivets francesos. És una farsa en què Rossini demostra estar en plena forma amb una inventiva fresca i brillant. Tanmateix, després només escriví una altra òpera. |
| 1828 | La Muette de Portici           |                          | Scribe, Delavigne i Auber tractaren en aquesta òpera la llibertat dels pobles, argument de moda a París quan s'hi gestava la Revolució de Juliol. L'estrena a Brussel·les provocà un aldarull que és considerat el tret de sortida de la independència de Bèlgica. |
| 1829 | Guillaume Tell                 |                          | Basada en el drama homònim de Friedrich von Schiller. L'última òpera de Rossini abans de la seva prematura jubilació és un conte sobre llibertat situat als Alps suïssos. Va ajudar a establir el gènere francès de la grand'opéra. |
| 1830 | Anna Bolena                    |                          | Fou el primer èxit de Donizetti en l'escena internacional i l'ajudà en gran manera a establir la seva reputació. Hi ajudà el llibret del notable Felice Romani, que treballava preferentment pel seu rival Vincenzo Bellini. En una ambientació gòtica, amb un fons històric de la monarquia anglesa, amb l'arpa en mans de Smeton ja en el primer acte, amb l'atordiment mental, proper a la bogeria, de la protagonista, que proporcionen la justificació per a les exhibicions vocals de gran calat...entrem de ple en el Romanticisme. El 1847 va ser l'òpera elegida per a la primera representació lírica del Gran Teatre del Liceu. |
| 1830 | Fra Diavolo                    | Daniel Auber             | Una de les més populars opéras comiques del segle XIX basada en un divertit i complicat llibret d'Eugène Scribe. |
| 1830 | I Capuleti e i Montecchi       | Vincenzo Bellini         | Versió de Bellini del Romeu i Julieta de Shakespeare. Només va tenir un mes i mig per a la seva composició, per la qual cosa va utilitzar el recurs de reciclar l'òpera anterior Zaira. |
| 1831 | La sonnambula                  | Vincenzo Bellini         | Situat en una Suïssa idealitzada, el text de Scribe adaptat per Felice Romani va servir a Bellini per fer aquesta òpera semiseriosa. |
| 1831 | Norma                          | Vincenzo Bellini         | L'òpera més coneguda de Bellini, paradigma de les òperes romàntiques. L'ària Casta diva de l'acte I és probablement la més famosa de les de soprano. L'acte final d'aquesta obra és notable per l'originalitat de la seva orquestració. |
| 1831 | Robert le diable               | Giacomo Meyerbeer        | La primera grand opéra de Meyerbeer va provocar sensació amb el seu ballet de monges mortes. |
| 1832 | L'elisir d'amore               | Gaetano Donizetti        | Aquesta obra fou l'òpera més sovint interpretada a Itàlia entre 1838 i 1848 i mai no ha desaparegut del repertori. Conté la cèlebre ària de tenor Una furtiva laccrima. A principis del segle XX fou adoptada per Enrico Caruso com a títol d'èxit segur i amb poc esforç, motiu pel qual l'obra va redoblar el seu prestigi. |
| 1833 | Beatrice di Tenda              | Vincenzo Bellini         | Tragèdia notable per l'ús extensiu del cor que mai ha tingut l'acceptació de la resta de les seves peces de maduresa. Fou la darrera de l'autor amb Felice Romanicom a llibretista. |
| 1833 | Lucrezia Borgia                | Gaetano Donizetti        | Una de les més populars del repertori de Donizetti, que prenia el relleu de Romani. Si no ha tingut l'èxit de Lucia di Lammermoor és pel nombre inusual de cantants que requereix. |
| 1833 | Hans Heiling                   | Heinrich Marschner       | Richard Wagner va admetre que aquesta òpera li havia influït molt degut al seu programa estètic. Després ha passat a ser una valuosa raresa històrica en el repertori internacional. És una òpera capriciosa i molt original. |
| 1834 | Maria Stuarda                  | Gaetano Donizetti        | Fou un fracàs durant el segle xix, però des del seu ressorgiment el 1958 ha estat molt freqüent a l'escena. |
| 1835 | I puritani                     | Vincenzo Bellini         | Drama situat a la Guerra Civil Anglesa, és una de les seves millors peces. Bellini i el seu nou llibretista Carlo Pepoli escolliren una història típicament romàntica ambientada a Escòcia. Les qualitats de la melodia i l'orquestració van captivar tot Europa, incloent-hi Wagner. |
| 1835 | La Juive                       | Jacques Fromental Halévy | Aquesta grand'opéra va rivalitzar amb les de Meyerbeer en popularitat. L'ària de tenor Rachel, quand du Seigneur és particularment famosa. |
| 1835 | Lucia di Lammermoor            | Gaetano Donizetti        | L'òpera seriosa més famosa de Donizetti, notable per l'escena de la bogeria de Lucia. Donizetti, per donar un relleu, insòlit fins llavors, a la figura del tenor, li va escriure un escena final amb recitatiu, ària i cabaletta. |
| 1836 | Una vida pel tsar              | Mikhaïl Glinka           | Glinka començava a establir la tradició de l'òpera russa amb aquesta obra històrica. Fruit dels coneixements adquirits en els seus viatges per Itàlia i l'afegitó de contingut nacional rus. |
| 1836 | Le Postillon de Lonjumeau      | Adolphe Adam             | Com que era crític musical, Adams va criticar Verdi perquè destruïa les veus, mentre ell oferia als seus intèrprets arriscats malabarismes vocals. Curiosament ha quedat en el repertori de teatres alemanys. |
| 1836 | Les Huguenots                  | Giacomo Meyerbeer        | Potser la més famosa de totes les grands opéras franceses, àmpliament considerada com l'obra mestra de Meyerbeer. Va gaudir d'una popularitat immensa a la seva època i fou representada centenars de vegades en els millors teatres d'Europa. |
| 1837 | Il giuramento                  | Saverio Mercadante       | Aquesta òpera i Il bravo són els títols que han sobreviscut de l'extensa creació de Mercadante, però Il giuramento es troba més a prop del nivell de Bellini i Donizetti. |
| 1837 | Le Domino noir                 | Daniel Auber             | Basada en un llibret de Scribe, va circular per tot Europa fins a principis del segle xx. Els primers setanta anys després de l'estrena va aconseguir la xifra impressionant de més de 1.200 representacions a l'Opéra-Comique. |
| 1837 | Roberto Devereux               | Gaetano Donizetti        | Donizetti la va escriure com a distracció del dolor que sentia per la mort de la seva muller. Pràcticament oblidada, s'ha mantingut amb força des de la Donizetti Renaissance en les darreres dècades del segle xx. Seguint la moda dels inicis del Romanticisme, està ambientada a la Gran Bretanya. |
| 1837 | Tsar i fuster                  | Albert Lortzing          | Òpera amb què es va consagrar Lortzing. Poc divulgada a la resta d'Europa, és molt popular a Alemanya. |
| 1838 | Maria de Rudenz                | Gaetano Donizetti        | Malgrat que va fracassar en la seva estrena, va tenir una carrera força brillant a Europa i Amèrica. Com la majoria d'obres de Donizetti, va ser oblidada a partir del 1870 per renéixer amb força en la segona meitat del segle xx. |
| 1838 | Poliuto                        | Gaetano Donizetti        | Estrenada dos anys més tard a París, amb ballet com no podia ser altrament, i amb el títol de Les Martyrs, les dues versions van córrer paral·leles durant un temps, però es retornà a la versió original. |
| 1838 | Benvenuto Cellini              |                          | La primera òpera de Berlioz està plena de virtuosismes molt difícils d'interpretar. Mal considerada en el seu temps, tret de comptades excepcions, no començà a circular fins a la recuperació del Covent Garden el 1966. Tanmateix, la seva obertura mai no ha deixat de ser interpretada en concert. |
| 1840 | La Favorite                    | Gaetano Donizetti        | Llarga i complexa història que era un dels primers títols en què els tenors havien de demostrar que eren capaços de cantar el do#₄. També és notable la seva obertura. |
| 1840 | Saffo                          | Giovanni Pacini          | La qualitat de la inventiva de Pacini es fa notar de forma molt especial en aquesta òpera. Va aconseguir un gran èxit en la seva estrena a Nàpols i després a tot el món. |
| 1840 | La fille du régiment           | Gaetano Donizetti        | En instal·lar-se a París, el característic mimetisme de Donizetti va permetre adaptar les seves idees italianes al gènere còmic francès. L'èxit fou immens i derivà en patrioterisme fins al punt de representar-se als teatres el 14 de juliol durant tot el segle xix. Tot i ser una òpera "de soprano", la cèlebre ària de tenor Ah, mes amis amb nou dos#₄, considerada l'"Everest" del repertori, l'han mantinguda en la fama. |
| 1842 | El caçador del bosc            | Albert Lortzing          | L'obra mestra còmica de Lortzing pretenia presentar que una òpera alemanya podia rivalitzar amb l'opera buffa italiana i l'opéra comique francesa. |
| 1842 | Nabucco                        | Giuseppe Verdi           | Verdi va descriure aquesta òpera com el començament genuí de la seva carrera artística. Va rebre aquest encàrrec després de diversos fracassos i de la mort successiva dels seus dos fills i de la seva dona. Amb aquesta òpera i el seu cor Va pensiero, Verdi es va convertir en un símbol del Risorgimiento italià. |
| 1842 | Linda di Chamounix             | Gaetano Donizetti        | Juntament amb La sonnambula, és l'única òpera semiseriosa que sobreviu, amb el típic final feliç gràcies a un fet inesperat. Suposa la primera de les òperes compostes per Donizetti per a la cort vienesa. |
| 1842 | Rienzi                         | Richard Wagner           | La contribució de Wagner a la grand'opéra. Tret de l'obertura i de la commovedora ària de tenor del darrer acte, típicament wagnerià, tota la resta fa pensar en un producte per a l'escena parisenca amb cinc actes, ballet, números solistes destacats, marxa, etc. |
| 1842 | Ruslan i Liudmila              | Mikhaïl Glinka           | Aquesta versió episòdica d'un conte de fades de Puixkin va tenir gran influència en els compositors russos posteriors. |
| 1843 | Der fliegende Holländer        | Richard Wagner           | Wagner considerava aquesta òpera romàntica alemanya com el veritable començament de la seva carrera. Wagner s'acosta al món operístic de Weber, que li donaria la pauta per orientar les seves noves produccions. Sovint ha estat anomenada El vaixell fantasma. |
| 1843 | Don Pasquale                   | Gaetano Donizetti        | L'obra mestra còmica de Donizetti és una de les últimes grans opere buffe. La va escriure com una peça d'època, per acontentar un públic distant amb les noves tendències. És de les poques òperes de Donizetti que sempre s'han representat. |
| 1843 | I Lombardi alla prima crociata | Giuseppe Verdi           | Tractant de repetir l'èxit de Nabucco, ara situa els llombards a la primera croada. És destacable la frescor de la inventiva verdiana que s'accentua en el notable moviment de concert de violí i orquestra que precedeix la conversió d'Oronte. |
| 1843 | Maria di Rohan                 | Gaetano Donizetti        | Donizetti mostra en aquesta òpera una força dramàtica que sens dubte l'hauria portat més enllà del belcantisme si no fos perquè, dissortadament, una malaltia li atacà el sistema nerviós. |
| 1844 | Ernani                         | Giuseppe Verdi           | El millor treball de les primeres obres de Verdi. Va obtenir un èxit que es perllongaria vuitanta anys, seguit per un oblit i per una reaparició als anys 70 del segle xx. |
| 1845 | Undine                         | Albert Lortzing          | Lortzing va aplicar en aquesta òpera tots els mitjans estilístics del seu temps, incloent les tècniques del leitmotiv i el de la gran ària italiana, així com destacant la comicitat que recorda el singspiel alemany. |
| 1845 | Tannhäuser                     | Richard Wagner           | L'obra més "medieval" de Wagner descriu el conflicte entre l'amor pagà i la virtut cristiana. Tercera òpera escrita des de Dresden. Wagner no havia renunciat a triomfar a París i per aquesta raó la peça té una grandesa escènica considerable. Malgrat això, la representació parisenca -tot i la versió ad hoc que en feu el compositor- va ser un fracàs. |
| 1846 | Der Waffenschmied              | Albert Lortzing          | L'òpera va suposar un èxit absolut a la seva estrena i se la considera com la seva tercera obra més popular. El paper de Marie va ser escrit pensant en la cantant Jenny Lind, qui havia d'estrenar l'obra. |
| 1846 | Attila                         | Giuseppe Verdi           | Verdi va patir problemes de salut durant l'escriptura d'aquesta peça, que fou només un èxit moderat en l'estrena. Darrera obra en col·laboració amb el llibretista Solera amb l'objectiu de despertar el sentit patriòtic del públic. |
| 1846 | La Damnation de Faust          | Hector Berlioz           | La seva concepció del gènere poc ortodoxa portà Berlioz a realitzar aquesta llegenda dramàtica primer només en forma de concert. |
| 1847 | Macbeth                        | Giuseppe Verdi           | El primer Shakespeare de Verdi. Com tants altres compositors romàntics, Verdi admirava Shakespeare i arribà a compondre tres òperes basades en les seves obres teatrals. |
| 1847 | Martha                         | Friedrich von Flotow     | Barreja de bon gust francès, llenguatge italianitzant i melodisme germànic, amb la incorporació fins i tot d'algunes peces del folklore internacional. En el seu temps va gaudir de milers de representacions, però avui dia només se n'interpreta en recitals l'ària de tenor Ach, so fromm (M'apparì, en versió italiana). |
| 1849 | Les alegres comares de Windsor | Otto Nicolai             | L'única òpera alemanya de Nicolai fou el seu èxit més durador. Basada en l'homònima comèdia de Shakespeare, amb rivets de singspiel i temes populars, va tenir un èxit immens en el seu temps. Va representar-se en molts teatres europeus i americans. |
| 1849 | Le Prophète                    | Giacomo Meyerbeer        | Una grand opéra sobre la vida del fanàtic religiós Joan de Leiden. |
| 1849 | Luisa Miller                   | Giuseppe Verdi           | Basada en el drama Càbala i amor de Friedrich von Schiller. Verdi sortia de l'esquema habitual del primer Romanticisme de la comèdia de capa i espasa per abordar la realitat humana. |

## 1850 – 1875

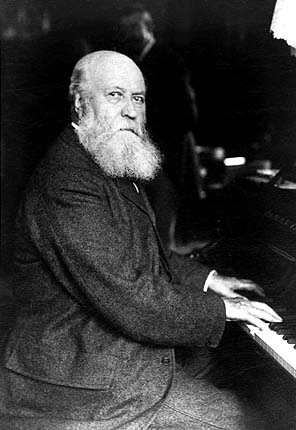
Charles Gounod

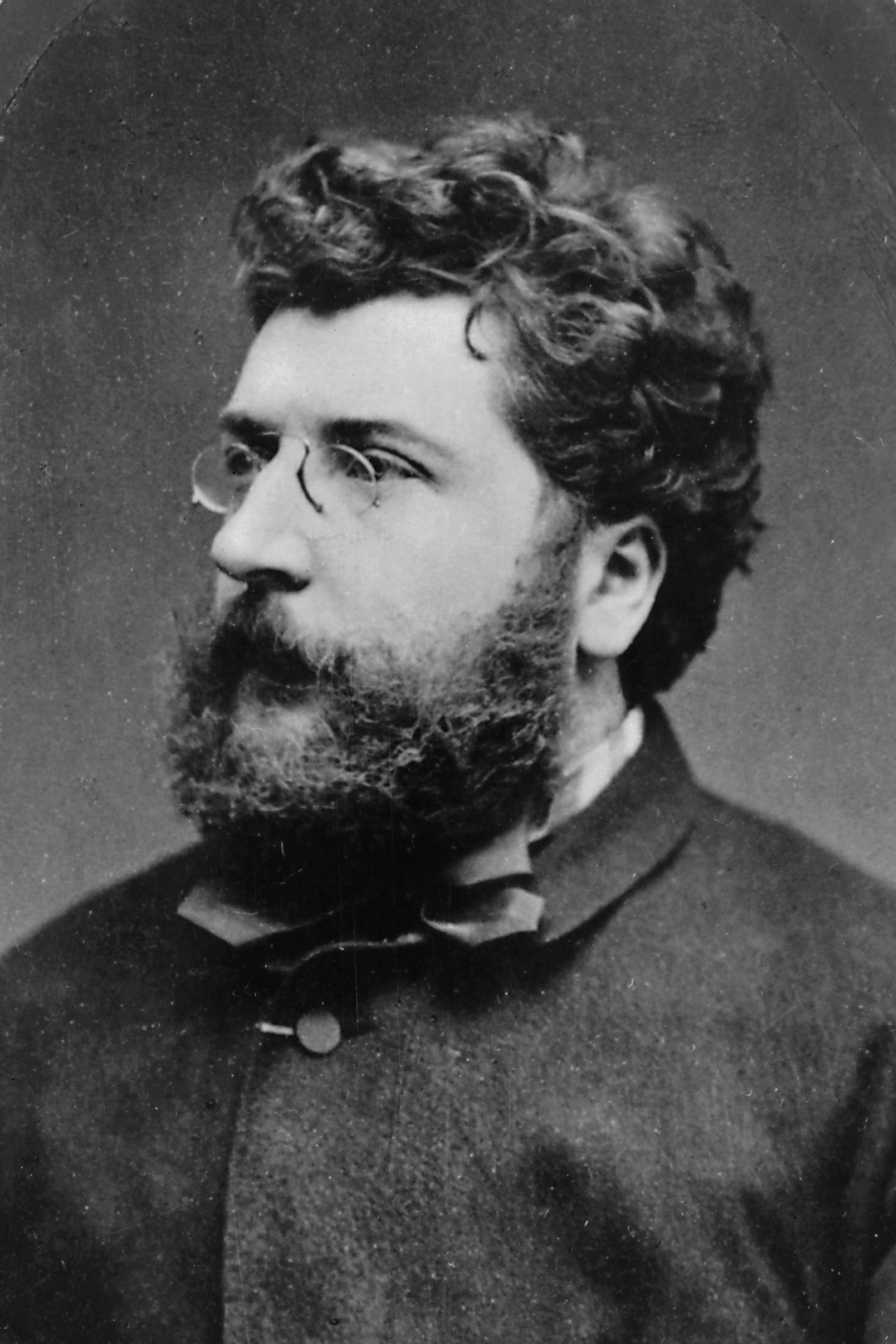
Georges Bizet

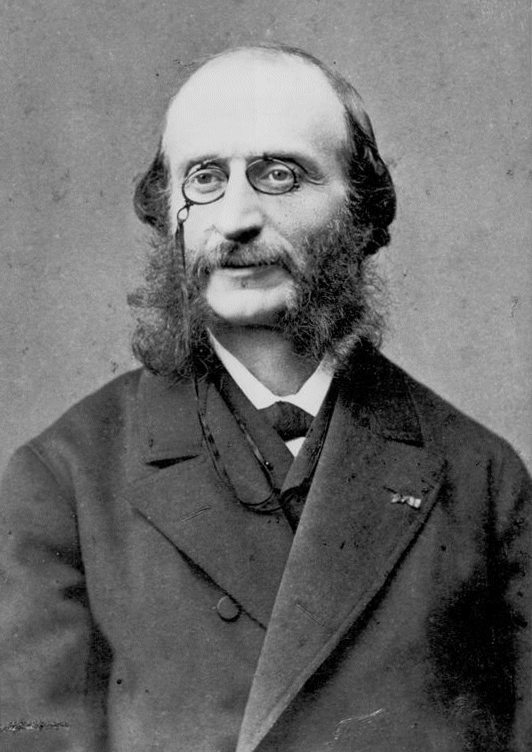
Jacques Offenbach

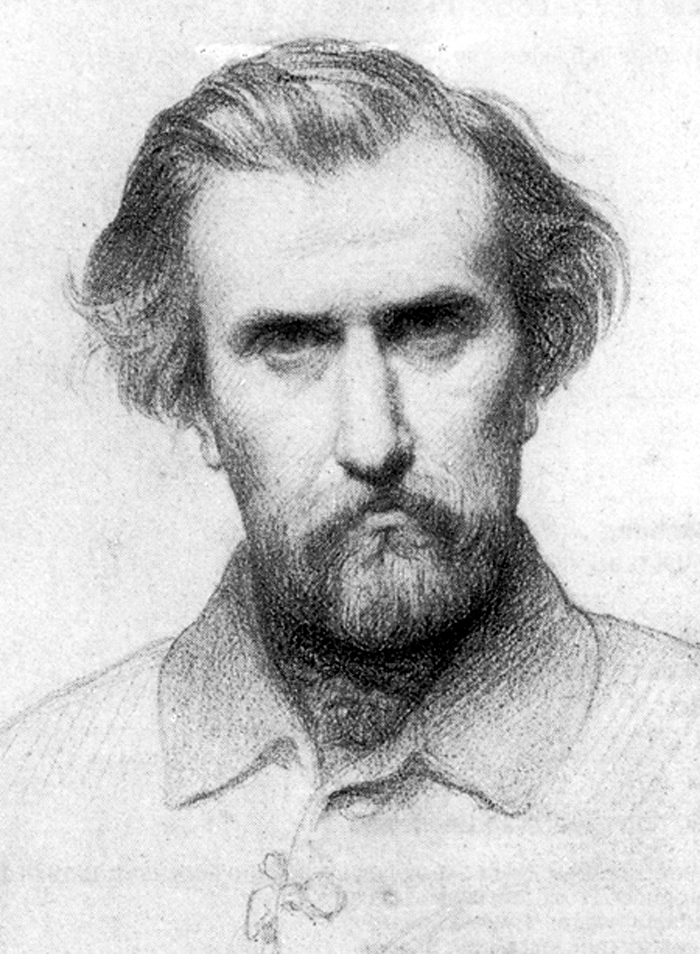
Ambroise Thomas

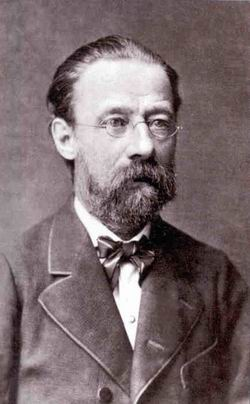
Bedřich Smetana

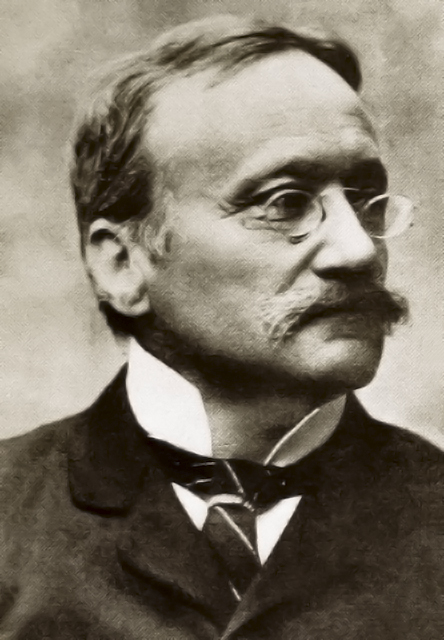
Arrigo Boito

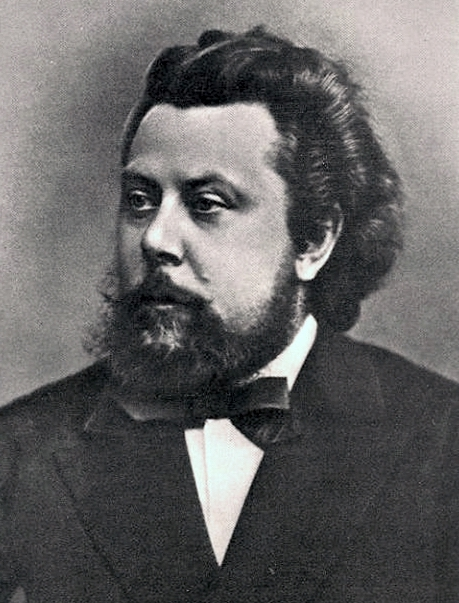
Modest Mússorgski el 1870

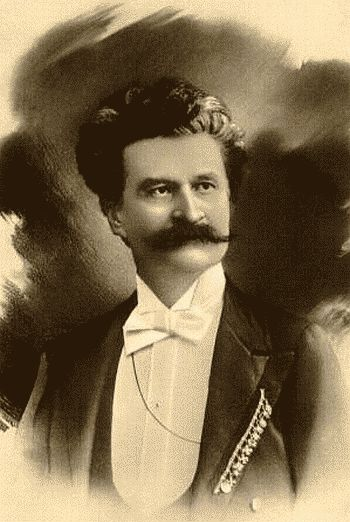
Johann Strauss

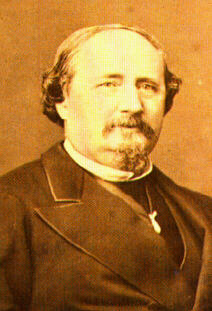
Emilio Arrieta

| Data | Títol                          | Autor                | Comentari |
| ---- | ------------------------------ | -------------------- | --- |
| 1850 | Genoveva                       | Robert Schumann      | L'única incursió en el món de l'òpera de Schumann va ser un fracàs relatiu, i tanmateix l'obra ha tingut els seus admiradors, de Franz Liszt a Nikolaus Harnoncourt. |
| 1850 | Lohengrin                      | Richard Wagner       | Primera culminació del sistema del leitmotiv. Fou la seva obra més representada per aplanar el recel que el públic tradicional sentia per la música wagneriana. A Catalunya, Francesc Viñas, en fou un intèrpret excepcional. |
| 1851 | Rigoletto                      | Giuseppe Verdi       | La primera -i més innovadora- de les tres òperes de Verdi del període intermedi i que s'ha convertit en indispensable del repertori. Basada en la comèdia El rei es diverteix de Victor Hugo. Després d'un període no reeixit des de Luisa Miller, Verdi entra en la maduresa amb un drama de passió, engany, amor filial i venjança, amb una figura central, Rigoletto, un bufó geperut de la cort del ducat de Màntua. És molt coneguda l'ària La donna è mobile.      |
| 1852 | Si j'étais roi                 | Adolphe Adam         | Basada en Les mil i una nits, va acabar desapareixent a França i en canvi va sobreviure a Alemanya, com moltes altres òperes franceses. |
| 1852 | Faust                          | Ludwig Spohr         | Spohr va ser el primer compositor europeu a prendre el tema de Faust com a base d'una òpera romàntica. Després de l'estrena (1816) anà retocant l'obra fins al 1852, forma en la qual ha estat difosa sobretot. |
| 1853 | Il trovatore                   | Giuseppe Verdi       | Aquest melodrama romàntic és una de les partitures més melòdiques de Verdi. Basada en el farragós drama homònim de José Garcia Gutiérrez, la trama, una mica enrevessada, es desenvolupa durant la Guerra civil catalana 1452-1462. |
| 1853 | La traviata                    | Giuseppe Verdi       | Basada en la narració La dame aux camélias d'Alexandre Dumas fill, va marcar el zenit dels èxits de Verdi en la segona part de la seva carrera. Poques òperes han tingut tanta difusió com La traviata. L'escena del brindis és de les més conegudes d'aquest gènere. |
| 1854 | Alfonso und Estrella           | Franz Schubert       | Estrenada vint-i-sis anys després de la mort del compositor. Malgrat que cap de les òperes de Schubert es representa de forma regular a causa sobretot del poc interès dels seus llibrets, aquesta té una certa envergadura. |
| 1855 | Les vêpres siciliennes         | Giuseppe Verdi       | L'òpera mostra una clara influència de Meyerbeer. Basada en el fet històric de les Vespres Sicilianes, l'òpera palesa el seu origen francès, en haver estat destinada al temple de la grand'opéra. Conté moments de la millor qualitat musical. |
| 1858 | Les Troyens                    | Hector Berlioz       | L'òpera més gran de Berlioz i la culminació de la tradició clàssica francesa. Obra grandiosa i desigual, encara que plena de moments de gran qualitat teatral, Les Troyens no va començar a comptar en el panorama operístic fins a la versió íntegra de Colin Davis el 1969. |
| 1858 | El barber de Bagdad            | Peter Cornelius      | Cornelius volia implantar a Alemanya l'ideal d'òpera d'Hector Berlioz. L'obra està plena de colorit oriental. En la introducció orquestral del segon acte, Cornelius descriu musicalment l'atmosfera del migdia de Bagdad. |
| 1858 | Halka                          | Stanisław Moniuszko  | Halka es convertí en objecte d'identificació nacional pel seu contingut patriòtic i de crítica social. Amb aquest rerefons, dintre dels límits que els permetien l'existència de la censura, Halka, tant des del punt de vista del contingut com de la música, oferí en molts sectors de la població de Polònia la possibilitat de reconèixer-se a si mateixa i descobrir-se la situació política i cultural pròpia i, ensems, comprendre que es podia canviar.          |
| 1859 | Faust                          | Charles Gounod       | De totes les posades en escena musicals de la llegenda de Faust, la de Gounod ha estat la més popular en audiència, especialment en l'era victoriana. Actualment el títol continua essent popular, però el cost del muntatge i l'extensió la fan molt menys freqüent als teatres. |
| 1859 | Un ballo in maschera           | Giuseppe Verdi       | A l'època que va escriure Un ballo en maschera, Verdi era prou ric per no haver de treballar la resta de la seva vida. Aquesta òpera va tenir problemes amb els censors perquè originalment tractava sobre l'assassinat d'un monarca (Gustau III de Suècia), fins que l'autor decidí situar-la a Boston. Arribava després del fracàs de les seves dues darreres òperes Simon Boccanegra i Aroldo.                                                                        |
| 1861 | Bánk Bán                       | Ferenc Erkel         | L'òpera va contribuir a donar força al drama i d'aquí la seva popularitat a Hongria, que a la resta d'Europa no tingué gaire sentit. Molt influenciada per Donizetti i Verdi. |
| 1862 | Béatrice et Bénédict           | Hector Berlioz       | L'última òpera que Berlioz escrivia era el fruit de la seva admiració eterna per Shakespeare (versió de Molt de soroll per no res). No s'interpreta gaire sovint, i mai ha format part del repertori operístic convencional. N'hi ha diversos enregistraments i l'obertura ha esdevingut una popular peça de concert. |
| 1862 | La forza del destino           | Giuseppe Verdi       | Aquesta tragèdia fou encarregada pel Teatre Imperial de Sant Petersburg, i Verdi pogué haver estat influït per la tradició russa en la seva escriptura. Amb un argument extret de Don Álvaro o la Fuerza del Sino del Duque de Rivas, forma part del repertori operístic habitual. N'hi ha un gran nombre de gravacions discogràfiques i es representa molt sovint. |
| 1863 | Les Pêcheurs de perles         | Georges Bizet        | Avui és la segona òpera més interpretada de Bizet i és especialment famosa pel seu duet de tenor i baríton. Va catapultar la carrera de Bizet, malgrat que no es va rebre amb entusiasme en la seva estrena. |
| 1864 | La Belle Hélène                | Jacques Offenbach    | Paròdia dels clàssics grecs, Offenbach utilitza tots els elements comuns de la farsa, a més de satisfer la demanda del segle xix per les dolces melodies. |
| 1864 | Mireille                       | Charles Gounod       | Es basa en el poema èpic Mireio de Frederic Mistral i fa ús de la música popular provençal. |
| 1864 | L'Africaine                    | Giacomo Meyerbeer    | La darrera grand'opéra de Meyerbeer va tenir una estrena pòstuma després d'haver-hi treballat durant 25 anys i d'haver-la deixat no acabada del tot. Va tenir un considerable èxit fins als anys 30 en què va desaparèixer quasi completament, tret de la seva ària de tenor Beau paradis (O paradiso, en italià) que continua interpretant-se en recitals. Va influenciar les òperes La Gioconda i Aida.                                                                |
| 1865 | Tristan und Isolde             | Richard Wagner       | Aquesta tragèdia romàntica és el treball més radical de Wagner i una de les peces més revolucionàries en la història de la música. Hi ha el famós duet d'amor en què les fluctuacions de la tonalitat imperant durant l'extensa escena van facilitar les reflexions dels compositors posteriors sobre la necessitat o almenys possibilitat de trencar el sistema tonal per obrir-lo a altres combinacions sonores. És un dels cims de l'art universal de tots els temps. |
| 1866 | Mignon                         | Ambroise Thomas      | Obra lírica inspirada en la novel·la de Goethe Wilhelm Meister, fou l'òpera més reeixida de Thomas junt amb Hamlet. Si bé les seves melodies van captivar tot Europa, avui és gairebé desconeguda. |
| 1866 | La núvia venuda                | Bedřich Smetana      | Aquesta comèdia folklòrica de Smetana és la que més es representa de totes les seves òperes. La intervenció d'un circ en el tercer acte culmina amb efectivitat la simpàtica obra. |
| 1867 | Don Carlos                     | Giuseppe Verdi       | Basada en el drama homònim de Friedrich von Schiller, aquesta grand'opéra de Verdi és una de les seves millors creacions. La seva popularitat ha variat molt en el temps; va desaparèixer pràcticament fins als anys 50. Verdi la va retallar en una versió italiana, que és la que se sol representar. Conté la cèlebre ària de mezzo-soprano O don fatale i la de baix Ella giammai m'amò, ambdues de l'acte IV.                                                       |
| 1867 | Roméo et Juliette              | Charles Gounod       | La versió de Gounod de la tragèdia de Shakespeare és la seva segona obra més famosa després de Faust. |
| 1867 | Dalibor                        | Bedřich Smetana      | Una de les òperes més reeixides de Smetana que explora temes de la història txeca. En un principi fou criticada per ser massa wagneriana. Molt estimada a la República Txeca, ha circulat poc per la resta d'Europa. |
| 1867 | Die Meistersinger von Nürnberg | Richard Wagner       | L'única òpera còmica de Wagner, també és l'única de les seves obres de maduresa que inclou solos d'instruments de corda. El compositor s'hi cenyeix a l'escala diatònica. Portat per l'entusiasme, va convertir aquesta òpera en la més llarga de la història del gènere (cinc hores llargues). És una clara exaltació del nacionalisme alemany. |
| 1868 | Hamlet                         | Ambroise Thomas      | L'òpera de Thomas es pren moltes libertats amb la seva font shakespeariana. Thomas fa una àgil adopció d'un música de sòlida factura, d'harmonies suggestives i una coloració instrumental inspirada. |
| 1868 | Mefistofele                    | Arrigo Boito         | Sobretot famós com a llibretista de Verdi, Boito era també compositor i va passar molts anys per aconseguir aquesta versió musical del mite de Faust, una de les més fidels de l'obra de Goethe. Des de la seva estrena, ha ocupat un lloc relativament fix en el repertori internacional. |
| 1869 | Das Rheingold                  | Richard Wagner       | És la primera de les quatre òperes que formen el cicle Der Ring des Nibelungen. Ja abans d'aixecar-se el teló, la música -un triple acord en mi major de més de cent-trenta compassos- atrapa el públic en un regne místic, poblat de déus i criatures fantàstiques. |
| 1869 | Die Walküre                    | Richard Wagner       | La segona del cicle Der Ring des Nibelungen. En les produccions de la Tetralogia sol ser la favorita, ja que conté els temes musicals més memorables de Wagner. El més famós és el de les extraordinàries valquíries, les guerreres immortals. El comiat de Wotan i la música del foc màgic final constitueixen un dels moments àlgids de la història de la música. |
| 1870 | Il Guarany                     | Antônio Carlos Gomes | Composta per Gomes a Itàlia sobre un llibret basat en la novel·la de José Martiniano Alencar. Va recórrer tot Europa i Brasil, però avui dia és pràcticament fora del repertori. |
| 1871 | Marina                         | Emilio Arrieta       | Estrenada primer el 1855 com a sarsuela, l'han cantat alguns dels més grans tenors de tots els temps, especialment Alfredo Kraus i Jaume Aragall. |
| 1871 | Aida                           | Giuseppe Verdi       | Encarregada pel governador d'Egipte per a la inauguració del canal de Suez, Verdi es va inspirar en la grand'opéra francesa. El seu gran dramatisme i la seva excitant música li atorgaren un èxit immediat i en deu anys es representà en 155 teatres diferents a tot el món. |
| 1874 | Borís Godunov                  | Modest Mússorgski    | El gran drama històric de Mússorgski mostra el desordre de Rússia a principis del segle xvii mitjançant les seves cançons folklòriques i els seus cants ortodoxos a través de cors i àries melancòliques. |
| 1874 | Die Fledermaus                 | Johann Strauss       | Probablement la més popular de totes les operetes. A Àustria se sol representar arreu per les festes de Nadal, amb la intervenció de cantants d'altres gèneres com a convidats. |
| 1874 | Les dues vídues                | Bedřich Smetana      | Una altra comèdia de Smetana, l'única de les seves òperes amb un tema no txec. |
| 1875 | La reina de Saba               | Karl Goldmark        | De partitura més aviat convencional, però que demanda una posada en escena d'alta sumptuositat, a l'estil d'algunes produccions de la Grand opéra francesa. Òpera monumental i exòtica, tant del gust de l'època, amb la recreació d'un Orient imaginari, tant visual com sonor. |
| 1875 | Carmen                         | Georges Bizet        | Amb argument extret de la novel·la homònima de Prosper Mérimée, és probablement la més famosa de totes les òperes franceses. Els crítics de l'estrena estaven impressionats per la barreja que va fer Bizet del Romanticisme i el realisme. Opéra-comique que en els seus inicis no va tenir l'èxit que va anar adquirint al segle XX per convertir-se en una de les més representades.                                                                                  |

## 1876 – 1899

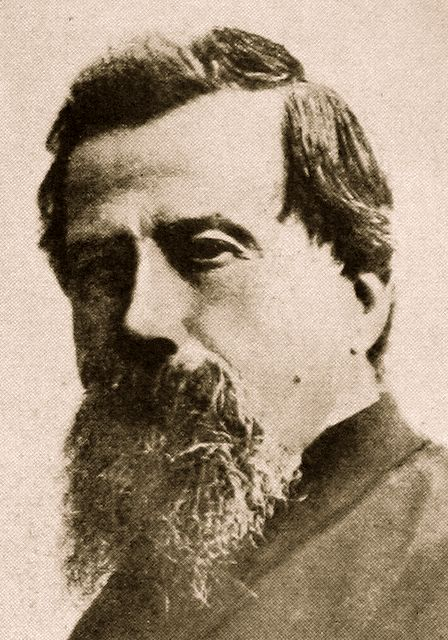
Amilcare Ponchielli

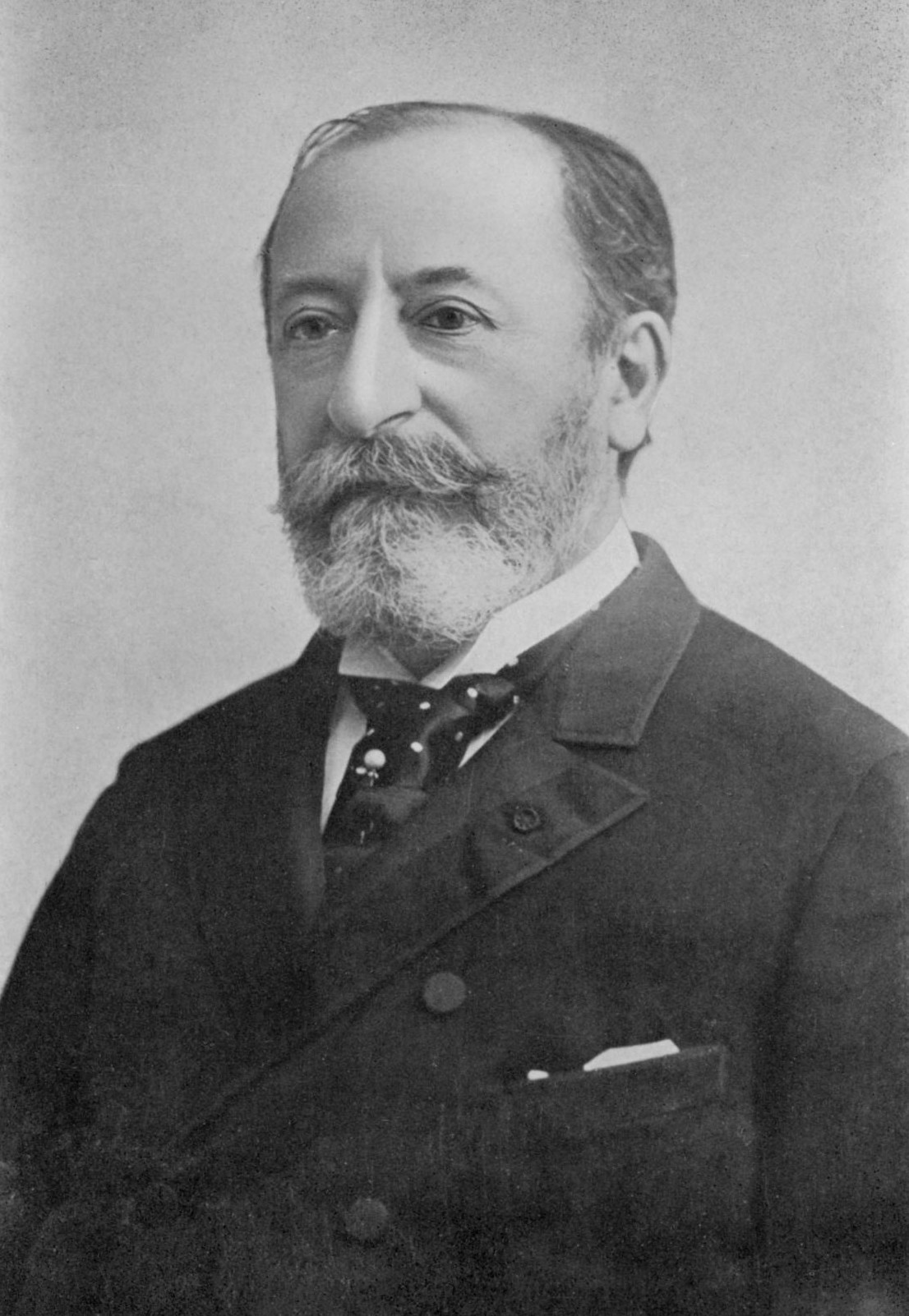
Camille Saint-Saëns

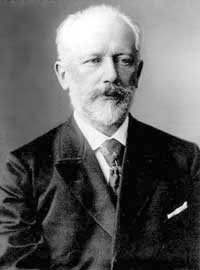
Piotr Ilitx Txaikovski

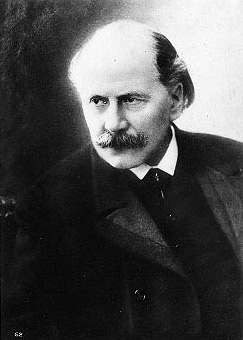
Jules Massenet

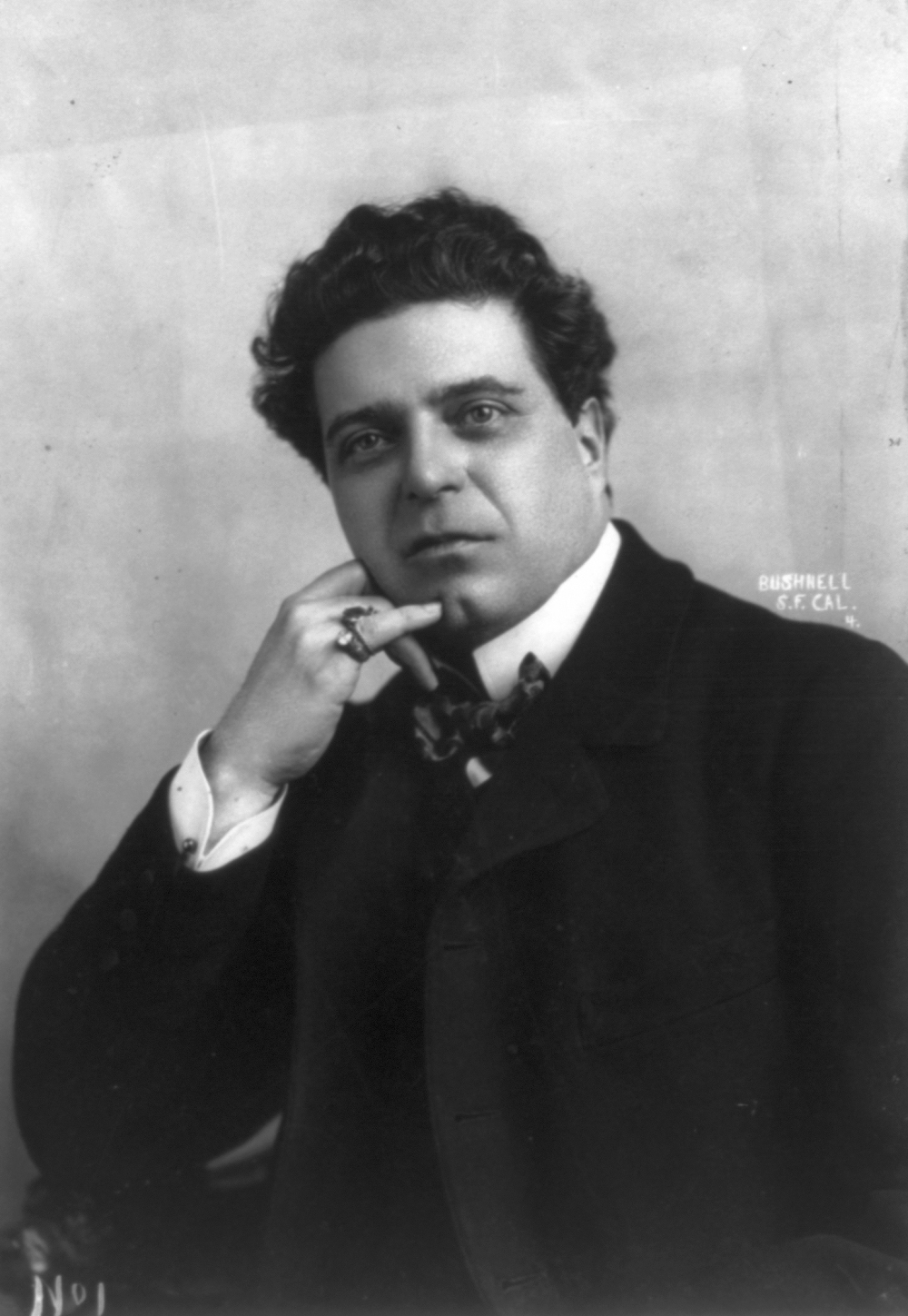
Pietro Mascagni

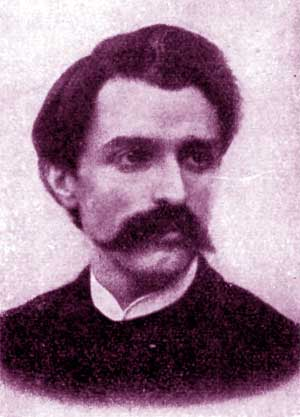
Alfredo Catalani

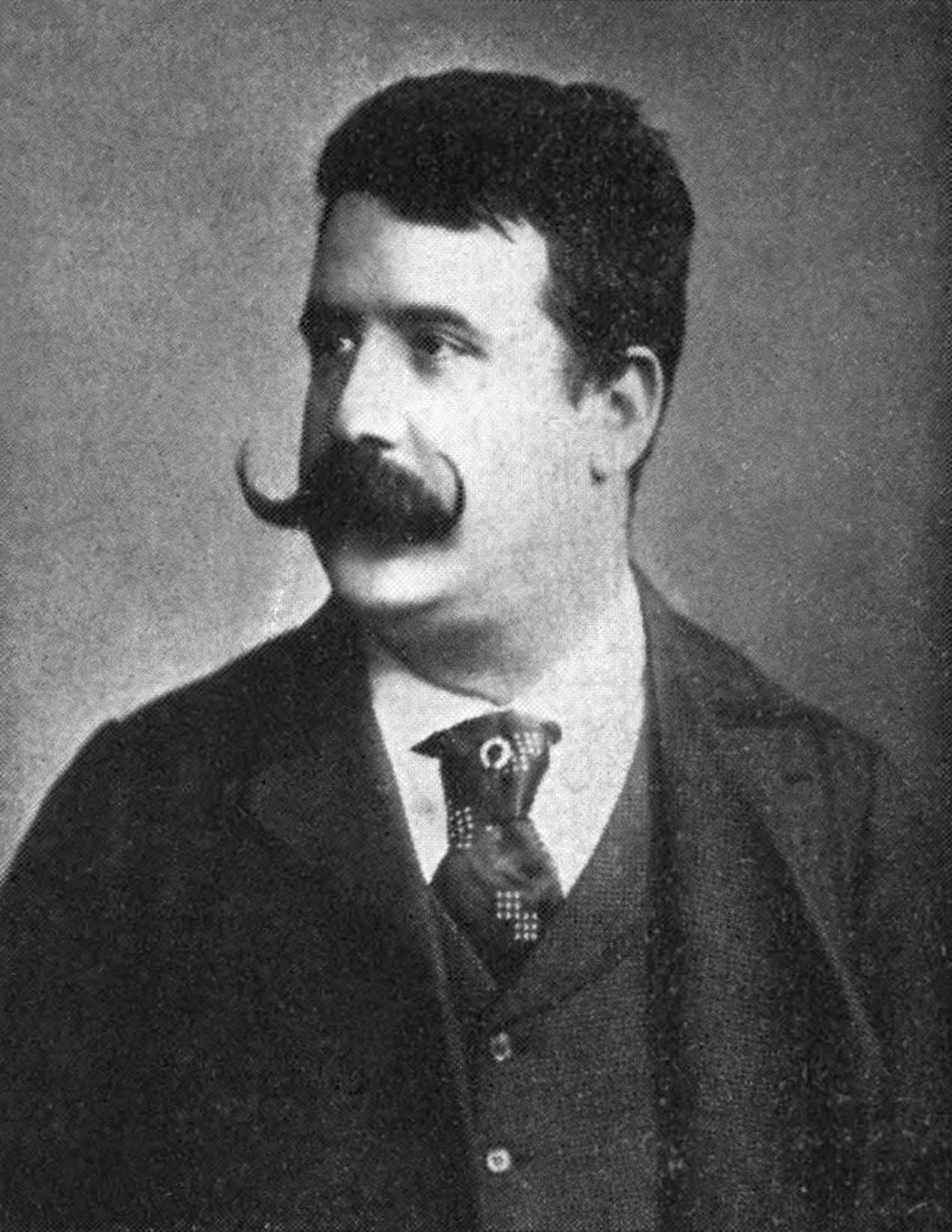
Ruggero Leoncavallo

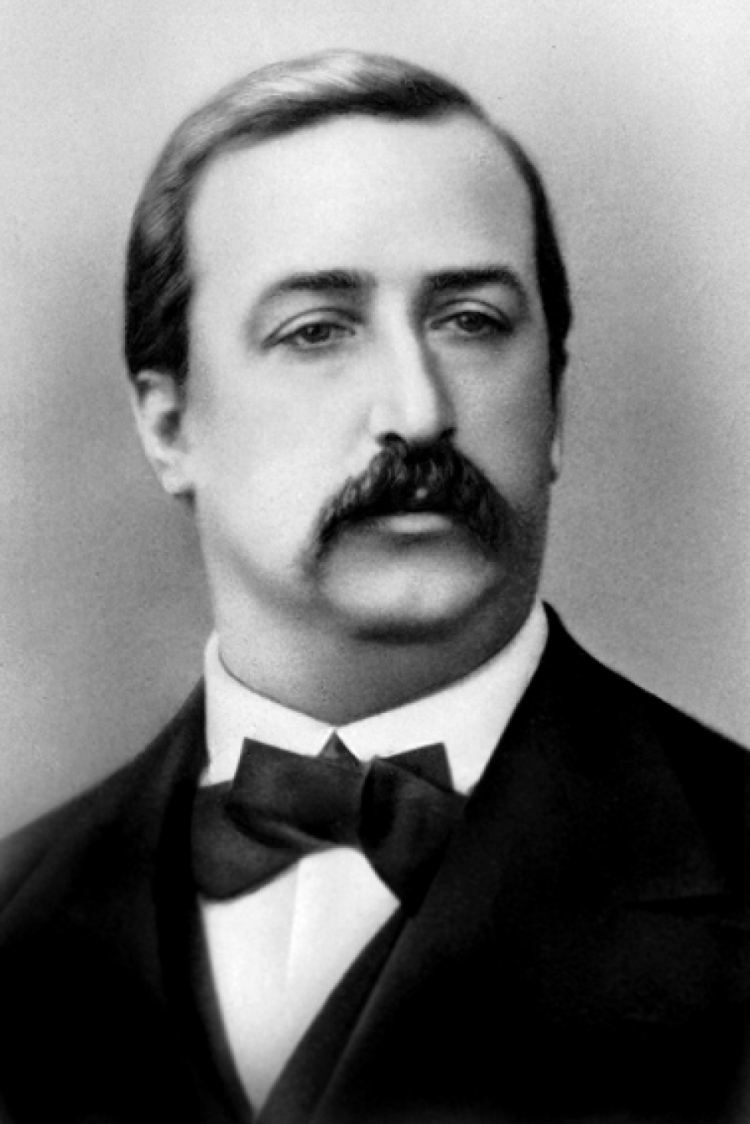
Aleksandr Borodín

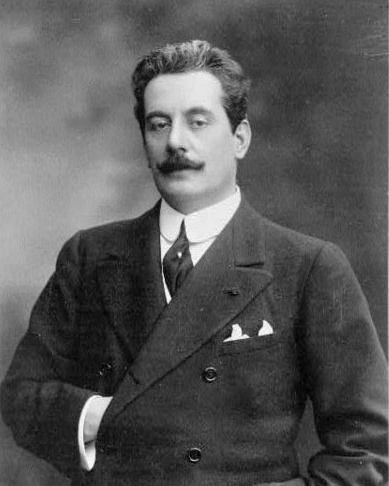
Giacomo Puccini

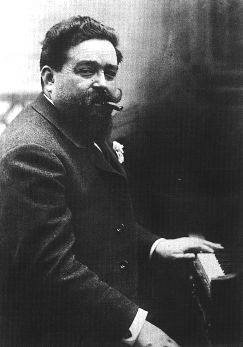
Isaac Albéniz

| Data | Títol                 | Autor                   | Comentari |
| ---- | --------------------- | ----------------------- | --- |
| 1876 | Siegfried             | Richard Wagner          | La tercera del cicle de Der Ring des Nibelungen, en forma el nucli essencial i explica la joventut i els fets gloriosos de l'heroi Siegfried. El dos primers actes els va compondre el 1857, el tercer ho va fer vint anys després amb un estil molt més evolucionat i presentant una música excepcional. |
| 1876 | Götterdämmerung       | Richard Wagner          | Quart i darrer lliurament de Der Ring des Nibelungen. Completa la història que porta a la destrucció dels antics déus de la mitologia germànica, amb la qual s'inicia una nova era en la història del món. A diferència de les tres primeres, aquesta utilitza el cor. El més destacat és la marxa fúnebre i el solo final de Brünnhilde. Es va estrenar amb la tetralogia en el primer Festival de Bayreuth i va completar així el cicle més extraordinari que s'havia vist fins aleshores en el món de l'òpera. |
| 1876 | La Gioconda           | Amilcare Ponchielli     | A part d'Aida de Verdi, aquesta és l'única grand opéra italiana que ha quedat en el repertori internacional. La Gioconda és important perquè assenyala per on seguirà l'òpera de la fi del segle XIX: una major atenció a l'expressivitat del cant, l'ús del leitmotiv wagnerià, i la creació d'un personatge malvat. N'és molt cèlebre el ballet Dansa de les hores. |
| 1877 | Samson et Dalila      | Camille Saint-Saëns     | Va costar molt que aquesta òpera fos acceptada a França, tal com passava amb Wagner. És l'única òpera del compositor que forma part del repertori estàndard francès. Alguns dels fragments més coneguts de l'òpera són l'ària per a mezzo Mon coeur s'ouvre à ta voix del segon acte i la Bacanal del tercer. |
| 1879 | Eugeni Oneguin        | Piotr Ilitx Txaikovski  | L'òpera més popular de Txaikovski, basada en la novel·la de Puixkin. El compositor s'identificà molt amb l'heroïna Tatiana. És l'òpera més popular de Rússia i tot i que evoca la vida camperola burgesa de l'època dels tsars, la seva música és decididament occidental. |
| 1881 | Les Contes d'Hoffmann | Jacques Offenbach       | L'intent d'Offenbach de fer un treball més seriós romania inacabat a la seva mort. Amb molt d'èxit al principi, va perdre popularis i gairebé va desaparèixer dels cartells. Als anys 80 del segle xx, amb motiu del centenari de la mort d'Offenbach es va tornar a difondre i és la seva òpera més àmpliament interpretada actualment. |
| 1881 | Simon Boccanegra      | Giuseppe Verdi          | Fins i tot Verdi considerava dolenta la seva versió de Simon Boccanegra del 1857 i la va retocar durant molt de temps amb l'ajuda del llibretista Arrigo Boito. |
| 1882 | Parsifal              | Richard Wagner          | L'última òpera de Wagner és considerada la seva obra més exquisida. Medievalisme, budisme, cristianisme i filosofia s'uneixen per crear un idioma operístic sacre. L'estructura s'assembla a una escala que puja cap a l'èxtasi diví. Segons el mateix Wagner: un festival escènic sagrat. Només el primer acte, ja dura prop de dues hores. |
| 1882 | La donzella de neu    | Nikolai Rimski-Kórsakov | Una de les obres més líriques de Rimski-Kórsakov. |
| 1883 | Lakmé                 | Léo Delibes             | La música vesteix un drama que coixeja, però si la soprano canta adequadament el seu difícil paper, l'òpera convenç. És cèlebre el duet de les flors. |
| 1883 | Henri VIII            | Camille Saint-Saëns     | Saint-Saëns es va preocupar d'incloure-hi material antic de l'època. El seu èxit fou, com a màxim, moderat. Després d'un llarg parèntesi, una gravació de l'any 1989 l'ha feta revifar. |
| 1884 | Mazeppa               | Piotr Ilitx Txaikovski  | Per aquella època, la reputació de Txaikovski a l'imperi Rus era tan elevada que es van programar dues estrenes gairebé simultànies de l'òpera a Moscou i a Sant Petersburg, en dues produccions completament diferents. Una vegada més, Txaikovski reprodueix l'amor basat en un malentès entre l'home i la dona i sentenciat a mort. |
| 1884 | Le Villi              | Giacomo Puccini         | El primer treball operístic de Puccini amb abundància d'oportunitats per a la dansa. |
| 1884 | Manon                 | Jules Massenet          | És la seva òpera més popular. Es considera una opéra comique pel seu diàleg parlat, però és especialment tràgica, té un ritme lleuger i una música amb famoses àries i duets. |
| 1886 | Khovànxtxina          | Modest Mússorgski       | La segona gran èpica de Mússorgski sobre la història russa va quedar inacabada a la seva mort, Rimski-Kórsakov la va retallar i acabar per a la seva estrena. |
| 1887 | Otello                | Giuseppe Verdi          | La primera de les obres mestres del període tardà de Verdi es basava en un llibret particularment bo d'Arrigo Boito, després de setze anys de silenci verdià. És considerada la millor de les més de dues-centes òperes inspirades en Shakespeare. |
| 1889 | Edgar                 | Giacomo Puccini         | Va ser la segona òpera composta per Puccini, amb nombrosos paral·lelismes amb la trama de l'òpera Carmen, de Bizet. En comparació amb altres òperes de Puccini, en aquesta el cor exerceix un paper molt important i mostra la influència de Verdi. |
| 1890 | Cavalleria rusticana  | Pietro Mascagni         | Junt amb Pagliacci de Leoncavallo, estrenada dos anys més tard, va recórrer de forma triomfal no només els teatres d'Itàlia, sinó també els europeus, i es va convertir en un símbol del nou estil verista, contraposat al verdià aleshores encara en vigor. |
| 1890 | Loreley               | Alfredo Catalani        | Per ser un autor italià, sorprèn per la seva atmosfera romàntica de to sobrenatural i amb regust germànic. Poc representada actualment, té un indubtable atractiu. |
| 1890 | El príncep Ígor       | Aleksandr Borodín       | Borodín va passar 17 anys per compondre aquesta òpera i, tot i així, mai no aconseguí acabar-la. És coneguda sobretot per les seves Danses Polovtsianes. |
| 1890 | La dama de piques     | Piotr Ilitx Txaikovski  | Escrita en 44 dies durant un viatge a Itàlia, es va convertir en la seva òpera favorita. Amb música decididament romàntica, l'acció se situa uns quaranta anys abans de Puixkin per poder introduir música de ball mozartiana. |
| 1891 | L'amico Fritz         | Pietro Mascagni         | Aquest treball es va pensar com l'últim exemple d'òpera semiseria. És una obra de plàcid ambient rural, amb una parella protagonista que té una certa semblança amb la de La Bohème. |
| 1892 | La Wally              | Alfredo Catalani        | Dins del realisme rural, tan en voga en aquests anys, el seu fragment més famós és l'ària de soprano Ebben?, ne andrò lontana. |
| 1892 | Pagliacci             | Ruggero Leoncavallo     | Una de les més famoses òperes veristes, normalment s'interpreta amb Cavalleria rusticana de Mascagni. La perfecció de la construcció dramàtica va aliada amb l'ús moderat del leitmotiv wagnerià i sense excloure la presència d'àries; tots els personatges en tenen almenys una. |
| 1892 | Werther               | Jules Massenet          | Encara que menys interpretada que Manon, és la millor òpera de Massenet. Adaptada de la novel·la de Goethe, és un pilar del moviment romàntic, una història d'amor amb final tràgic. |
| 1884 | Iolanta               | Piotr Ilitx Txaikovski  | Malgrat el seu infatigable melodisme, la delicadesa del seu suport orquestral, la varietat de papers amb la seva respectiva càrrega de lluïment i un clima de llegenda medieval subtilment aconseguit dins d'una convenció romàntica, malgrat tot això, no acaba d'entrar en el repertori mundial. |
| 1893 | Falstaff              | Giuseppe Verdi          | L'òpera final de Verdi es basava en un altre bon llibret de Boito. La va compondre en secret, ja que no estava segur d'acabar-la. Fou la primera òpera còmica des del fracàs d'Un giorno di regno cinquanta-tres anys abans, i una paròdia de les de Rossini. |
| 1893 | Hänsel und Gretel     | Engelbert Humperdinck   | Amb influències de Wagner i del verisme italià, es representa sobretot als països germànics. Va utilitzar elements floklòrics i cançons populars de Westfàlia. |
| 1893 | Aleko                 | Serguei Rakhmàninov     | Per ser la primera òpera d'un gairebé estudiant, sense ser molt popular, ha romàs més o menys en actiu durant tot el segle xx. |
| 1893 | Manon Lescaut         | Giacomo Puccini         | L'èxit d'aquesta obra establia la reputació de Puccini com a compositor de música contemporània de primera fila. L'òpera té un estil vinculable a l'esperit verista que s'estava formant en aquells anys. |
| 1894 | Guntram               | Richard Strauss         | Va ser la primera òpera de Strauss i mostra una forta influència wagneriana. El monòleg del final de Guntram mostra la petjada de Nietzsche, el filòsof més influent en el canvi de segle. |
| 1894 | Thaïs                 | Jules Massenet          | Va tenir molt d'èxit en el seu moment, però l'ha perdut gairebé tot. Segueix, però, en la memòria dels melòmans per la famosa Méditation per a violí sovint interpretada en concerts. |
| 1895 | La Dolores            | Tomás Bretón            | Dins l'estètica del verisme, està basada en la novel·la homònima de Josep Feliu i Codina. |
| 1896 | Andrea Chénier        | Umberto Giordano        | Sobre un llibret de Luigi Illica, aquest drama verista és l'òpera més popular de Giordano. Respira un ambient netament hostil a la Revolució Francesa. Són famosíssims l'improvviso del tenor de l'acte I Un dì all'azzurro spazio i l'ària de soprano La mamma morta de l'acte III. |
| 1896 | La bohème             | Giacomo Puccini         | Basada en les Scènes de la vie en bohème d'Henri de Murger. Una de les òperes preferides per tothom, la seva força es recolza en la perfecta unió entre una història commovedora i una partitura molt melòdica. Puccini va decorar l'òpera amb alguns destacats leitmotiv. Els principals temes amorosos són la base de l'evocador quart acte. |
| 1896 | Der Corregidor        | Hugo Wolf               | Wagnerià en la seva joventut, es va anar decantant pel seu interès cap al Mediterrani. L'òpera va ser composta en nou mesos i inicialment va recollir un bon èxit, però la música de Wolf no compensava la feblesa del text, i va caure en l'oblit, sense que ara per ara s'hagi pogut reviscolar-la amb èxit. |
| 1896 | Pepita Jiménez        | Isaac Albéniz           | Versió edulcorada que el banquer i mecenes Money-Coutts va fer de la novel·la de Juan Valera. El contingut musical de l'obra és desigual, amb una excessiva presència de ritmes hispànics. |
| 1897 | La bohème             | Ruggero Leoncavallo     | Leoncavallo és més fidel a la novel·la d'Henri de Murger, però no ha resistit la comparació amb la versió de Puccini. |
| 1897 | L'arlesiana           | Francesco Cilea         | Relativament poc divulgada, s'ha fet cèlebre el Lamento di Federico que apareix en multitud de recitals dels tenors més famosos. |
| 1898 | Iris                  | Pietro Mascagni         | Aquesta òpera va ser la porta per la qual els autors veristes van començar a fixar-se en el món oriental. També hi és present un altre recurs verista: el teatre dins del teatre. |
| 1898 | Fedora                | Umberto Giordano        | En l'estrena va agradar al públic però no a la crítica, cosa que no va impedir un fos un èxit continu durant trenta anys. Després s'apagà, però a finals del segle XX s'ha tornat a representar. |
| 1898 | Sadkó                 | Nikolai Rimski-Kórsakov | Es basa en una bilina, un poema èpic medieval cantat en un estil determinat i que va experimentar un ressorgiment durant el segle xix per les aspiracions nacionalistes. Els compositors utilitzaven melodies molt antigues per inspirar-se. El recitat èpic s'alterna amb les escenes populars, construïdes sobre un model més curt i ràpid. |
| 1899 | La núvia del tsar     | Nikolai Rimski-Kórsakov | En aquesta òpera Rimski-Kórsakov va fer brillants experiments en la instrumentació, combinant sonoritats i efectes tonals d'una manera que preparà el camí per a l'aparició d'un Stravinski o un Prokófiev. |

## 1900 – 1924

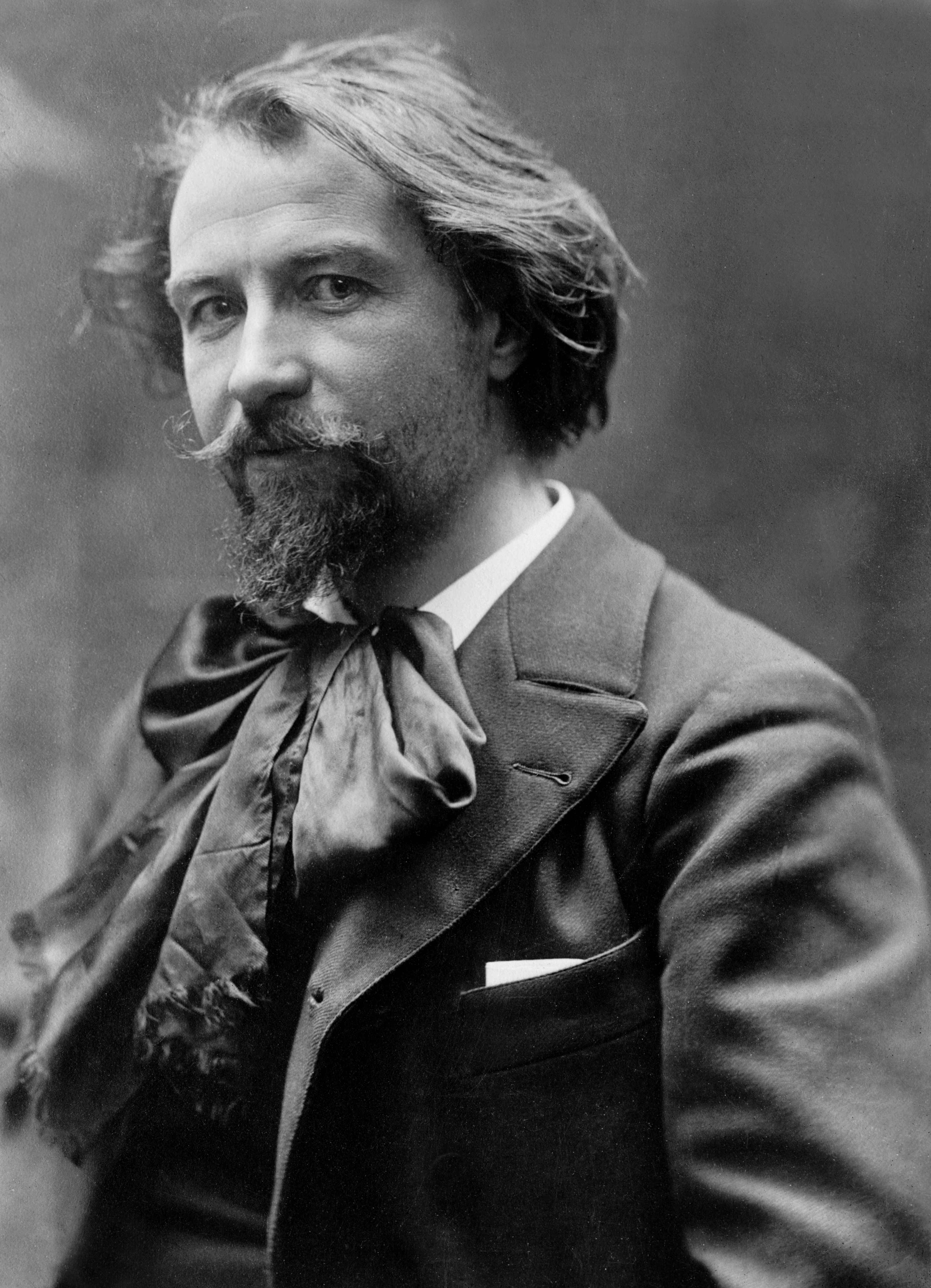
Gustave Charpentier

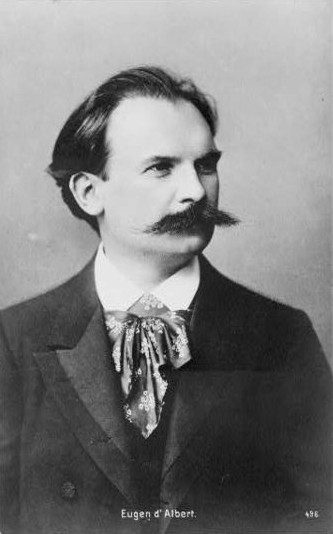
Eugen d'Albert

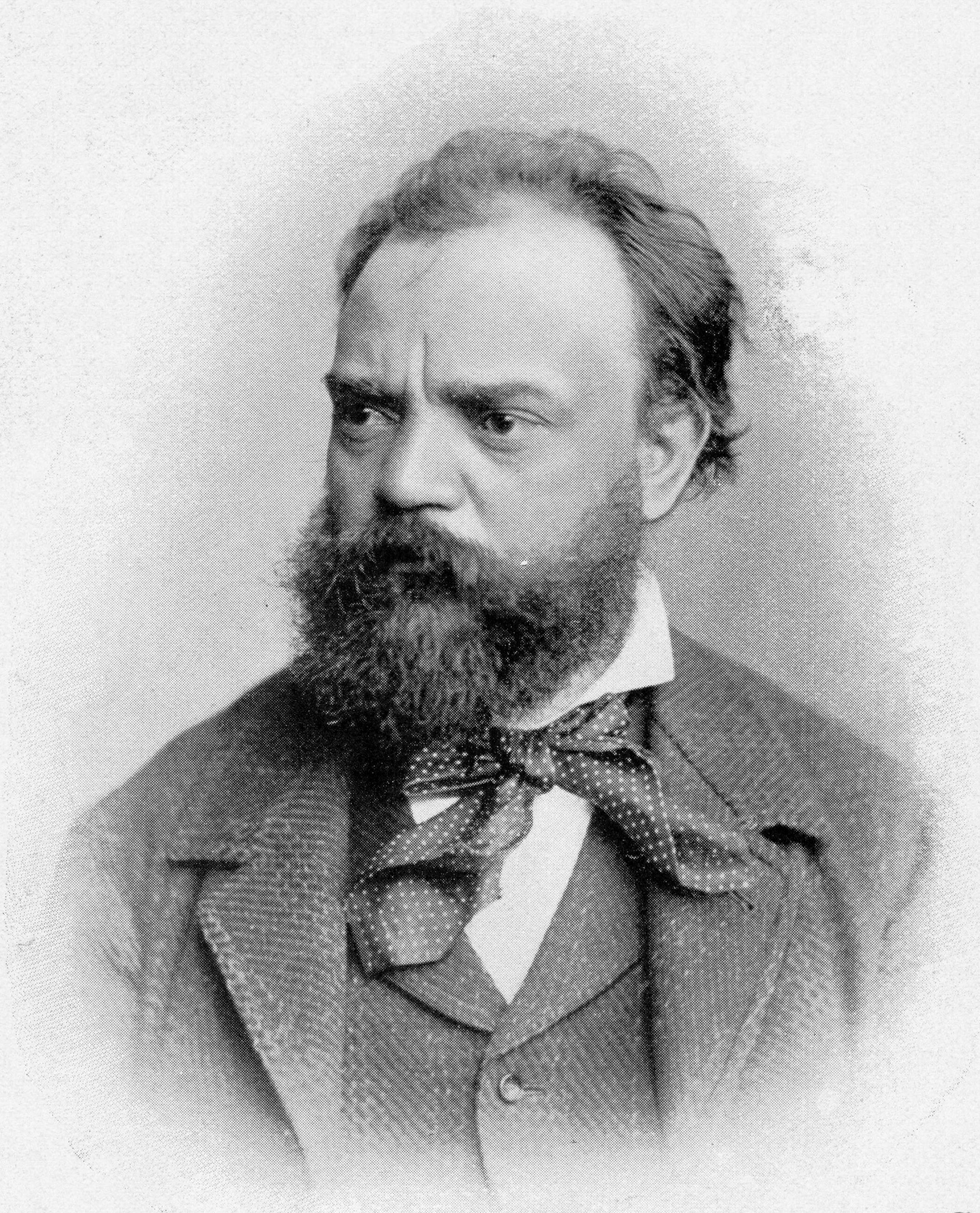
Antonín Dvořák

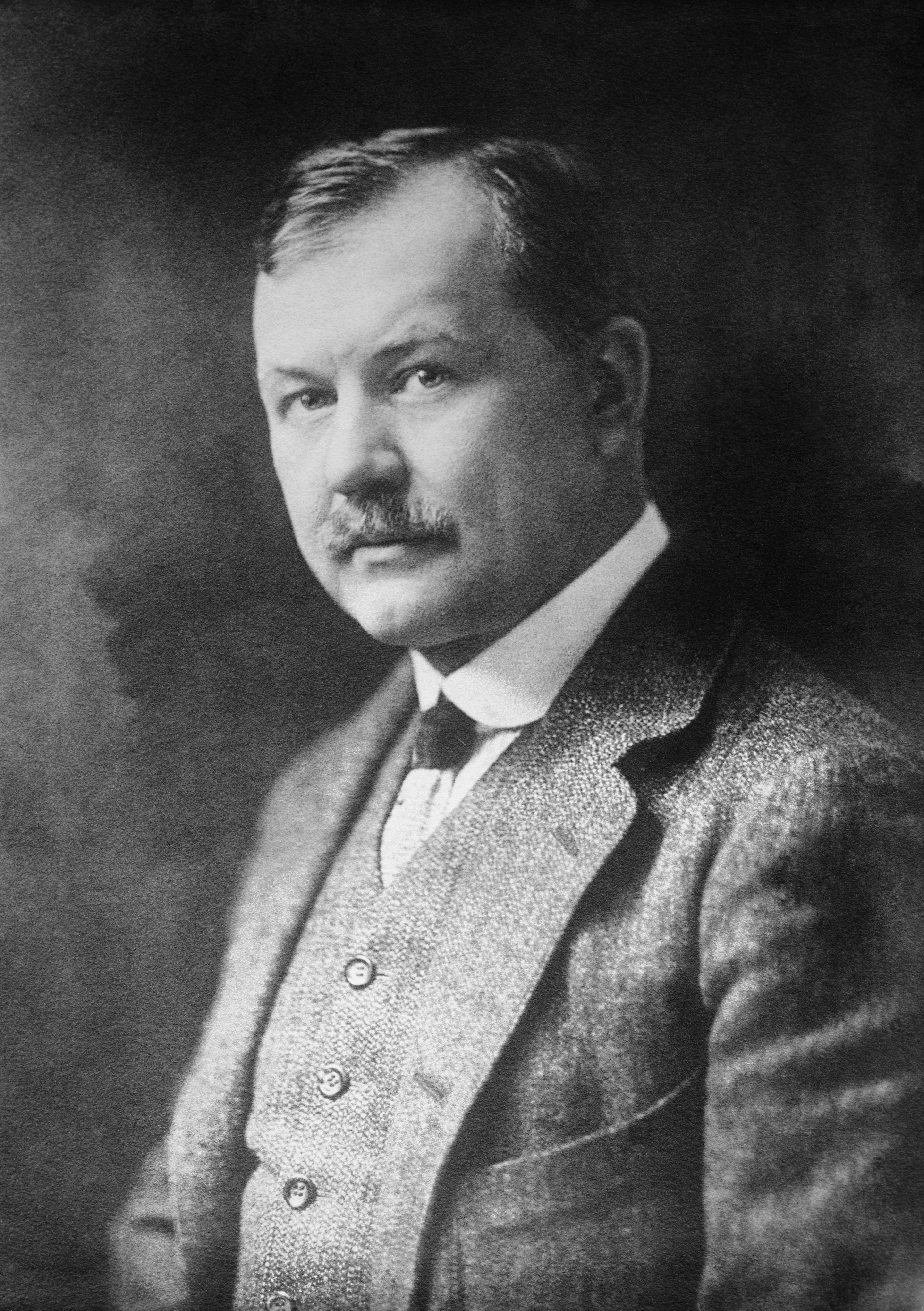
Franz Lehár

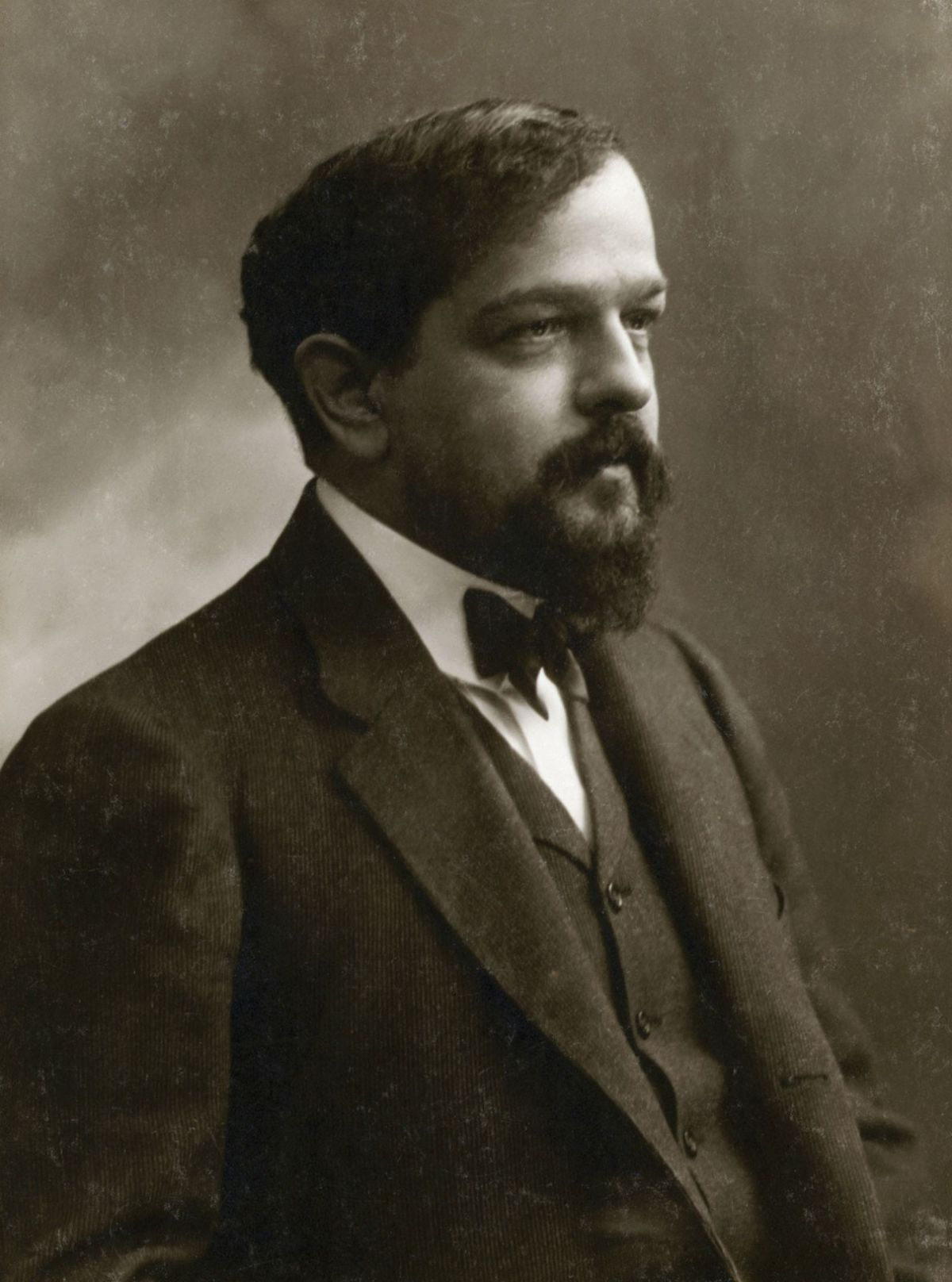
Claude Debussy

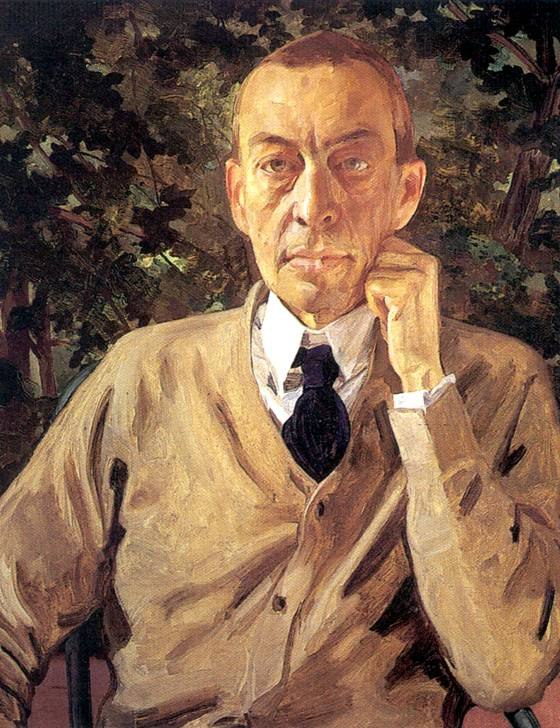
Serguei Rakhmàninov

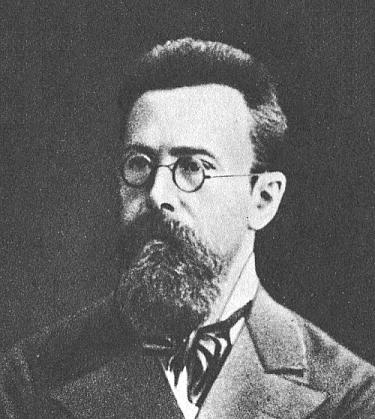
Nikolai Rimski-Kórsakov

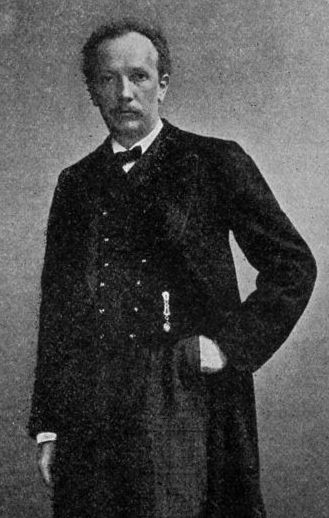
Richard Strauss

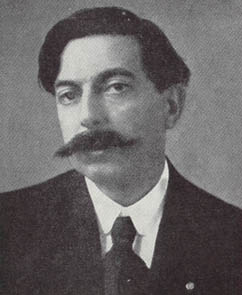
Enric Granados

| Data | Títol                                       | Autor                   | Comentari |
| ---- | ------------------------------------------- | ----------------------- | --- |
| 1900 | Tosca                                       | Giacomo Puccini         | Tosca és la més wagneriana de les òperes de Puccini amb l'ús freqüent del leitmotiv. És la seva òpera més famosa en un febril drama d'amor, gelosia i mort. La partitura, guiada pel temperament ferotge de Tosca, és plena d'inquietants àries i duets. |
| 1900 | Louise                                      | Gustave Charpentier     | En un intent de proporcionar un equivalent francès al verisme italià, Louise se situa en un districte de classe treballadora de París. |
| 1900 | El conte del tsar Saltan                    | Nikolai Rimski-Kórsakov | Peça colorista que els anys 1920 i 1930 va tenir èxit pel seu vestuari vistós i luxós. Després va sobreviure amb dificultats. Tanmateix, la seva música no deixa de passar per moments que ens recorden l'òpera wagneriana. |
| 1901 | Rusalka                                     | Antonín Dvořák          | L'única òpera de Dvořák que ha tingut audiències internacionals, està basada en un conte folklòric danès sobre una nimfa aquàtica. |
| 1901 | Feuersnot                                   | Richard Strauss         | Temàticament, l'òpera s'ha interpretat com una paròdia de la idea de Wagner de «la redempció a través de l'amor», amb el personatge de Kunrad representant al mateix compositor. A Strauss li agradava citar-se o parodiar-se a si mateix i a altres músics. |
| 1902 | Pelléas et Mélisande                        | Claude Debussy          | El drama simbolista de Debussy és una de les òperes més significatives del segle xx. Amb aquesta obra Debussy es desempallegava de la dependència de la música alemanya a la qual tan insensiblement s'havia anat lliurant els darrers trenta anys. |
| 1902 | Adriana Lecouvreur                          | Francesco Cilea         | Cilea combina alguns dels ideals del belcantisme del passat amb les necessitats expressives del teatre verista. |
| 1902 | Saul og David                               | Carl Nielsen            | En essència una òpera dramàtica, com les òperes tardanes de Verdi o Wagner, però com la música del seu temps li semblava massa «sentimental», Nielsen va acabar per forjar un llenguatge musical propi enriquit gràcies a profunds estudis de la música gregoriana i en general dels segles xvi i xvii. |
| 1903 | Tiefland                                    | Eugen d'Albert          | Basada en la comèdia realista d'Àngel Guimerà, però ambientada en una Espanya amb tots els tòpics, va tenir una carrera brillant per tot Europa. Actualment s'interpreta molt ocasionalment. |
| 1903 | Le donne curiose                            | Ermanno Wolf-Ferrari    | El mateix Wolf-Ferrari creia que aquesta òpera passaria a la història només com un «accident». Però la veritat fou que li valgué el sobrenom de «Mozart redivivo» i en els anys de 1920 fou portada a l'escena ni més ni menys que en 27 teatres alemanys. |
| 1904 | Risurrezione                                | Franco Alfano           | Basada en una obra de Tolstoi, va ser l'òpera que va donar prestigi a Alfano i el va fer ocupar un lloc destacat en el panorama del verisme italià; per això li fou confiat l'acabament de Turandot de Puccini. |
| 1904 | Jenůfa                                      | Leoš Janáček            | Pròxima al verisme italià, retrata la vida rural i inclou balls folklòrics i cors, però un ambient obscur es va cruspint l'obra. Va tardar 10 anys a completar-la. |
| 1904 | Madama Butterfly                            | Giacomo Puccini         | Puccini va investigar la música popular i la cultura japoneses per conferir autenticitat a l'obra. Tanmateix, tot i que pren alguns motius japonesos, la música segueix sent italiana. Ell mateix la va definir com la seva òpera més profunda i imaginativa. |
| 1905 | La vídua alegre                             | Franz Lehár             | Una de les operetes vieneses més famoses. És una barreja de celebració imperial a l'antic estil vienès i de càlida nostàlgia per una època feliç. És famós el vals Lippen schweigen del tercer acte. |
| 1905 | Salome                                      | Richard Strauss         | El llibret és la traducció literal a l'alemany de l'obra homònima d'Oscar Wilde. En acabar l'estrena de Salomé a Dresden, el públic l'ovacionà trenta-vuit vegades. Pel seu contingut decadentista evident, les crítiques foren variades i va trobar dificultats per a la seva difusió en els primers temps. Actualment és considerada una obra mestra i potser la primera òpera autènticament moderna.                                                       |
| 1906 | Francesca da Rimini                         | Serguei Rakhmàninov     | L'escassa entitat del relat, imaginat a partir del cant V de l'Infern de la Divina Comèdia, ha impedit que aquesta petita obra mestra tingui la fama que es mereix. |
| 1906 | El cavaller avar                            | Serguei Rakhmàninov     | Composta quasi paral·lelament amb Francesca da Rimini, es van estrenar juntes. Escrita tan sols amb personatges masculins, l'òpera va ser escrita pensant que el baró fos interpretat pel baix Fiódor Xaliapin, que tant va contribuir a l'èxit d'Aleko, però aquest va desestimar aquest rol per no acabar d'agradar-li la gran escena a ell destinada (la segona).                                                                                          |
| 1907 | Der Traumgörge                              | Alexander von Zemlinsky | Va ser programada, però Felix Weingartner la va treure de la programació, tot i que l'obra ja havia estat assajada. Zemlinsky es va dedicar a altres projectes i va pensar que l'obra necessitava ser revisisada. Els materials originals es van descobrir en els arxius de l'Òpera estatal de Viena en els anys 1970, un període de renovat interès en la música de Zemlinsky. Això va fer que l'òpera s'estrenés amb retard a Nuremberg el 1980.            |
| 1907 | La llegenda de la ciutat invisible de Kítej | Nikolai Rimski-Kórsakov | Basada en llegendes russes, amb un argument fantàstic i folklòric, típicament rimskià. Es convertí en una de les òperes més representatives del repertori rus. |
| 1907 | Osud                                        | Leoš Janáček            | No representada en vida del compositor. És una obra de conversació, menys rural i més urbana que Jenůfa, que demostra un fervent estil líric vocal rarament aconseguit en les obres de maduresa del compositor. |
| 1909 | Elektra                                     | Richard Strauss         | Aquesta tragèdia fosca porta la música de Strauss a les fronteres de l'atonalitat. Aquesta va ser la primera de les nombroses col·laboracions entre el músic i el llibretista Hugo von Hofmannsthal. Elektra és un paper important que atrau sopranos amb gran talent dramàtic i vocal per aguantar llargues notes. |
| 1909 | Il segreto di Susanna                       | Ermanno Wolf-Ferrari    | Un intermezzo còmic. El secret de Susanna és que fuma. Amb una cuidada i luxosa instrumentació. |
| 1909 | El gall d'or                                | Nikolai Rimski-Kórsakov | Sovint considerada la millor obra de Rimski, almenys és la més representada. Aquesta sàtira sobre la incompetència militar va comportar problemes al compositor amb els censors, ja que només feia dos anys de la derrota de la Rússia imperial contra el Japó. |
| 1910 | Don Quichotte                               | Jules Massenet          | L'últim gran èxit de Massenet és una comèdia inspirada en El Quixot de Cervantes. |
| 1910 | La fanciulla del West                       | Giacomo Puccini         | Destaca pel seu sentit teatral: és de les poques òperes del repertori en les quals el que succeeix a l'escena atreu l'espectador gairebé per si mateix, i fa que la música es converteixi en un mer subratllat de l'acció. Així només conté una veritable ària en el tercer acte (Ch'ella mi creda). |
| 1911 | El cavaller de la rosa                      | Richard Strauss         | El treball més popular de Strauss i Hofmannsthal, aquesta comèdia se situa al segle xviii a Viena. Ens porta a l'època de Mozart amb una sensibilitat moderna. Per cantar els papers d'aquesta òpera s'ha de tenir alguna cosa més que una bona formació musical. El trio vocal del final del tercer acte es considera un dels moments més exquisits de tota la història de l'òpera.                                                                          |
| 1911 | L'Heure espagnole                           | Maurice Ravel           | La primera òpera de Ravel és una farsa de dormitori ambientada a Espanya. Amb música divertida i variada i un tragí escènic considerable, converteixen aquesta petita òpera en una veritable delícia. |
| 1912 | Ariadne auf Naxos                           | Richard Strauss         | Una mescla de comèdia i tragèdia amb una òpera dins d'una òpera. En la figura de Zerbinetta compareix la primera de les grans figures d'exhibició vocal de Strauss. |
| 1912 | Der ferne Klang                             | Franz Schreker          | La seva segona òpera i la primera d'interès, va ser la sensació operística del 1912. És la més radical de totes les seves composicions operístiques i resumeix tota la seva preocupació sobre la interacció de la tímbrica en l'espai acústic. Plena de dissonàncies en les fustes esdevé tremendament expressionista en la seva estètica. Emparentada amb el sensual cromatisme de Strauss, s'ha dit que és l'òpera que a Mahler li hagués agradat escriure. |
| 1913 | La vida breve                               | Manuel de Falla         | Un apassionat drama espanyol influït pel verisme i per l'estètica típica de la sarsuela castissa, però amb una tècnica orquestral i una brillantor que han fet d'aquesta obra l'òpera en espanyol més representada. |
| 1913 | L'amore dei tre re                          | Italo Montemezzi        | És la primera òpera del postverisme. En aquesta òpera són especialment notables els leitmotiv. |
| 1914 | El rossinyol                                | Ígor Stravinski         | Aquesta petita òpera recorda, tant per la forma en què es va realitzar com per la música, a les òperes sobre contes fetes per Rimski-Kórsakov, professor de Stravinski. També s'hi poden veure trets de l'impressionisme, sobretot del llenguatge musical de Debussy. |
| 1914 | Francesca da Rimini                         | Riccardo Zandonai       | En aquesta obra, Zandonai ja ha abandonat l'estètica verista per centrar-se en episodis històrics de la Itàlia renaixentista. El llenguatge simfònic de l'orquestra rep un tractament molt eficaç. |
| 1915 | Mona Lisa                                   | Max von Schillings      | Després de l'enorme buit que havia deixat la mort de Wagner en els escenaris alemanys, Schillings va ser considerat un possible successor. Tanmateix Schillings desitjava una dramatúrgia canviant, més melodia, més color en l'orquestra i més erotisme den l'argument. El tema era de gran actualitat en el moment, perquè la pintura de Leonardo da Vinci havia estat robada del Louvre el 1911 i redescoberta a Florència el 1913.                        |
| 1916 | Goyescas                                    | Enric Granados          | Amb influències del verisme italià, és mundialment famós el seu intermezzo, sovint interpretat en concert. Malgrat el seu prestigi, no és un títol freqüent en el repertori. |
| 1917 | La rondine                                  | Giacomo Puccini         | No va ser un èxit al principi i Puccini la va revisar força dues vegades. Tanmateix, no ha aconseguit quallar mai i encara avui es representa molt poc. |
| 1917 | Arlecchino                                  | Ferruccio Busoni        | Es va estrenar conjuntament amb Turandot. Escrita en estil neoclàssic, inclou al·lusions iròniques a convencions operístiques i situacions típiques de final del xviii i principis del XIX. |
| 1917 | Turandot                                    | Ferruccio Busoni        | Busoni conserva el to desimbolt i burlesc de l'obra teatral de Carlo Gozzi, basada en l'antic conte de Les mil i una nits. |
| 1917 | El gato montés                              | Manuel Penella Moreno   | El seu èxit es deu en gran part a la seva visió a l'estranger com a obra exòtica d'Espanya pel seu tractament del món taurí. Malgrat això, ha desaparegut del repertori. N'és molt famós el pasodoble tocat en tota mena d'ambients. |
| 1917 | Palestrina                                  | Hans Pfitzner           | Hans Pfitzner recuperà el motiu de la llegenda de la salvació de la música eclesiàstica a mans de Palestrina, estudiant la història de la música d'August Wilhelm Ambros. Estilísticament mantingué la polifonia de l'època de Palestrina, però no es va atendre realment a la historia. Per transmetre el colorit de l'època, estudià la Missa Papae Marcelli de Palestrina i afegí a la partitura cites d'aquesta obra.                                     |
| 1918 | El castell de Barbablava                    | Béla Bartók             | L'única òpera de Bartok és un drama psicològic intens i un dels seus treballs més importants. Bartok va cuidar la tonalitat en què està compost cada un dels passatges, amb una orquestració diferent dedicada a cada una de les portes. |
| 1918 | Die Gezeichneten                            | Franz Schreker          | Comparat amb Wagner pel seu talent i la seva doble condició de compositor i llibretista, Schreker enlluerna en aquesta òpera per la seva sumptuosa imaginació sonora. Die Gezeichneten requereix una orquestra de gairebé 120 membres. Una partitura que en la seva època va ser considerada molt complexa, tant, que els músics que la van estrenar van exigir un sobresou.                                                                                  |
| 1918 | Il Trittico                                 | Giacomo Puccini         | Trilogia composta per Il tabarro, Suor Angelica i Gianni Schicchi. Actualment aquestes tres òperes d'un acte no se solen representar juntes. Normalment els teatres en representen dues o n'enllacen una amb una altra òpera curta. |
| 1918 | La dona sense ombra                         | Richard Strauss         | L'alt contingut simbòlic del complex llibret d'Hugo von Hofmannsthal ens parla de la immortalitat i la vida terrenal. Tot i algunes idees una mica vagues, l'admiració per aquesta obra creix a mesura que l'escoltes. |
| 1920 | Der Schatzgräber                            | Franz Schreker          | Fou una de les òperes més representades a Alemanya a l'època de la República de Weimar (1920-1932): en aquest període se'n feren 385 representacions. Amb l'arribada del nacionalsocialisme al poder, es va prohibir la representació de les seves obres i a ell se li imposà la prohibició de treballar com a director d'orquestra i com a professor de música per motius racials.                                                                           |
| 1920 | La ciutat morta                             | Erich Wolfgang Korngold | L'òpera més coneguda de Korngold, amb rivets simbolistes, fortíssimament influenciada per l'obra de Strauss. |
| 1920 | Les excursions del Sr. Brouček              | Leoš Janáček            | És interessant per la originalitat i la radical construcció musical, contenint fragments d'excel·lent música: el duet amorós entre entre Málinka i Mazal, la descripció musical del retorn del Sr. Brouček des de la lluna o els cors del segon acte. |
| 1921 | Il piccolo Marat                            | Pietro Mascagni         | Ja amb un estil postverista, l'òpera la va estrenar a Roma el tenor català Hipólito Lázaro, un dels pocs que tenia la potència i la resistència física necessàries per a aquest paper esgotador. |
| 1921 | Kàtia Kabànova                              | Leoš Janáček            | La primera de les grans òperes de l'última maduresa de Janáček, basada en una obra d'Aleksandr Ostrovski sobre el fanatisme religiós i l'amor prohibit en la Rússia provincial. |
| 1921 | L'amor de les tres taronges                 | Serguei Prokófiev       | Una òpera còmica basada en un conte de fades de Carlo Gozzi. El seu enorme repartiment i el ritme ràpid deixen poc espai a les àries, encara que la partitura estigui plena de vida i humor. La melodia més famosa és la marxa del segon acte. |
| 1921 | Assassí, esperança de les dones             | Paul Hindemith          | Estructurada en quatre seccions diferents, equivalents als moviments d'una simfonia. Hindemith es basa en models de Richard Strauss pel que fa a la instrumentació, de Richard Wagner pel lirisme i Franz Schreker per l'«opulència». Fou estrenada conjuntament amb El Nusch-Nuschi, que juntament amb Sancta Susanna -estrenada un any després-, totes tres d'un sol acte, formen una trilogia expressionista.                                              |
| 1922 | Giulietta e Romeo                           | Riccardo Zandonai       | A part del tractament postverista, destaca la integració del cinema en la narració, amb el recorregut a cavall de Romeo, mentre es veu avançar, filmada, una carretera amb arbres que van passant. |
| 1922 | Venus                                       | Othmar Schoeck          | L'obra més romàntica de Schoeck. Armin Rüeger, inspirat en un conte de Prosper Merimée, redactà un llibret en tres actes, l'acció de la qual es desenvolupà aproximadament el 1920, en una mansió rural del sud de França. |
| 1922 | Mavra                                       | Ígor Stravinski         | Òpera curta que conté dues àries, un duet, i un quartet, interpretats per quatre personatges. L'òpera és alhora un homenatge als escriptors russos i una sàtira dels costums burgesos i del subgènere romàntic Romeu i Julieta, i en definitiva una sàtira de les òperes del segle xix. |
| 1923 | El retablo de Maese Pedro                   | Manuel de Falla         | Per a aquesta nova obra, Falla va utilitzar material de diversos cançoners renaixentistes, iniciant així una nova etapa allunyada de les anteriors obres "andaluses" i acostant-se a la tendència neoclàssica a la que s'havien adherit personalitats com Stravinski. |
| 1924 | Erwartung                                   | Arnold Schönberg        | L'obra és un monòleg per a soprano i gran orquestra. D'una duració propera a una mitja hora, se sol interpretar amb El castell de Barbablava de Béla Bartók, donat el seu caràcter i temes semblants. L'òpera és d'una gran complexitat i exigència, fet que, donada la seva brevetat, fa que sigui poc representada. |
| 1924 | La guineueta astuta                         | Leoš Janáček            | Una de les obres més populars del compositor, la història es basa en uns dibuixos sobre animals del camp txecs. Curiosa faula amb un equip de cantants que han de representar animals en una de les peces més coloristes i curioses del repertori operístic. |
| 1924 | Die glückliche Hand                         | Arnold Schönberg        | Els colors exerceixen en aquesta obra un paper molt important. No només els colors tímbrics de la gran orquestra, sinó els que suggereixen els llums sobre l'escena, amb un crescendo lumínic. |

## 1925 – 1949

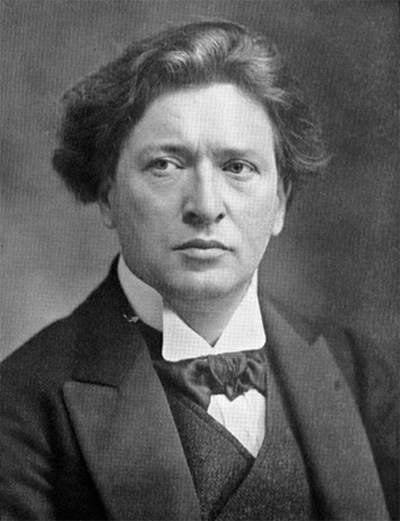
Ferruccio Busoni

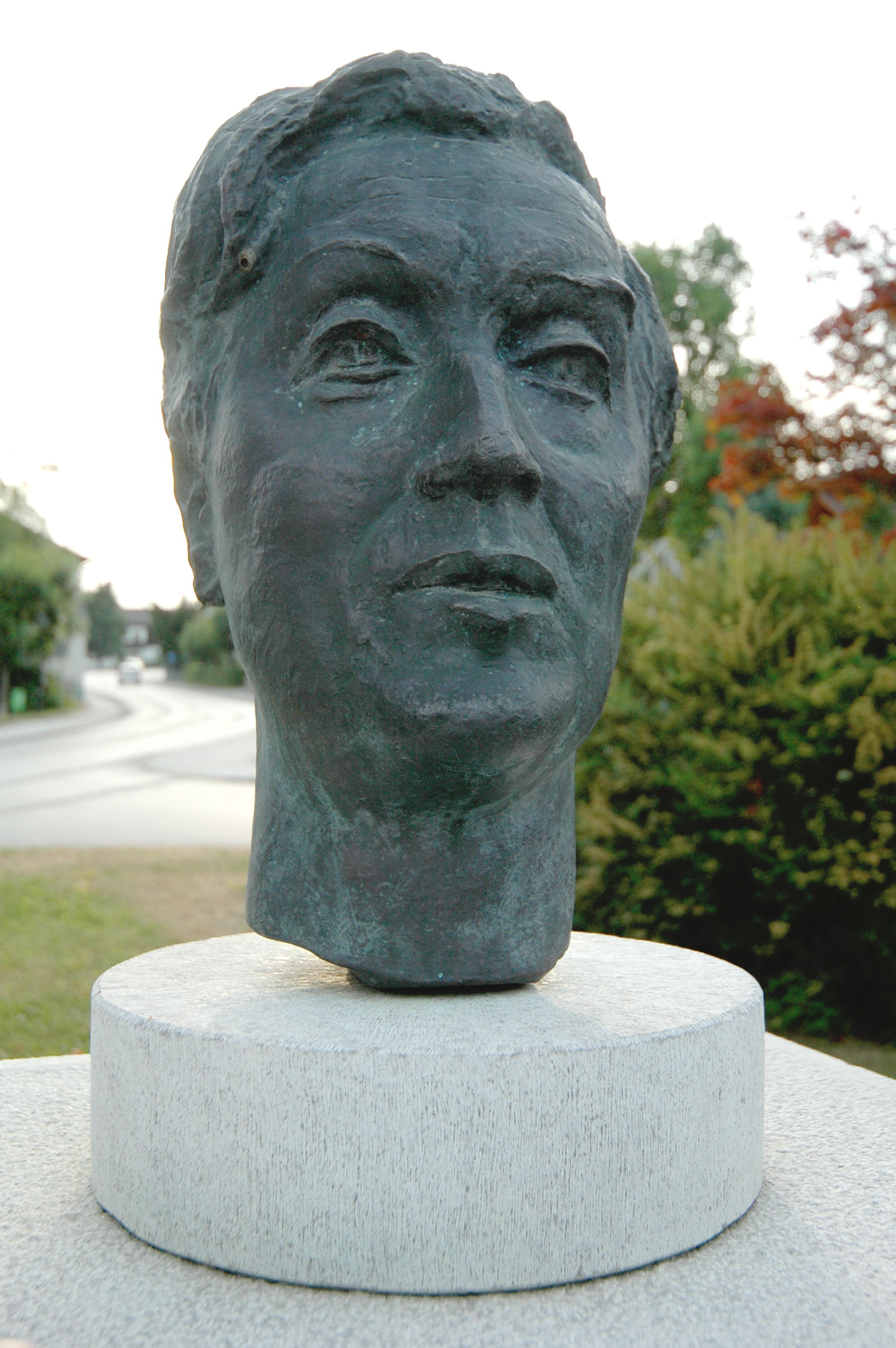
Alban Berg

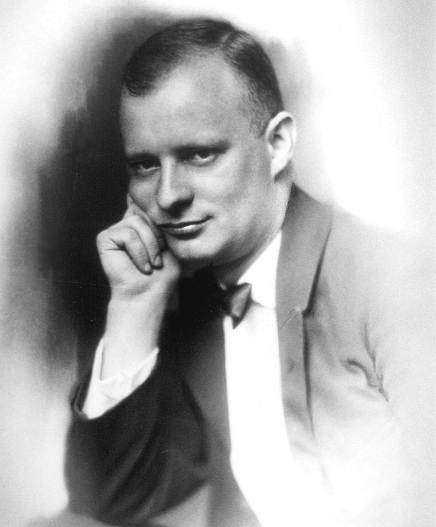
Paul Hindemith el 1923

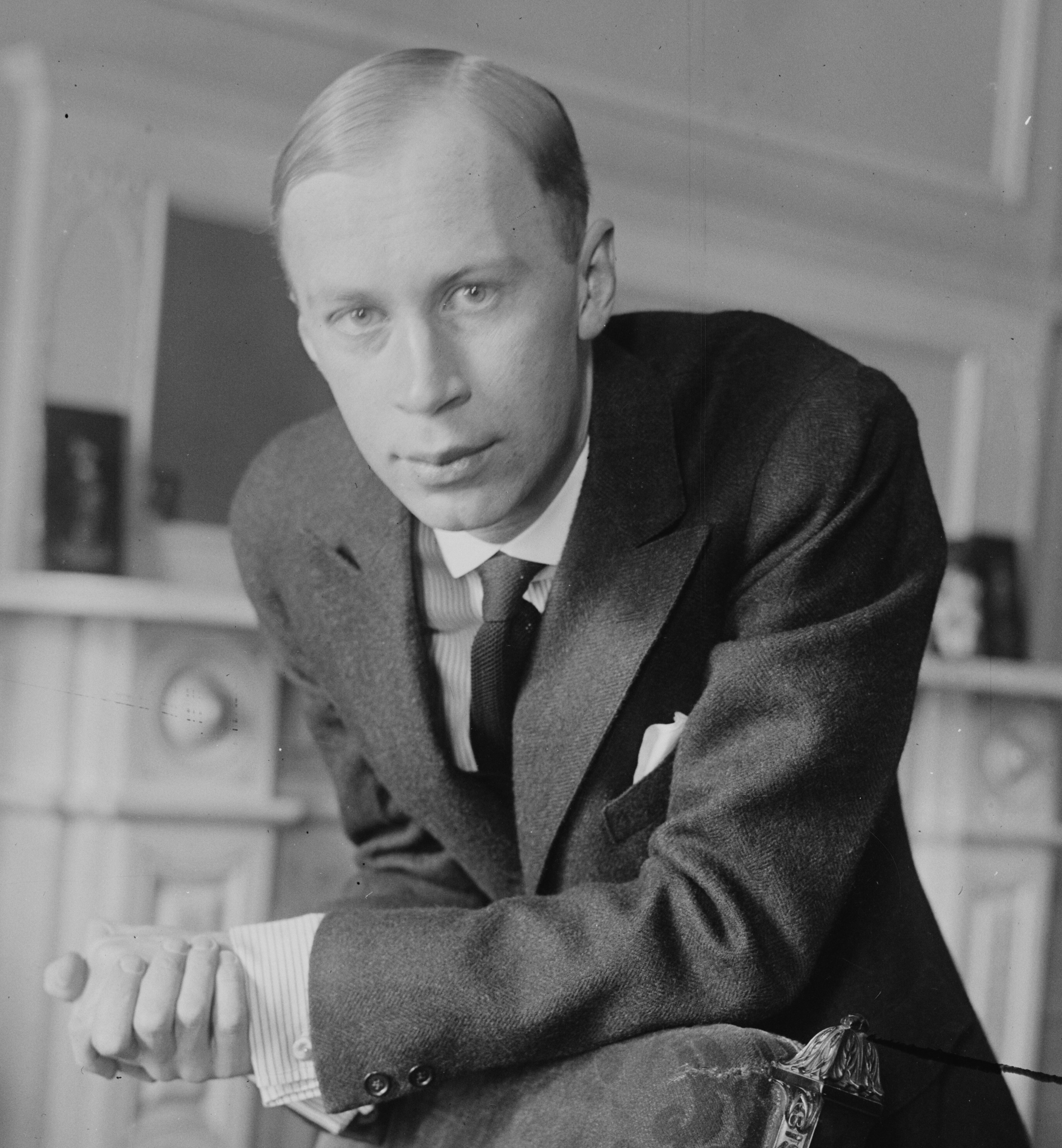
Serguei Prokófiev

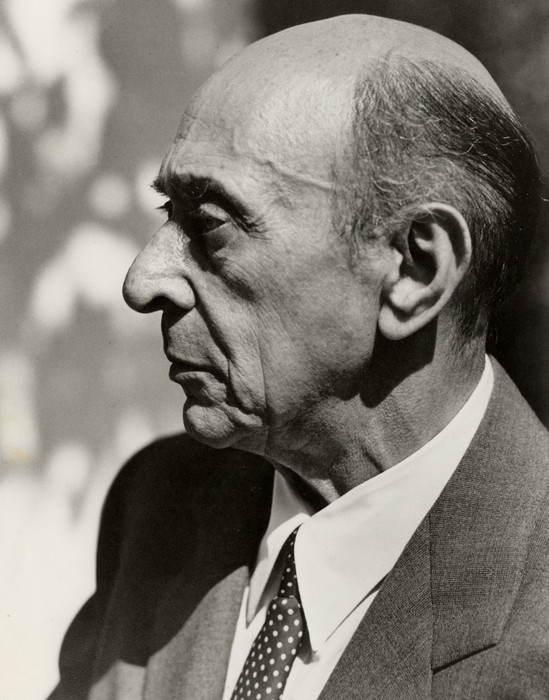
Arnold Schönberg

| Data | Títol                                 | Autor                 | Comentari |
| ---- | ------------------------------------- | --------------------- | --- |
| 1925 | Doktor Faust                          | Ferruccio Busoni      | Busoni pretenia que aquesta òpera fos el clímax de la seva carrera, però la va deixar inacabada a la seva mort. És una obra molt complicada, difícil de muntar en un teatre d'òpera i amb nombrós personal i, per tant, s'ha representat poc. Va incloure fragments d'obres seves diverses. |
| 1925 | Wozzeck                               | Alban Berg            | Una de les òperes clau del segle xx. Basada en una trama sorprenentment antiheroica, l'obra de Berg barreja tècniques atonals amb altres més tradicionals, i li va donar un estructura de música simfònica. Va trigar vuit anys a compondre-la i la seva influència en compositors posteriors és difícil d'exagerar. |
| 1925 | Judith                                | Arthur Honegger       | El centre musical de l'obra està format per la impressionant actuació del cor, pel que sovint s'ha catalogat aquesta obra com una òpera-oratori. |
| 1925 | L'Enfant et les Sortilèges            | Maurice Ravel         | Cal una gran orquestra, un cor d'adults, un cor infantil i vuit solistes, la major part dels quals canten diversos papers. Tot plegat dificulta la seva programació. Ravel utilitza alguns subtils leitmotiv al llarg de l'obra. Les melodies són emfatitzades per una orquestra que el mateix Ravel va manifestar que havia modelat com la de George Gershwin o les de les operetes americanes de l'època. Tot i això, l'obra no evita el virtuosisme de l'escriptura orquestral. |
| 1926 | Cardillac                             | Paul Hindemith        | Una òpera en l'estil neoclàssic de Hindemith sobre un joier psicopàtic. Hindemith va revisar la partitura perquè el modisme musical semblava tosc i indisciplinat. Aquesta segona versió va aparèixer el 1952. |
| 1926 | El rei Roger                          | Karol Szymanowski     | Una de les òperes poloneses més importants, està plena d'harmonies orientals. Szymanowski va crear una partitura entre exòtica i impressionista, encara que les llargues esperes per acabar aquest projecte van provocar que s'hi vegin estils diversos. |
| 1926 | El cas Makropoulos                    | Leoš Janáček          | Janáček va voler fer un experiment musical i lingüístic per renovar el gènere, amb una actitud propera a l'expressionisme. No va tenir seguidors i Janáček va morir dos anys més tard sense haver-hi insistit. |
| 1926 | Turandot                              | Giacomo Puccini       | L'última òpera de Puccini fou deixada inacabada a la seva mort; s'encarregà de completar-la el compositor Franco Alfano. Es pot considerar postverista per tal com tracta la idea de l'amor sense la mort dels amants, i alhora com a finalitat a la qual es llencen aquests desafiant els perills. És molt famosa la seva ària de tenor Nessun dorma. |
| 1927 | Oedipus Rex                           | Ígor Stravinski       | És una òpera molt breu i juntament amb The Rake's Progress són les dues òperes de Stravinski que han passat a formar part del repertori operístic. L'obra està estructura segons les formes clàssiques d'ària, duos i escenes corals. Cocteau, seguint les indicacions de Stravinski, va crear una acció dramàtica estàtica i de contundent rigidesa, amb la que qualsevol detall cobra un inusitat protagonisme. Els seus personatges són comparables a estàtues vivents, la presència de les quals en escena no implica actuació, i solament la figura del narrador adquireix mobilitat en l'escena. |
| 1927 | Jonny spielt auf                      | Ernst Krenek          | Òpera en un escenari quotidià, amb la ràdio que llavors era novetat, amb músics de jazz. Aquest esperit de l'època va agradar al públic però va fer dubtar als contemporanis elitistes. |
| 1926 | Háry János                            | Zoltán Kodály         | Kodály, compositor nacional hongarès del segle xx, va estudiar les cançons folklòriques hongareses durant tota la vida. Aquesta òpera és una sàtira de l'ocupació dels Habsburg. |
| 1927 | Antigone                              | Arthur Honegger       | Antigone va provocar un gran escàndol per la seva posada en escena de l'estrena. El mateix va passar en la reposició del 1954. Però l'obra s'ha anat imposant en el repertori internacional. |
| 1928 | Die Ägyptische Helena                 | Richard Strauss       | Aquesta òpera es va quedar en un pla inferior respecte a altres mostres de l'enginy del tàndem Strauss-Hofmannstahl. |
| 1928 | Der Diktator                          | Ernst Krenek          | Juntament amb Das geheime Königreich i Schwergewicht oder Die Ehre der Nation forma part d'una trilogia de tres òperes d'un acte que es varen estrenar el mateix dia. És una òpera tràgica però amb matisos irònics, ja que es tracta d'una reunió paradoxal d'una crisi política i una altra conjugal. |
| 1928 | Die Dreigroschenoper                  | Kurt Weill            | Weill va saber crear un estil musical exquisidament vulgar, amb notables influències del jazz i un domini de la melodia monòtona i dels ritmes intensos. Fruit del gran talent del compositor, les cançons de l'òpera estan construïdes de forma senzilla però refinada al mateix temps. |
| 1928 | El giravolt de maig                   | Eduard Toldrà         | És l'òpera més reeixida de creació catalana i una peça emblemàtica del període noucentista. Amb influències de Richard Strauss i, per tant, de Mozart. Es va estrenar al Palau de la Música Catalana. |
| 1929 | Neues vom Tage                        | Paul Hindemith        | Tracta el tema del poder de la premsa i és una sàtira de la vida moderna, la celebritat i el matrimoni, que implica paròdies tant de la música de Puccini com del cabaret de Berlín. |
| 1929 | Nos                                   | Dmitri Xostakóvitx    | És una joia de les avantguardes soviètiques dels anys 20. Malgrat la poca freqüència en la que es representa avui dia, aquesta òpera va tenir en el seu moment una gran influència. Xostakóvitx, eclèctic, va situar el galop, la polca i el vals juntament amb l'interludi de concepció simfònica, els crits dels lacais durant les àries sèries o el diàleg prosaic sobre un fons de música sacra. |
| 1930 | Von heute auf morgen                  | Arnold Schönberg      | La tècnica dodecafònica és aplicada amb vehemència en la partitura, que requereix dels cantants una concentració i un esforç extrems. |
| 1930 | Aufstieg und Fall der Stadt Mahagonny | Kurt Weill            | Weill va usar una sèrie d'estils, incloent ragtime, jazz i contrapunt formal, especialment a l'Alabama Song. La violència de la música i del contingut de les cançons es va traduir en un descomunal escàndol quan es va representar per primera vegada. |
| 1930 | Z mrtvého domu                        | Leoš Janáček          | No hi ha una trama teatral contínua, ni escenes realment operístiques: el nucli real de la peça són els monòlegs dels presos, en els quals descriuen la seva vida i els seus fets. Destaca per la seva singularitat la festa del segon acte, en la qual l'actuació teatral dels presos constitueix un exemple d'«òpera dins de l'òpera». |
| 1903 | La vedova scaltra                     | Ermanno Wolf-Ferrari  | Coincideix de prop amb les convencions de l'òpera buffa del segle xviii en la seva mirada enginyosa o escèptica als mecanismes que regeixen la interacció de les relacions humanes. Fàcilment es podria confondre amb una obra de principis de segle. De fet, hi ha seccions importants que sonen com si haguessin estat escrits a mitjans del segle xix. |
| 1932 | Moses und Aron                        | Arnold Schönberg      | Deixada inacabada a la seva mort, l'òpera de Schönberg freqüentment empra la tècnica dodecafònica. Complexa des de tots els punts de vista, ha estat representada en poques ocasions, ja que requereix un conjunt de professionals de gran altura i un cor extraordinàriament ben preparat. |
| 1932 | Der gewaltige Hahnrei                 | Berthold Goldschmidt  | Goldschmidt accentua el ritme i el cant. Són perceptibles les influències de Stravinski i Hindemith, així com del jazz. Mitjançant l'ús de recursos romàntics i harmònics, aconsegueix destacats matisos emocionals. |
| 1933 | Arabella                              | Richard Strauss       | Fou l'última en què Strauss utilitzà un llibret d'Hugo von Hofmannsthal. Concebut com un segon cavaller de la rosa, ambientada en una Viena a ritme de vals. L'estrena no fou reeixida, però amb el temps ha guanyat popularitat. |
| 1934 | Lady Macbeth de Msensk                | Dmitri Xostakóvitx    | Tingué molt d'èxit a Rússia fins al punt que el dictador Stalin la va anar a veure. Aquest es va molestar pel llenguatge musical avantguardista de l'òpera, que no es tornà a representar fins al 1963, revisada fins i tot en el títol: Katerina Izmailova. |
| 1934 | La fiamma                             | Ottorino Respighi     | Òpera ben construïda plena d'historicisme, amb un llenguatge dens, encara influenciat pel verisme i per la rica instrumentació decimonònica. |
| 1934 | Canigó                                | Antoni Massana        | Òpera de forta influència wagneriana, escrita sobre un llibret de Josep Carner basat en el famós poema homònim de Jacint Verdaguer. |
| 1935 | La dona silenciosa                    | Richard Strauss       | Una òpera còmica basada en una obra de Ben Jonson. Sense la mà de Hofmannsthal, aquesta òpera té un punt massa cerebral que l'ha perjudicat i ha impedit una existència teatral comparable a la resta de les seves òperes. |
| 1935 | Porgy and Bess                        | George Gershwin       | Inicialment un fracàs financer, una producció de 1941 que reemplaçava els recitatius de l'obra per diàleg parlat fou un èxit. La inclusió d'elements de jazz i d'espirituals negres li donaren un segell molt personal. |
| 1937 | Carmina Burana                        | Carl Orff             | Segons un proverbi medieval, la mort forma part de la vida. Però Orff, un compositor amb un accentuat talent rítmic, sosté l'argument contrari a Carmina Burana, en l'ombra de la mort ressona la vida dels homes. L'obra va tenir una increible popularitat i va formar part d'un tríptic juntament amb Catulli carmina i Trionfo di Afrodite. Aquesta òpera es caracteritza per la seva forma estròfica sense desenvolopament, la seva periodicitat plàstica, la seva agilitat, i la seva melodia fragmentada.                                                                                       |
| 1937 | Lulu                                  | Alban Berg            | La segona òpera de Berg restà inacabada a la seva mort, però la finalització de Friedrich Cerha era reeixidament realitzada el 1979. Una barreja d'expressionisme i d'avantguardisme. |
| 1938 | Maties el pintor                      | Paul Hindemith        | L'òpera més popular de Hindemith és una paràbola sobre un artista que sobreviu en un temps de crisi; reflecteix la pròpia experiència del compositor sota els nazis. |
| 1938 | Karl V                                | Ernst Krenek          | Krenek va mostrar a través de l'òpera el problema de la responsabilitat política i la justificació de les accions d'un sobirà, utilitzant el mètode musical més complicat: la dodecafonia. Karl V va ser la primera òpera composta rigorosament amb aquest mètode. |
| 1938 | Friedenstag                           | Richard Strauss       | Strauss retorna al pathos de Wagner, concretat sobretot en la declamació del text. Té un caràcter excepcional en el conjunt de les òperes de Strauss: un gran cor, varis personatges masculins ben definits i un conjunt compacte, fort i rude, que no es veu matisat per cap subtilesa. |
| 1938 | Julietta                              | Bohuslav Martinů      | Descrita com «una òpera dels somnis», es tracta d'una obra en la qual es reuneix el surrealisme i el simbolisme en tots els nivells, i res és el que sembla. Tot i que no és melodiosa en un sentit convencional, la música en si és rica en colorit, fàcil en l'oïda, i veritablement inoblidable. |
| 1938 | Daphne                                | Richard Strauss       | Pertany a l'últim període del compositor i és una de les més líriques de tota la seva producció. Strauss, l'home experimentat del teatre, va crear una òpera que representa una destil·lació dels seus assoliments com a compositor, que apunta el camí cap a una nova i última fase creativa. La partitura conté algunes de les músiques més encisadores del compositor. |
| 1939 | Der Mond                              | Carl Orff             | El compositor la descriu com «Un petit teatre del món». Amb una durada d'aproximadament una hora, sovint s'aparella amb Die Kluge del mateix Orff. |
| 1942 | Capriccio                             | Richard Strauss       | Aquesta òpera és un exercici intel·lectual que Strauss va portar a terme amb la col·laboració de Stefan Zweig. |
| 1943 | Die Kluge                             | Carl Orff             | Orff va treballar el seu inconfusible estil amb variats ritmes vitals, amb diferents ostinati i també amb la intervenció de diversos instruments de percussió. Amb una durada d'aproximadament una hora i mitja, sovint s'aparella amb Der Mond del mateix Orff. |
| 1943 | Catulli carmina                       | Carl Orff             | Per incrementar el resultat de Carmina Burana, Orff va realitzar un tríptic que continua amb aquesta obra ballada segons els poemes d'amor de Catul dirigits a la patrícia Clòdia. Aquesta segona part del tríptic vessa de gestos lingüístics extàtics i amb sorprenents efectes de percussió. |
| 1944 | Der Kaiser von Atlantis               | Viktor Ullmann        | Tot i que l'òpera va ser assajada a Theresienstadt el març de 1944, mai no hi va ser representada, atès que les autoritats nazis van veure en la figura de l'emperador un retrat satíric d'Adolf Hitler i la van censurar. Tant el compositor com el llibretista van morir al camp de concentració d'Auschwitz. No es va estrenar fins al 1975. |
| 1944 | Die Liebe der Danae                   | Richard Strauss       | La penúltima òpera composta per Richard Strauss i l'última a estrenar-se, és poc habitual als teatres però suposa una festa per als amants de Strauss, amb àries, conjunts i interludis orquestrals omplint l'atmosfera de sumptuosos colors i riques textures. |
| 1945 | Peter Grimes                          | Benjamin Britten      | Una fita en la història de l'òpera britànica, aquesta obra marcava l'arribada de Britten a l'escena de la música internacional. Es convertia en la primera òpera en anglès que arribava al repertori internacional des de Dido i Enees de Purcell. |
| 1945 | Guerra i pau                          | Serguei Prokófiev     | Prokófiev retornava a la tradició de l'òpera històrica russa amb aquest treball èpic basat en una novel·la de Tolstoi. Poc representada per ser l'òpera que més solistes (37) necessita de tot el repertori. |
| 1946 | The Rape of Lucretia                  | Benjamin Britten      | És la primera òpera de cambra de Britten, que fou concebuda per vuit vocalistes i tretze instrumentistes. |
| 1946 | The Medium                            | Gian Carlo Menotti    | Considerat per molts la millor òpera de Menotti. L'obra és una denúncia de la simplicitat nord-americana en matèria de supersticions i creences, amb una música excel·lentment dosificada. |
| 1947 | Street Scene                          | Kurt Weill            | Encantat amb el públic estatunidenc, Weill va intentar crear un nou estil d'òpera nord-americana, que fora alhora de qualitat artística i amb èxit comercial. El més interessant exemple en aquesta direcció el constitueix l'òpera Street Scene. |
| 1947 | Albert Herring                        | Benjamin Britten      | Òpera de cambra on s'observa el virtuosisme compositiu de Britten, amb la seva forma d'acoblar els conjunts de cant més diferents i la seva paròdica fantasia. En l'escena en què Albert pren el beuratge màgic, Britten cita a Wagner (Tristan und Isolde). |
| 1947 | Les Mamelles de Tirésias              | Francis Poulenc       | La primera òpera de Poulenc és una curta comèdia surrealista basada en una obra de Guillaume Apollinaire. La música té elements melòdics francesos i conserva la frescor irònica del text. |
| 1947 | La mort de Danton                     | Gottfried von Einem   | Amb la finalitat de que fos el més realista i genuïna possible, Einem va estudiar els textos i les melodies de la Revolució Francesa. L'estrena va tenir un gran èxit sobretot per les escenes de cor. |
| 1946 | The Telephone                         | Gian Carlo Menotti    | L'òpera es compon de tres llargues trucades de telèfon, seguint una tendència neoclassicista en un estil dramàtic italià. En la del final sona un vals carregat d'agradables terceres i sextes. |
| 1948 | El gato con botas                     | Xavier Montsalvatge   | Amb un llibret de Néstor Luján, adaptació del cèlebre conte infantil de Charles Perrault. |
| 1948 | Simplicius Simplicissimus             | Karl Amadeus Hartmann | No es tracta d'una òpera amb una trama en el sentit habitual. Si el realisme és una posició espiritual que no desitja mostrar el superficial, sinó les estructures d'una constel·lació històrica, Simplicius és realista, però no ho és si per realisme s'entenen un naturalisme efectista. Amb referències a la música jueva, que un signe sonor de solidaritat del compositor amb la música perseguida pels nazis. La cita de la famosa Cançó de Florian-Geyer marca la vinculació musical entre la sort de Simplicius i la de molts altres mortals.                                                 |
| 1949 | Il prigioniero                        | Luigi Dallapiccola    | Dallapiccola va utilitzar la tècnica dodecafònica al servei de l'expressió dramàtica. El presoner canta amb una melodia dissonant i singular, estructurada lliurement. Pel contrari, el gran inquisidor canta la melodia com una ària de mètrica regular acompanyada per armoniosos acord tonals. |
| 1949 | Antigonae                             | Carl Orff             | L'adaptació d'obres de Monteverdi i la traducció d'Antígona per part de Hölderlin, representada a Viena el 1940, van permetre Orff reflexionar una vegada més sobre la relació amb temes arcaics. |

## 1950 – 1974

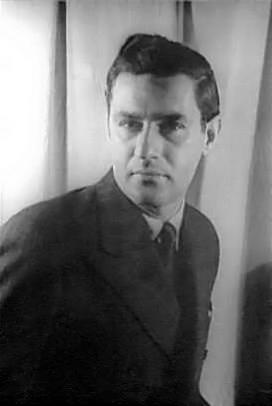
Gian Carlo Menotti

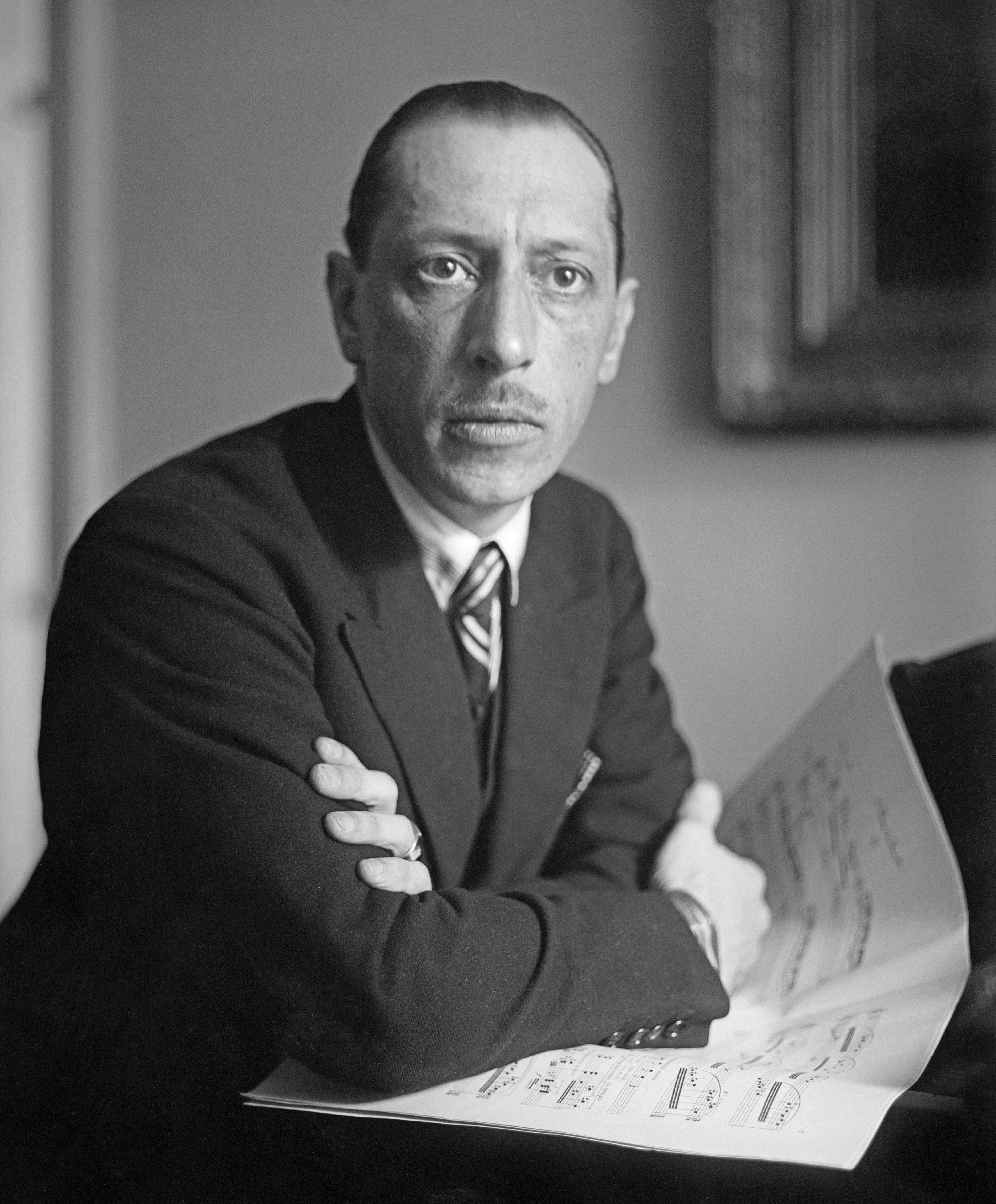
Ígor Stravinski

| Data | Títol                            | Autor                  | Comentari |
| ---- | -------------------------------- | ---------------------- | --- |
| 1946 | The Consul                       | Gian Carlo Menotti     | Aquí Menotti recorre a les tècniques del verisme per a il·lustrar de manera commovedora les situacions. Va tenir un gran èxit internacional, amb 270 representacions ininterrompudes a Nova York. |
| 1951 | Amahl and the Night Visitors     | Gian Carlo Menotti     | Aquesta història de Nadal fou la primera òpera específicament escrita per a la televisió. |
| 1951 | La condemna de Lúcul             | Paul Dessau            | En l'Alemanya de la postguerra, Dessau fou el model de compositor inspirat per motivacions ètiques i va sintetitzar de forma exemplar les tècniques musicals modernes amb els esquemes compositius tradicionals. Aquesta òpera no només investiga les causes conjunturals de la guerra, sinó que amplia el seu camp d'acció en la por a la mort i la set de poder. |
| 1951 | Billy Budd                       | Benjamin Britten       | Considerada una de les millors del segle xx, és una obra perfecta sobre les imperfeccions humanes. Tots els protagonistes són masculins, incloent-hi el cor. |
| 1951 | The Rake's Progress              | Ígor Stravinski        | El treball operístic més important de Stravinski, sobre un llibret de W. H. Auden inspirat pels gravats de William Hogarth, sembla posterior a Mozart musicalment. Consta que Stravinski va demanar les partitures de les òperes de Mozart per amarar-se bé del seu estil. |
| 1952 | Boulevard Solitude               | Hans Werner Henze      | Es tracta de la primera obra de Henze que va tenir un autèntic impacte. L'òpera destaca per la punyent influència del jazz i de la música popular parisenca, el que va constituir una novetat, en haver estat Henze associat fins llavors amb el dodecafonisme. |
| 1953 | El procés                        | Gottfried von Einem    | Per aquesta òpera, Einem va ser titllat de comunista –per intentar ajudar a Bertolt Brecht– i per això fou expulsat del Festival de Salzburg. |
| 1953 | Trionfo di Afrodite              | Carl Orff              | Per la part final del seu tríptic, Orff continua utilitzant els poemes de Catul, ara els dedicats a les bodes i per la part final va reservar les impressionants estrofes dels cors d'Eurípides. En aquesta tercera part domina la veu per sobre dels instruments i Orff utilitza un nou procediment per gestionar la tonalitat i opta per una nota central. |
| 1954 | L'àngel de foc                   | Serguei Prokófiev      | Prokófiev no va ser a temps per veure el que s'ha considerat el treball més d'avantguarda del món operístic. Una rondalla intensa i simbolista sobre el bé i el mal. |
| 1955 | Il cappello di paglia di Firenze | Nino Rota              | Paròdia de l'òpera bufa i el melodrama romàntic. Com a compositor cinematogràfic, utilitza amb habilitat el leitmotiv per a les situacions que es repeteixen. S'hi uneixen els costums de la comèdia de boulevard francesa amb els recursos de l'òpera bufa italiana. |
| 1954 | Un altre pas de rosca            | Benjamin Britten       | Òpera de cambra basada en la història d'un fantasma de Henry James. Consisteix en un tema i quinze variacions basat en la sèrie de dotze notes pròpia del sistema dodecafònic. |
| 1955 | The Midsummer Marriage           | Michael Tippett        | Òpera en un modern estil britànic primerenc en què el vocabulari i els efectes harmònics dissonants no són suficients per espantar als amants de l'òpera del segle xix. Musicalment, Tippett diferencia els regnes del món mundà del transcendent i sobrenatural. Les escenes que envolten Bella i Jack, per exemple, utilitzen recitatius relativament simples, àries i conjunts típics de l'òpera buffa. La música associada amb Mark i Jenifer i les seves experiències místiques i la representació del sobrenatural, és més complexa, amb un sofisticat llenguatge harmònic i rítmic, un lirisme intens i una dignitat jeràrquica. |
| 1956 | El rei cérvol                    | Hans Werner Henze      | Es tracta d'una òpera-conte, que es contraposa a la idea de materialisme dels anys cinquanta, amb una actitud barroca i molta varietat musical. En definitiva, una síntesi de diferents formes d'òpera tradicionals, que també inclou la simfonia. |
| 1957 | Dialogues des Carmélites         | Francis Poulenc        | La millor òpera de Poulenc se situa en un convent durant la Revolució Francesa. |
| 1958 | Vanessa                          | Samuel Barber          | Vanessa va guanyar un premi Pulitzer el 1958. Bastant pròxima al verisme i al postromanticisme, quasi sempre dins d'un marc tonal convencional. |
| 1959 | La Voix humaine                  | Francis Poulenc        | El llibret consisteix en la darrera conversa telefònica d'una dona amb el seu estimat, que ara està enamorat d'algú altre. Durant la trucada, que és un monòleg, la dona explica que s'ha intentat suïcidar perquè l'han abandonat. L'obra té llargs passatges de cant sense acompanyament musical que exigeixen que la intèrpret tingui unes bones dots d'actuació. |
| 1960 | El somni d'una nit d'estiu       | Benjamin Britten       | Britten aconsegueix mitjançant la tonalitat crear un ambient fantàstic, despertant influències barroques i caracteritzant als personatges com a esperits. Amb una orquestra de cambra i el seu limitat ventall tímbric, el compositor aconsegueix caracteritzar de forma diferent els tres mons de l'òpera: el regne de les fades, el dels amants atenesos i el dels artesans. |
| 1961 | The Greek Passion                | Bohuslav Martinů       | És l'última obra de grans dimensions de Martinů, que el situa entre els compositors més destacats de la seva generació. L'obra, en la qual es fonen els elements populars amb la salmòdia religiosa, posseeix una força i una expressivitat molt directa, apel·lant a temes tan actuals com el fanatisme, la manca de solidaritat, el racisme o la persecució ideològica. |
| 1961 | Intolleranza 1960                | Luigi Nono             | Marcada per elements d'introversió i de delicadesa lírica. L'òpera pretén humanitzar l'ésser humà, confós per la creixent intolerància racial, nacional, social i ideològica. |
| 1963 | Passaggio                        | Luciano Berio          | El singular d'aquesta òpera, qualificada de missa escènica per Berio i que al·ludeix a textos bíblics, és el cor, que ha d'expressar-se en italià, anglès, francès, alemany i llatí. Aquest es manifesta al públic com a part del poble que acompanya la passió amb indiferència i apatia, immutable i mancat de compassió. |
| 1965 | El jove lord                     | Hans Werner Henze      | Henze s'aparta de l'escola de Darmstadt, i escull un estil inspirat en Mozart i Rossini. Si bé això va desconcertar a la crítica, va ser un gran èxit per al públic. |
| 1965 | Die Soldaten                     | Bernd Alois Zimmermann | És una obra mestra quant a la tècnica de la composició. Tota l'obra es basa en una única i simètrica sèrie, que s'aplica a paràmetres com la durada dels tons, el ritme, la densitat de les frases i a la mètrica. Cadascuna de les escenes està construïda sobre una forma musical diferent. |
| 1966 | Les bacants                      | Hans Werner Henze      | Henze es va basar en els recents estudis sobre la simfonia per compondre aquesta òpera. El paper de Dionisio té una gran força cromàtica, mentre que la figura de Penteo és diatònica. L'ús dels dotze tons crea les relacions. |
| 1966 | Aventures & Nouvelles Aventures  | György Ligeti          | En lloc dels monòlegs i diàlegs habituals, Ligeti presenta un text reduït a sons, síl·labes, paraules o fragments de composició, tots individuals, que al final desdibuixen qualsevol classe d'història narrable. |
| 1969 | Die Teufel von Loudun            | Krzysztof Penderecki   | Basada en un fet real: la mort a la foguera de Urbain Grandier. Penderecki va voler representar dràsticament la crueltat, va utilitzar escassos mitjans musicals per tal que el text fos intel·ligible. L'obra es mou entre dos extrems: la contemplació mística, per un costat, i l'agitació i l'obsessió, per l'altre. Després de recels inicials per part del públic, va pujar als escenaris de tot el món. |
| 1971 | La visita de la vella dama       | Gottfried von Einem    | L'obra mestra d'Einem. Basat en el principi de la tonalitat, cada personatge està caracteritzat en funció d'un motiu musical amb el què se l'associa durant tota l'obra. |
| 1971 | Staastheater                     | Mauricio Kagel         | En aquesta obra, Kagel va demostrar mecanismes d'audició i formes de crear música, i va demostrar comicitat com a resultat de l'exageració. |
| 1973 | Mort a Venècia                   | Benjamin Britten       | Aparentment sembla tractar la història de l'amor homosexual d'un escriptor gran. Però si es mira des d'un pla més profund, diserta sobre el conflicte entre la bellesa i la passió, entre Apol·lo i Dionís. |

## Des de 1975
| Data | Títol                       | Autor                 | Comentari |
| ---- | --------------------------- | --------------------- | --- |
| 1975 | Al gran sole carico d'amore | Luigi Nono            | L'òpera és dramàtica tot i que no implica cap acció narrativa: en el sentit estricte, no passa res. El llibret consisteix en una unió de textos seleccionats i ordenats per Nono i Iuri Liubimov. |
| 1976 | Einstein on the beach       | Philip Glass          | Els seus episodis musicals tenen poc a veure amb una òpera tradicional, encara que el cant, especialment el del cor, no deixa de tenir prou característiques per englobar aquesta obra en la tradició operística occidental. |
| 1976 | We come to the river        | Hans Werner Henze     | La complexitat de la trama és subratllada per l'estructura musical. Cançons, àries o madrigals tenen aquí cabuda, l'himne es troba al costat del charleston o la gavota. |
| 1978 | Le Grand Macabre            | György Ligeti         | Aquesta òpera arriba en un punt en el qual l'estil de Ligeti està canviant substancialment. Des d'aquí en endavant el compositor adoptaria una manera de fer música molt més eclèctica, que deixaria enrere les qüestions texturals i microtonals que l'havien ocupat en els anys anteriors. |
| 1979 | Jakob Lenz                  | Wolfgang Rihm         | Òpera de cambra en la que en alguns moments es pot apreciar la tradició romàntica de l'òpera, així com la tècnica de recitació de la Segona Escola de Viena o l'atonalitat. |
| 1980 | Satyagraha                  | Philip Glass          | Clar exemple de minimalisme aplicat a aquest gènere, amb múltiples escenes que es representen de forma simultània. D'aquí que es produeixi una certa anivellació totalitzadora entre els diferents plans temporals: passat, present i futur. |
| 1981 | Licht                       | Karlheinz Stockhausen | Cicle de set òperes que tracta sobre les costums associades a cada dia de la setmana en diverses tradicions històriques – dilluns, naixement i fertilitat; dimarts, conflicte i guerra; dimecres, reconciliació i cooperació; dijous, viatges i aprenentatge; etc. - juntament amb la relació e interacció entre tres personatges arquetips: Llucifer, Miquel i Eva. El tractament que dona a les veus i als textos alguns cops s'allunya de l'ús tradicional: els personatges són esquematitzats per ser presentats per instruments, ballarins o cantants, i en algunes parts de Licht va utilitzar textos escrits o improvisats en llenguatges simulats o inventats. |
| 1981 | Baal                        | Friedrich Cerha       | Cerha va disposar l'obra de manera que s'assolís un continu ambient sonor mitjançant la fusió dels diversos elements estructurals. L'òpera està fortament influenciada pel model d'Alban Berg. |
| 1982 | La vera storia              | Luciano Berio         | L'èxit de l'estrena es va deure en gran part a l'actuació de la gran estrella italiana Milva, sota la direcció de Lluís Pasqual. |
| 1976 | The english cat             | Hans Werner Henze     | Vol ser una crítica social dels beats i la hipocresia. Estilísticament se situa al costat d'Offenbach, Verdi, Rossini i Donizetti, així com de Kurt Weill. |
| 1983 | Saint François d'Assise     | Olivier Messiaen      | És una obra central del segle xx, amb una duració de més de quatre hores, una orquestra colossal i un cor format per cent-cinquanta membres. S'ha generalitzat la pràctica de fer-ne alguns fragments en concert. |
| 1984 | Un re in ascolto            | Luciano Berio         | El títol és un joc de paraules entre Europa i òpera, que Cage explica així: Els europeus ens han omplert de les seves òperes durant segles, i ara els les torno totes de cop. |
| 1986 | Die schwarze Maske          | Krzysztof Penderecki  | Penderecki va integrar música original en la seva concepció global, com per exemple a Dies Irae, on va agafar la seqüència musical anomenada «Dia de la ira» de les misses de difunts medievals. El seu estil recitatiu ple de matisos, el seu sentit del moviment i els indicis d'experiències romàntiques, així com les tècniques avantguardistes, varen servir al compositor per a la interpretació de l'irreal. |
| 1987 | Europera                    | John Cage             | Britten aconsegueix mitjançant la tonalitat crear un ambient fantàstic, despertant influències barroques i caracteritzant als personatges com a esperits. Amb una orquestra de cambra i el seu limitat ventall tímbric, el compositor aconsegueix caracteritzar de forma diferent els tres mons de l'òpera: el regne de les fades, el dels amants atenesos i el dels artesans. Són cinc treballs operístics que volen ser un homenatge i coronació a la conclusió de tota la història de l'òpera. |
| 1987 | Nixon in China              | John Adams            | Ni tan sols Mozart, Verdi, Wagner o Puccini varen aconseguir representar les seves òperes en tants teatres en tant de poc temps. I només era la seva primera òpera, basada en la rellevant visita de Richard Nixon a la Xina. |
| 1990 | El mar traït                | Hans Werner Henze     | Els tres personatges principals són representats per tres tipus diferents d'instrumentació. Al conjunt s'hi uneixen els instruments de percussió. |
| 1991 | The death of Klinghoffer    | John Adams            | Segona òpera d'Adams, també basada en fets reals de la història recent. Segons el mateix compositor, es tracta d'una representació de la Passió a l'estil de Johann Sebastian Bach. |
| 1990 | Venus i Adonis              | Hans Werner Henze     | Henze uneix l'antiguitat amb el present mitjançant dues accions paral·leles. Per a ressaltar la distància temporal, els cantants amb vestits actuals cantin recitatius i cançons de ball, mentre que els personatges de l'antiguitat canten boleros. |
| 1990 | Vincent                     | Einojuhani Rautavaara | Aquesta òpera és el fruit d'anys d'intensa dedicació per part de l'autor a l'obra de Vincent van Gogh. En la música de Rautavaara hi són presents i sintetitzades de forma molt original totes les tendències estilístiques del segle xx. |
| 1992 | Das Schloss                 | Aribert Reimann       | El dibuix psicològic que fa Reimann de les parts vocals aconsegueix el punt més àlgid en aquesta òpera basada en l'obra de Kafka. |
| 1992 | La vida amb un idiota       | Alfred Schnittke      | Schnittke va fer ús de tots els registres musicals per aconseguir un tapís subtilment rítmic. El concepte bàsic del tema és el domini de l'irracional sobre el racional, pols oposats personificats en l'escriptor d'eloqüents paraules i l'idiota que només crida Aj. |
| 1993 | The Cave                    | Steve Reich           | Reich no desitja crear un obra de cant tradicional, sinó que prefereix utilitzar una tècnica vocal desproveïda de vibrato, habitual de l'Edat Mitjana i en la música pop, per tal que la tonalitat soni tant natural com sigui possible. |